# Títulos do Fluminense Football Club
Esta página relaciona os principais títulos do Fluminense Football Club e seus históricos resumidos no futebol e em esportes olímpicos e amadores.

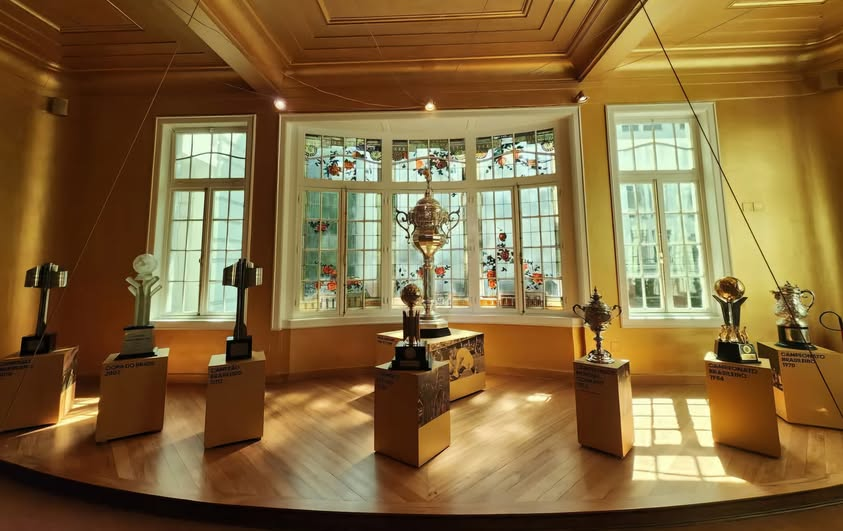
Alguns dos principais troféus no atual Museu Fluminense FC

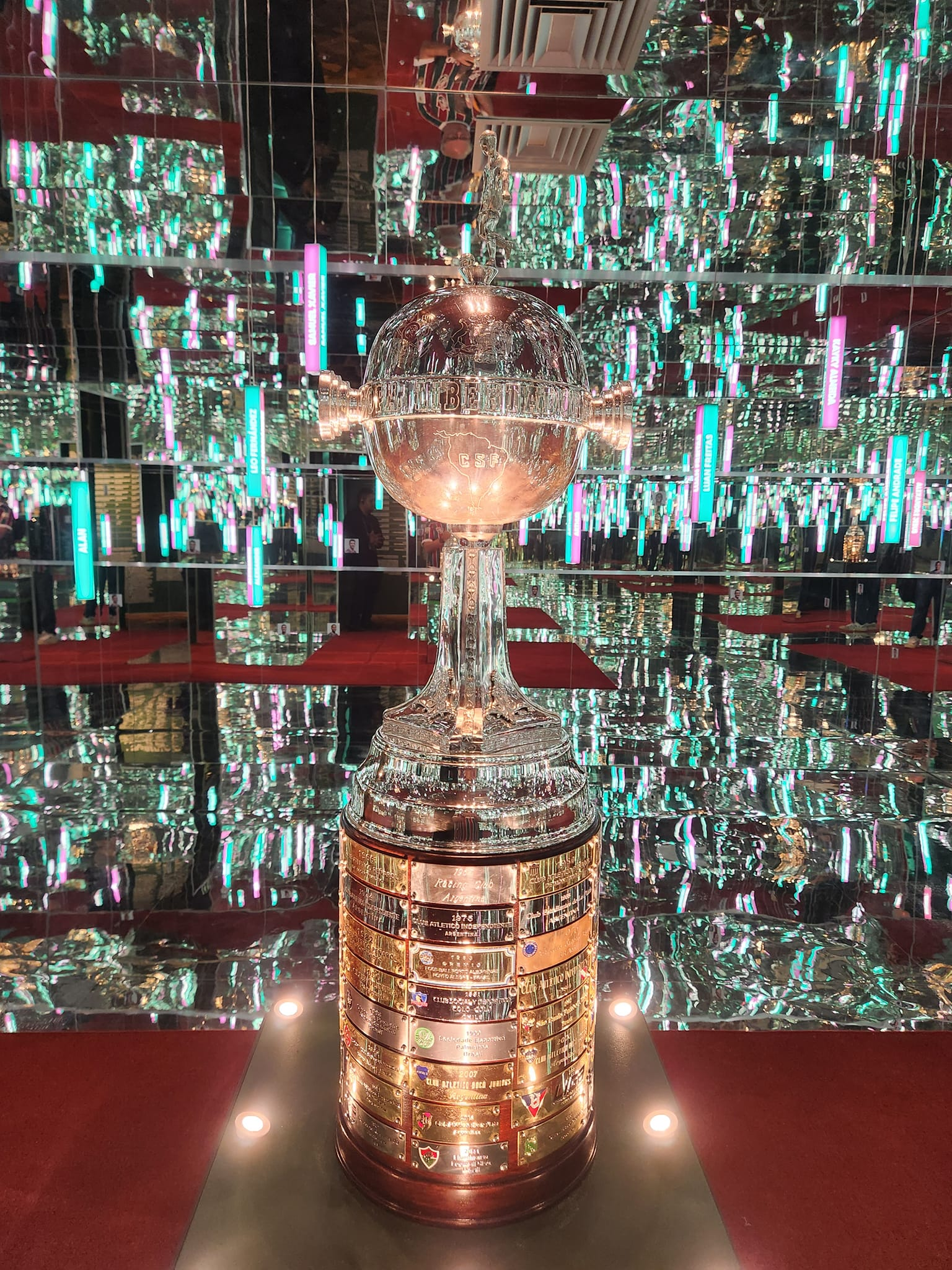
Troféu da Copa Libertadores da América de 2023

Troféu da Recopa Sul-Americana de 2024

Campeão da Copa Rio de 1952, vice-campeão do Mundial de Clubes da FIFA, semifinalista da primeira Copa do Mundo de Clubes, campeão da Copa Libertadores da América e também vice dela, a principal competição continental, campeão da Recopa Sul-Americana e vice-campeão da segunda competição mais importante, a Copa Sul-Americana, tetracampeão brasileiro e campeão da Copa do Brasil, estão entre os seus feitos mais importantes no futebol profissional em um país com dimensão continental que apresenta 17 agremiações campeãs nacionais, 4 delas cariocas, o Fluminense também tem inúmeros títulos internacionais e nacionais importantes das categorias de base do futebol em seu cartel, estando colocado em segundo lugar no Brasil entre os clubes com melhor performance na base entre 2012 e 2020, tendo títulos destacados em competições nacionais de divisões inferiores desde 1971, quando conquistou a Copa São Paulo de Futebol Júnior, na primeira edição dessa competição que contou com a presença de clubes de vários estados brasileiros, conquistando também em 2015 o primeiro Campeonato Brasileiro Sub-20 sob organização da CBF, invicto, e em 2020 o Campeonato Brasileiro Sub-17, na segunda edição organizada por essa confederação. Na Temporada de 2020 conquistou também o primeiro título da modalidade de Futebol feminino em sua História, o Campeonato Brasileiro Sub-18, na segunda edição do campeonato dessa categoria, a primeira conquista carioca nessa competição, e no ano seguinte o estadual Sub-18.
Sendo um clube eclético, ostenta títulos internacionais, nacionais, interestaduais e estaduais em várias modalidades esportivas, estando os principais deles em esportes coletivos olímpicos e amadores também relacionados nesta página, com destaques para a Taça Olímpica de 1949, o hexacampeonato sul-americano no vôlei feminino e a Liga das Américas de Fut 7 de 2014. O Fluminense detinha um total de 1.407 títulos de campeão no esporte amador e no olímpico até o ano de 2002, e em 21 de julho de 2011 o clube anunciou que tinha apenas em sua sala de troféus principal, 2.030 troféus e 1.020 taças, que compunham um total de 7.000 objetos de todas as modalidades esportivas conquistados ou recebidos em homenagens.
Com cerca de 17 milhões de habitantes e uma área de 43 780,172 km², o Estado do Rio de Janeiro pode ser comparado a nações como Países Baixos, pela população e pelo tamanho, ou Chile, esse se não pela área, pelos quesitos população e economia, para que se compreenda a importância de suas competições estaduais pelos âmbitos geográfico e econômico, tendo 69 clubes de futebol profissionais em todas as suas divisões no ano de 2018.

## Futebol

### Principais títulos

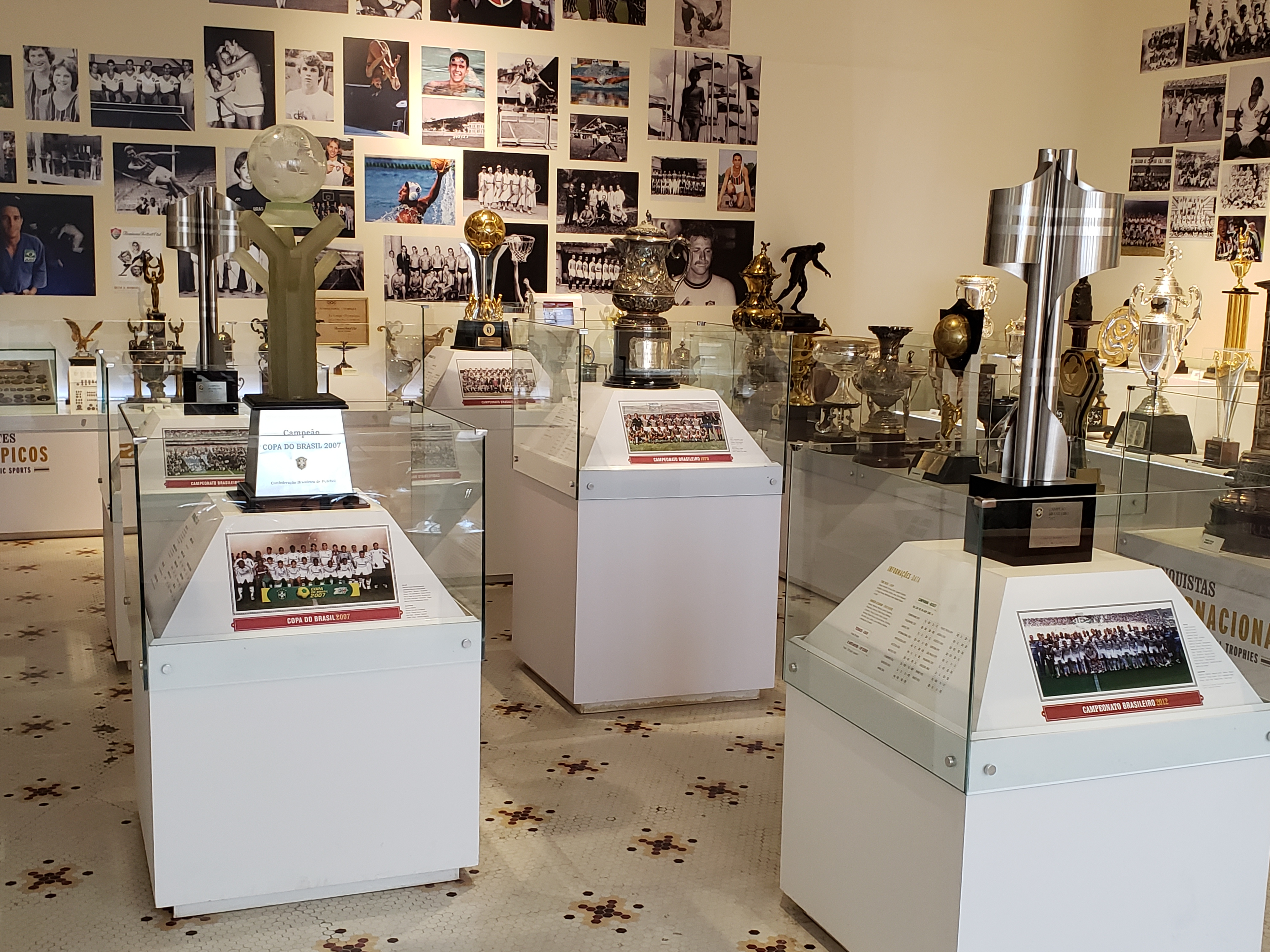
Troféus dos 4 campeonatos brasileiros (1970-1984-2010-2012) e da Copa do Brasil de 2007

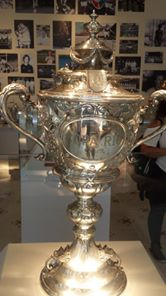
Troféu da Copa Rio de 1952

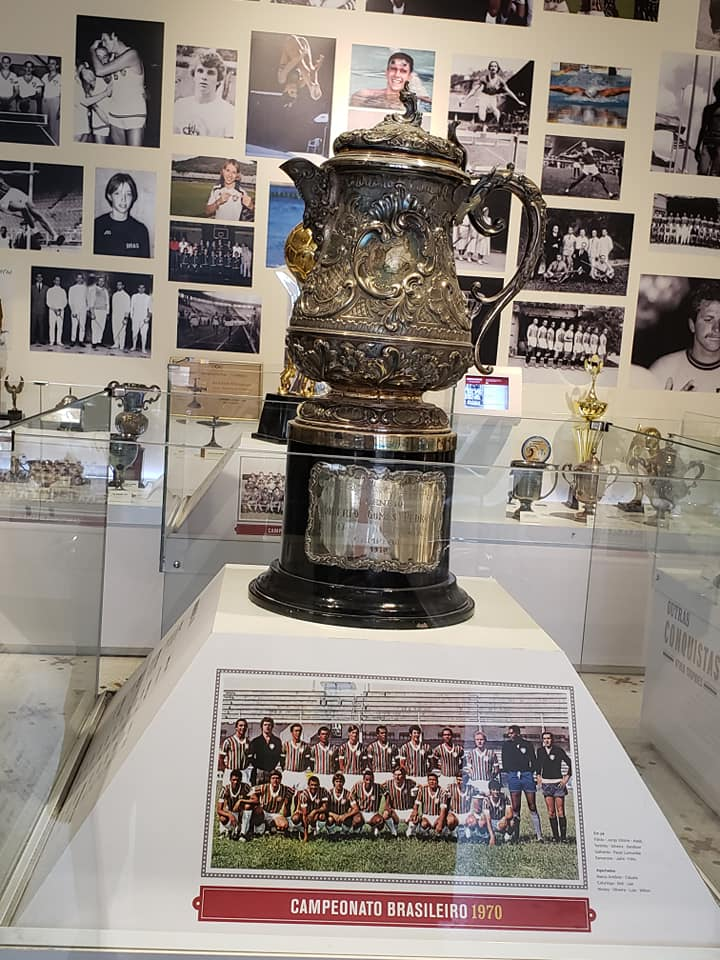
Troféu da Série A de 1970

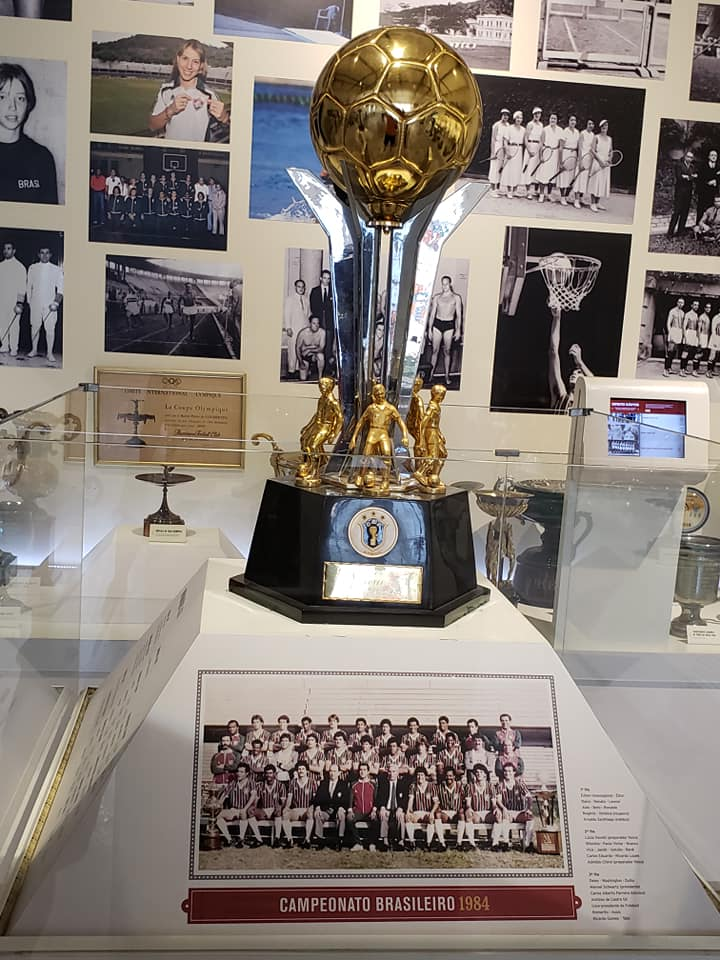
Troféu da Série A de 1984

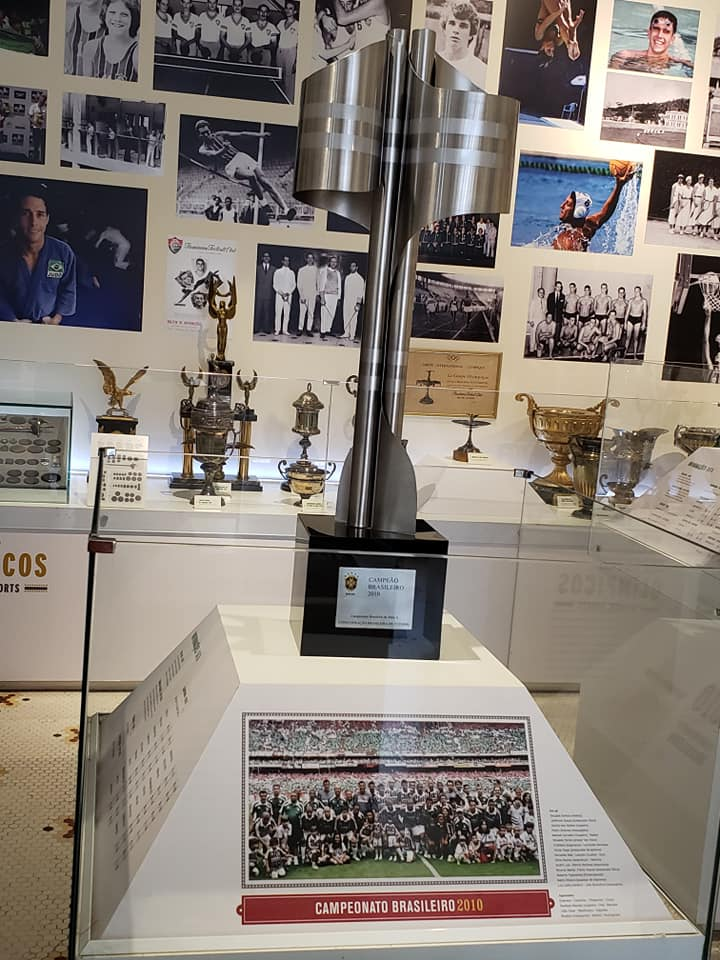
Troféu da Série A de 2010

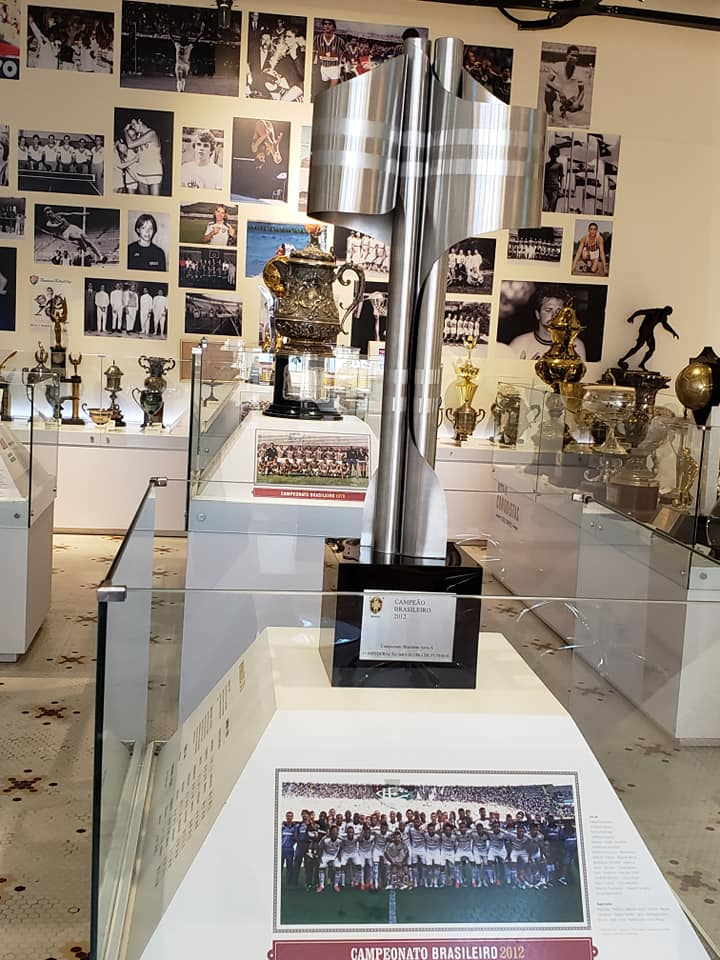
Troféu da Série A de 2012

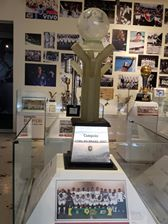
Troféu da Copa do Brasil de 2007

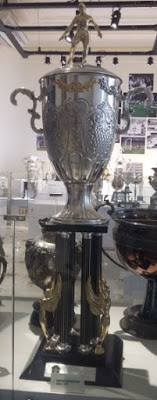
Troféu da Série C de 1999

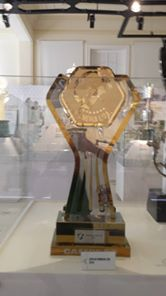
Troféu da Primeira Liga de 2016

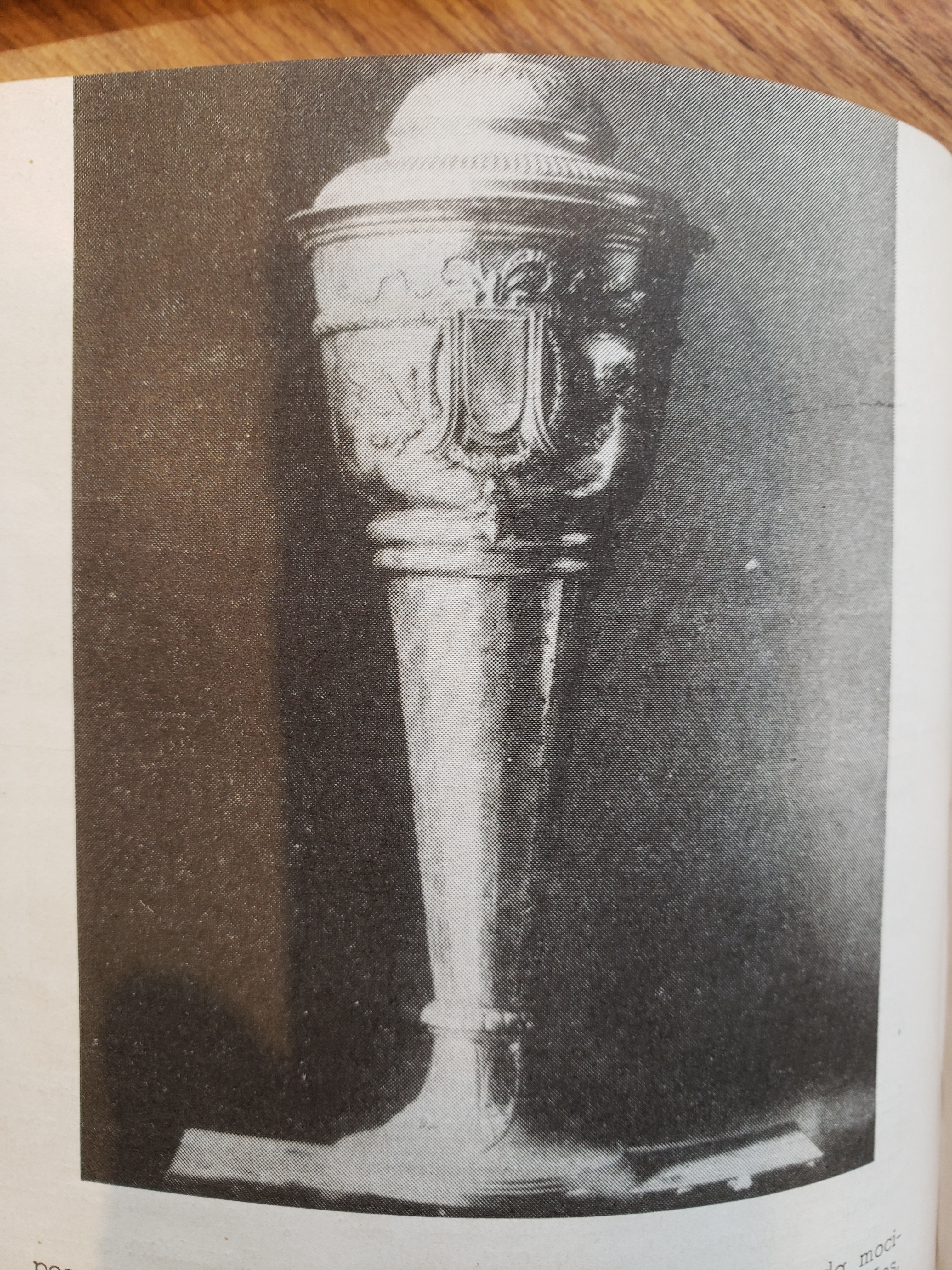
Taça Ioduran

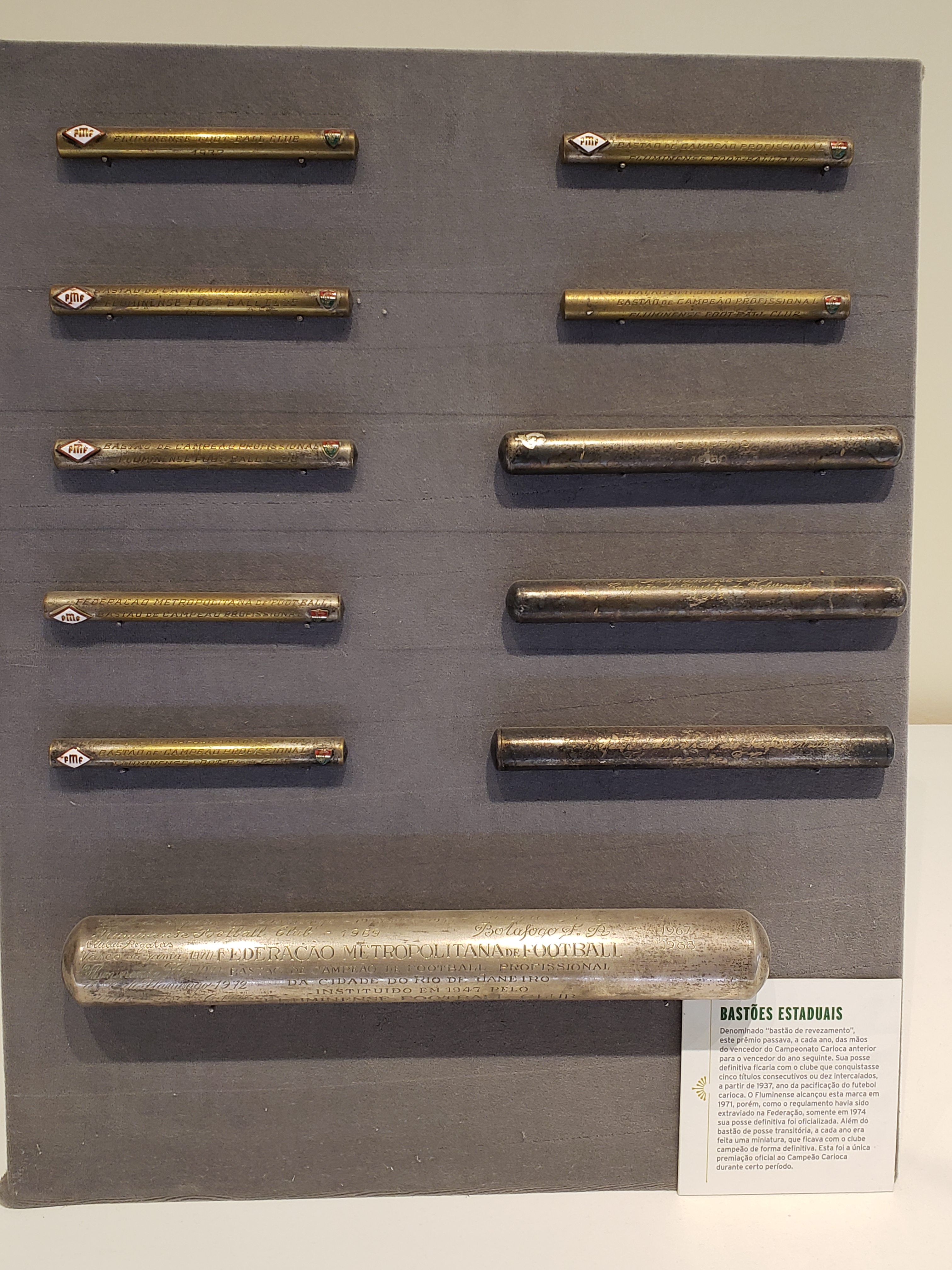
Bastões do Campeonato Carioca

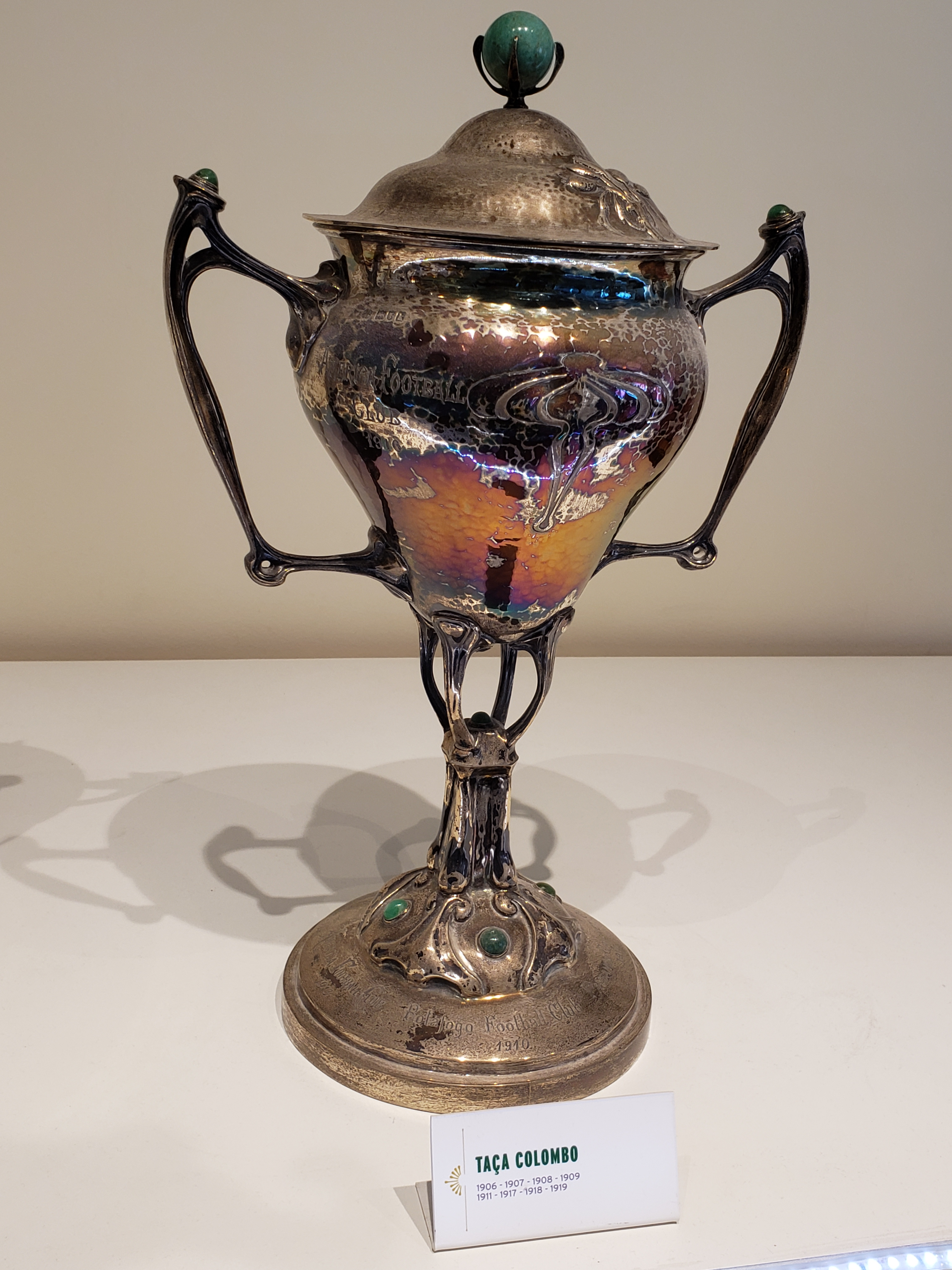
Taça Colombo, a primeira oficial do Campeonato Carioca

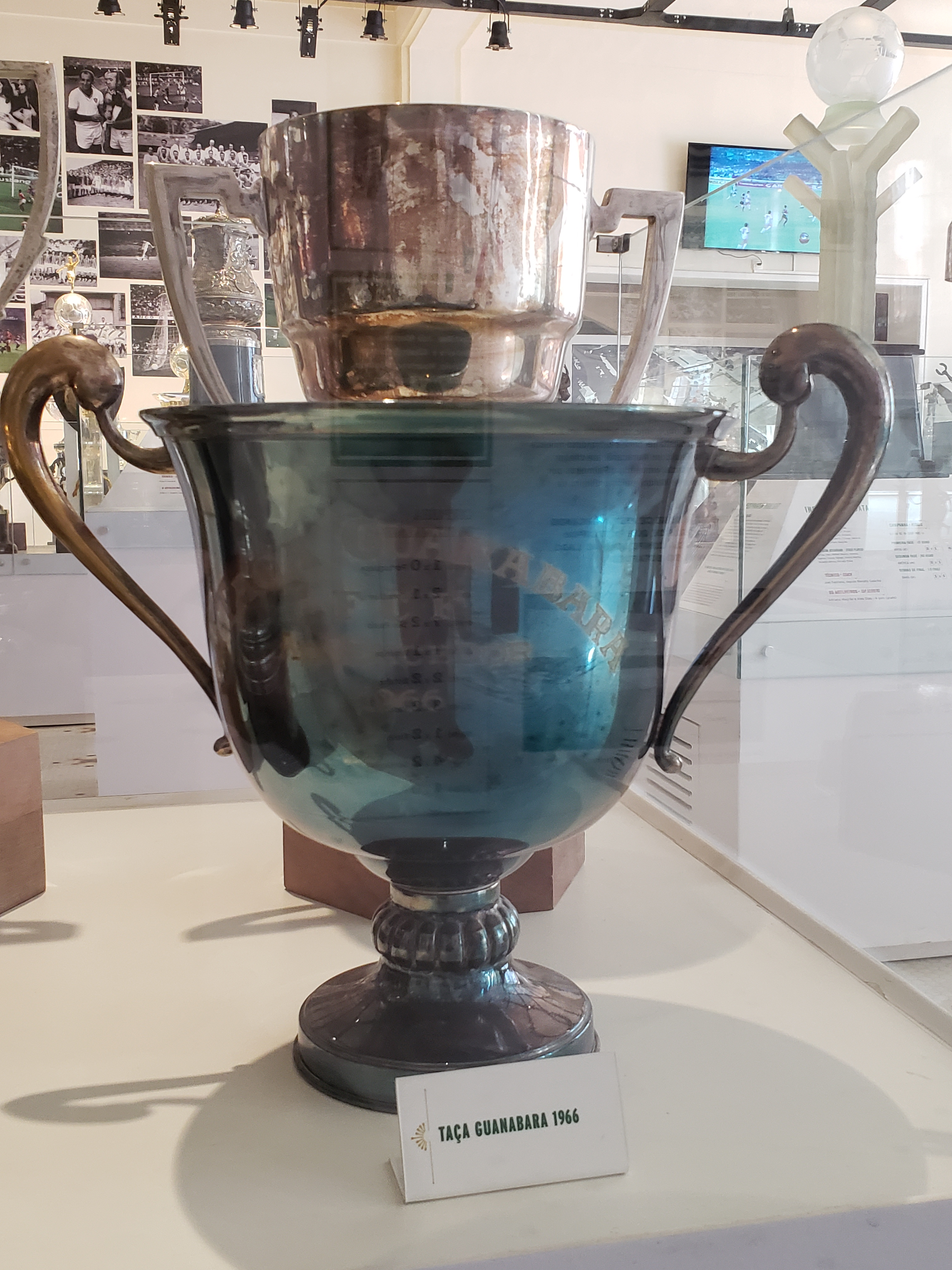
Taça Guanabara de 1966

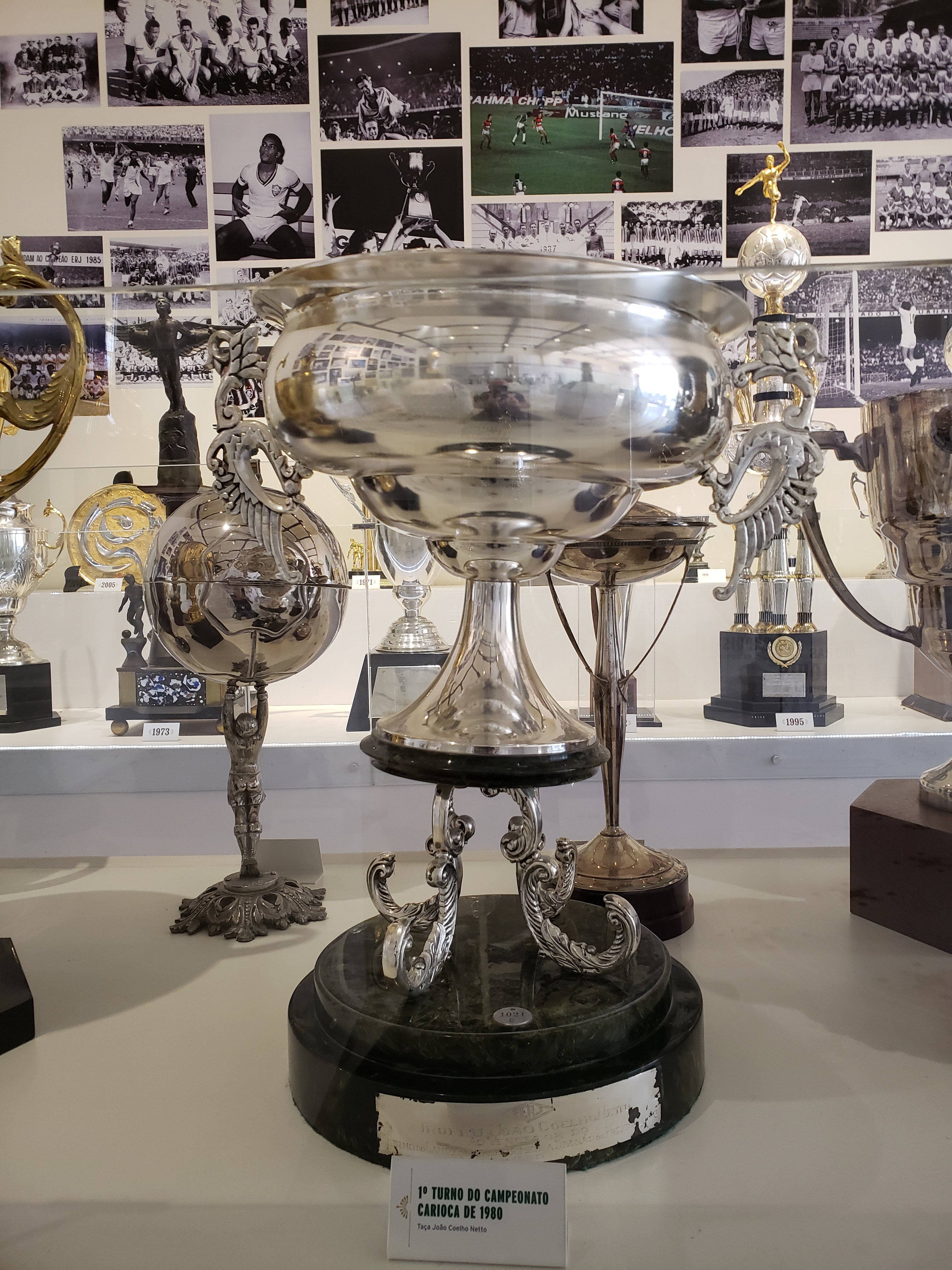
Troféu do Primeiro Turno do Carioca de 1980

Clube que conquistou mais títulos cariocas no Século XX, com os estaduais sendo as competições mais valorizadas pelos grandes clubes brasileiros até meados da década de 1980, e ainda com importância maior do que nos dias atuais até o fim da década de 1990, em um país com dimensão continental onde 158 clubes já disputaram a primeira divisão, apenas 8 conquistaram pelo menos quatro títulos brasileiros, sendo também 8 o número de campeões na Era dos Pontos Corridos, entre eles, o Fluminense, que também ostenta entre os seus títulos nacionais, a Copa do Brasil de 2007.
As suas conquistas no Torneio Rio-São Paulo, em 1957, invicto, e em 1960, com apenas uma derrota, foram em sua fase histórica, no campeonato cujo crescimento redundaria depois nos campeonatos nacionais que se seguiram. A Taça Ioduran foi a primeira competição interestadual oficial do Brasil, a Primeira Liga, competição oficial independente, organizada pelos seus clubes afiliados e prevista na legislação brasileira, e a Zona Sul da Taça Brasil, uma fase importante dessa competição nacional. Na conquista da Taça Ioduran, o Paulistano não compareceu ao confronto, sendo campeão o Fluminense por W.O. Em  11 de junho de 1918, os dois clubes haviam disputado em São Paulo uma taça desafio como campeões carioca e paulista, a "Taça O Imparcial", com vitória do Fluminense por 3 a 1.
Primeiro campeão carioca (1906), primeiro campeão carioca de competição intercontinental (1952), primeiro campeão carioca do Torneio Rio-São Paulo (1957) e primeiro campeão carioca brasileiro, pois a competição de 1970 já era equiparada ao Campeonato Brasileiro pela CBD em sua época e assim foi comemorado, diferentemente da Taça Brasil, também foi o primeiro clube carioca campeão da Primeira Liga (2016), pioneirismo que se estende pelas categorias de base, como pode ser visto na seção própria que consta dessa página.
Excluindo as conquistas por mérito que não exclusiva ou necessariamente tem a ver com o desempenho de excelência em campo do time principal, como as da Taça Eficiência e da Taça Disciplina, os turnos e demais fases de campeonatos, como a da Zona Sul da Taça Brasil, o Fluminense ostenta 63 títulos oficiais apenas no futebol profissional, do total de 94 títulos relacionados nesse quadro, não incluindo as honrarias.
| HONRARIAS | HONRARIAS                                                   | HONRARIAS | HONRARIAS  |
|           | Competição                                                  | Títulos   | Temporadas |
| --------- | ----------------------------------------------------------- | --------- | ---------- |
|           | Campeão Carioca do Século XX(1)                             | 1         | 1906–2000  |
|           | Taça Olímpica(2)                                            | 1         | 1949       |
|           | Clube Clássico FIFA                                         | 1         | 2008       |
|           | O melhor clube da América do Sul e 7º Melhor Clube do Mundo | 1         | 2023       |
|           | Melhor Clube do Mundo em Junho de 2025                      | 1         | 2025       |

| INTERCONTINENTAIS | INTERCONTINENTAIS               | INTERCONTINENTAIS | INTERCONTINENTAIS |
|                   | Competição                      | Títulos           | Temporadas |
| ----------------- | ------------------------------- | ----------------- | --- |
|                   | Copa Rio Internacional          | 1                 | 1952 |
| CONTINENTAIS      |                                 |                   | |
|                   | Competição                      | Títulos           | Temporadas |
|                   | Copa Libertadores da América    | 1                 | 2023 |
|                   | Recopa Sul-Americana            | 1                 | 2024 |
| NACIONAIS         |                                 |                   | |
|                   | Competição                      | Títulos           | Temporadas |
|                   | Campeonato Brasileiro           | 4                 | 1970(3), 1984, 2010 e 2012 |
|                   | Copa do Brasil                  | 1                 | 2007 |
|                   | Campeonato Brasileiro - Série C | 1                 | 1999 |
| INTERESTADUAIS    |                                 |                   | |
|                   | Competição                      | Títulos           | Temporadas |
|                   | Torneio Rio-São Paulo           | 2 1957 e 1960     | |
|                   | Taça Ioduran                    | 1                 | 1919 |
|                   | Primeira Liga                   | 1                 | 2016 |
| ESTADUAIS         |                                 |                   | |
|                   | Competição                      | Títulos           | Temporadas1 |
|                   | Campeonato Carioca              | 33                | 1906, 1907(5), 1908, 1909, 1911, 1917, 1918, 1919, 1924 (AMEA), 1936 (LCF), 1937, 1938, 1940, 1941, 1946(6), 1951, 1959, 1964, 1969, 1971, 1973, 1975, 1976, 1980, 1983, 1984, 1985, 1995, 2002, 2005, 2012, 2022 e 2023 |
|                   | Copa Rio Estadual               | 1                 | 1998 |
|                   | Torneio Início                  | 9                 | 1916, 1924, 1925, (7), 1940, 1941, 1943, 1954, 1956 e 1965 |
|                   | Torneio Aberto(8)               | 1                 | 1935 |
|                   | Torneio Municipal(8)            | 2                 | 1938 e 1948 |
|                   | Taça Oscar Cox(8)               | 1                 | 1941 |
|                   | Taça Guanabara Independente(9)  | 3                 | 1966, 1969 e 1971 |
| TOTAL             |                                 |                   | |
|                   | Conquistas                      | Títulos           | Categorias |
|                   | Conquistas oficiais             | 63                | 1 Intercontinental, 2 Continentais, 6 Nacionais, 4 Interestaduais e 50 Estaduais |

(1) Por ter sido o clube carioca com maior número de títulos estaduais no século passado.
(2) O Fluminense é o único clube de futebol no mundo a ter conquistado a Taça Olímpica e a única instituição brasileira a ter seu nome inscrito nela.
(3) Título reconhecido em 2010 pela CBF, apesar de já ser listado pela antiga CBD como campeonato nacional em seus boletins oficiais entre 1971 e 1975.
(4) Em 1940 a competição foi interrompida com Fluminense e Flamengo na liderança, sem que a CBD oficializasse o título, entretanto, os clubes e os jornais da época consideraram o resultado definitivo e declararam Fluminense e Flamengo como os legítimos campeões da competição, mas a CBF não homologou o título. O clube atualmente se considera campeão da competição e consta esse título entre suas conquistas, embora não tenha sido oficializado.
(5) Título compartilhado com o Botafogo.
(6) Esta edição da competição ficou conhecida como Supercampeonato Carioca.
 (7) Em 1927, tendo conquistado o título no campo, o Fluminense pediu a sua anulação em virtude de ter infringido o regulamento, ao incluir em seus quadros, dois substitutos, em ofício enviado à AMEA, o que resultou no título sendo posteriormente anulado.
(8) O Rio de Janeiro na época tinha o status de Distrito Federal, com status equivalente ao de estado.
(9) Como competição independente do Campeonato Carioca, apenas em 1966, 1969 e 1971.

### Turnos e fases de campeonatos estaduais
| Turnos Estaduais | Turnos Estaduais                         | Turnos Estaduais | Turnos Estaduais                                          |
|                  | Competição                               | Títulos          | Temporadas                                                |
| ---------------- | ---------------------------------------- | ---------------- | --------------------------------------------------------- |
|                  | Taça Guanabara (Turno Estadual)          | 9                | 1975, 1983 , 1985 , 1991, 1993 , 2012, 2017 , 2022 e 2023 |
|                  | Taça Rio                                 | 4                | 1990, 2005, 2018 e 2020                                   |
|                  | Turnos disputados com outros nomes(10)   | 6                | 1970, 1972, 1973 , 1976 , 1980 e 2012                     |
|                  | Campeonato da Capital (fase da Copa Rio) | 1                | 1994                                                      |

(10) Primeiro Turno de 1970, Troféu Fadel Fadel (2º Turno de 1972), Taça Francisco Laport (2° turno de 1973), Taça Amadeu Rodrigues Sequeira (3° turno de 1976), Taça João Coelho Netto (1º Turno de 1980) e Troféu Luiz Penido (2º Turno de 2012).

### Outras conquistas estaduais
| Outras Conquistas Estaduais | Outras Conquistas Estaduais | Outras Conquistas Estaduais | Outras Conquistas Estaduais                                                         |
|                             | Competição                  | Títulos                     | Temporadas                                                                          |
| --------------------------- | --------------------------- | --------------------------- | ----------------------------------------------------------------------------------- |
|                             | Taça Eficiência             | 14                          | 1935, 1941, 1948, 1951, 1952, 1953, 1957, 1959, 1963, 1964, 1969, 1970, 1976 e 1984 |
|                             | Taça Disciplina             | 7                           | 1946, 1948, 1956, 1958, 1963, 1972 e 1977                                           |

### Torneios internacionais

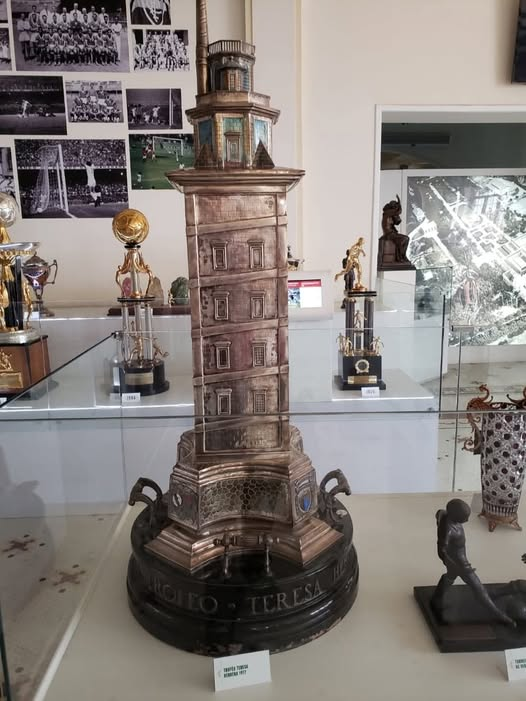
O Fluminense ganhou o Troféu Teresa Herrera em 1977.

O Fluminense conquistou 8 torneios internacionais com a sua equipe principal em três continentes, na América do Sul, Ásia e Europa, com destaque para as duas conquistas do Torneio de Paris.

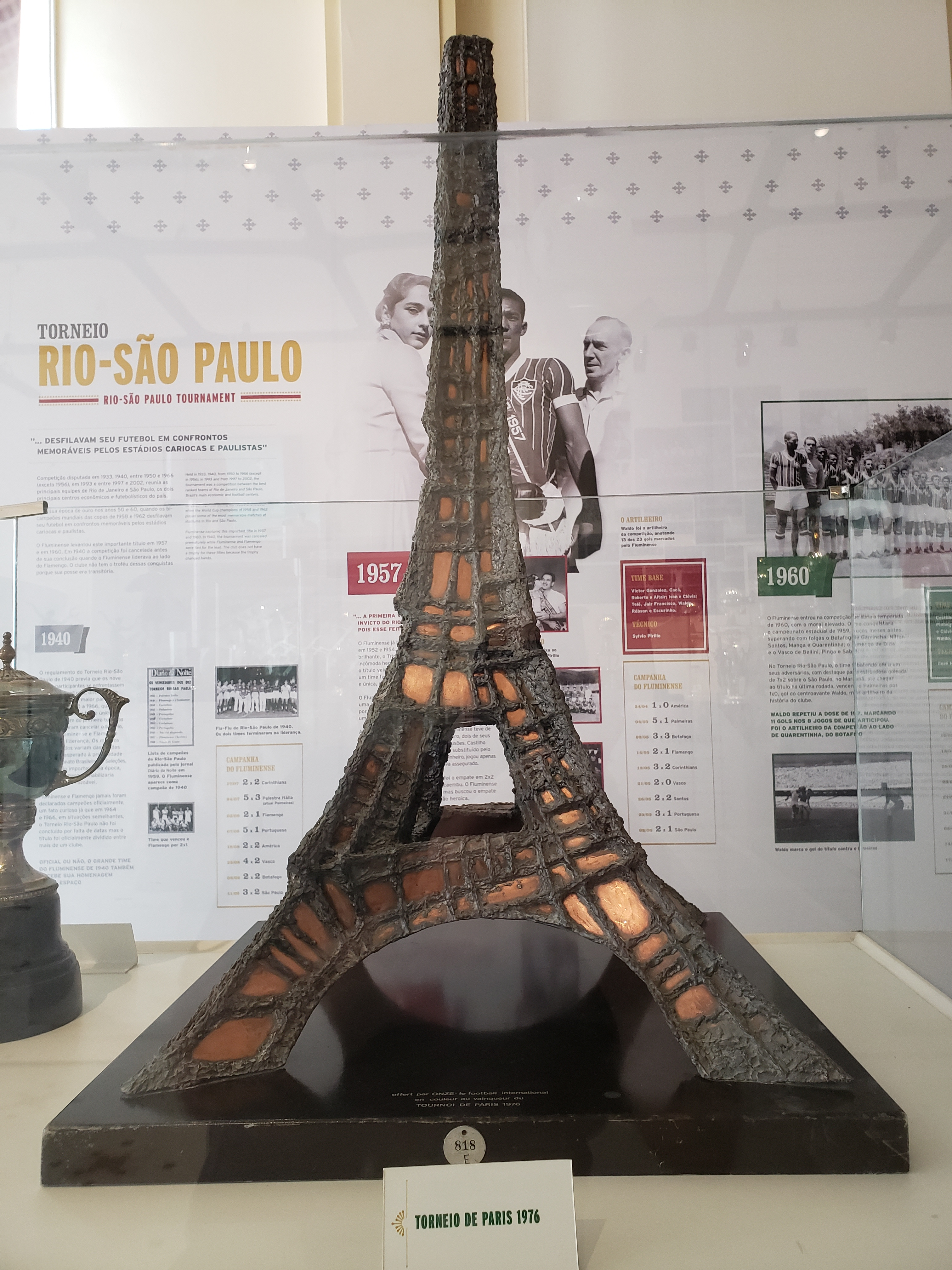
Troféu do Torneio de Paris de 1976

| Torneios internacionais | Torneios internacionais                 | Torneios internacionais | Torneios internacionais |
| Local                   | Competição                              | Títulos                 | Temporadas              |
| ----------------------- | --------------------------------------- | ----------------------- | ----------------------- |
| França                  | Torneio de Paris                        | 2                       | 1976 e 1987             |
| Brasil                  | Torneio Internacional do Rio de Janeiro | 1                       | 1973                    |
| Chile                   | Torneio Viña del Mar                    | 1                       | 1976                    |
| Espanha                 | Torneio Teresa Herrera                  | 1                       | 1977                    |
| Coreia do Sul           | Torneio de Seul                         | 1                       | 1984                    |
| Japão                   | Copa Kirin                              | 1                       | 1987                    |
| Ucrânia                 | Torneio de Kiev                         | 1                       | 1989                    |

 Campeão invicto.

### Taças internacionais
As 22 taças em disputa contra apenas um adversário, foram conquistadas na África, América Central, América do Sul e Europa, em dez países diferentes, as duas primeiras em 1928.
Taças conquistadas contra apenas um adversário, não incluídas taças por vice-campeonatos, terceiros lugares ou por participação em torneios Internacionais.

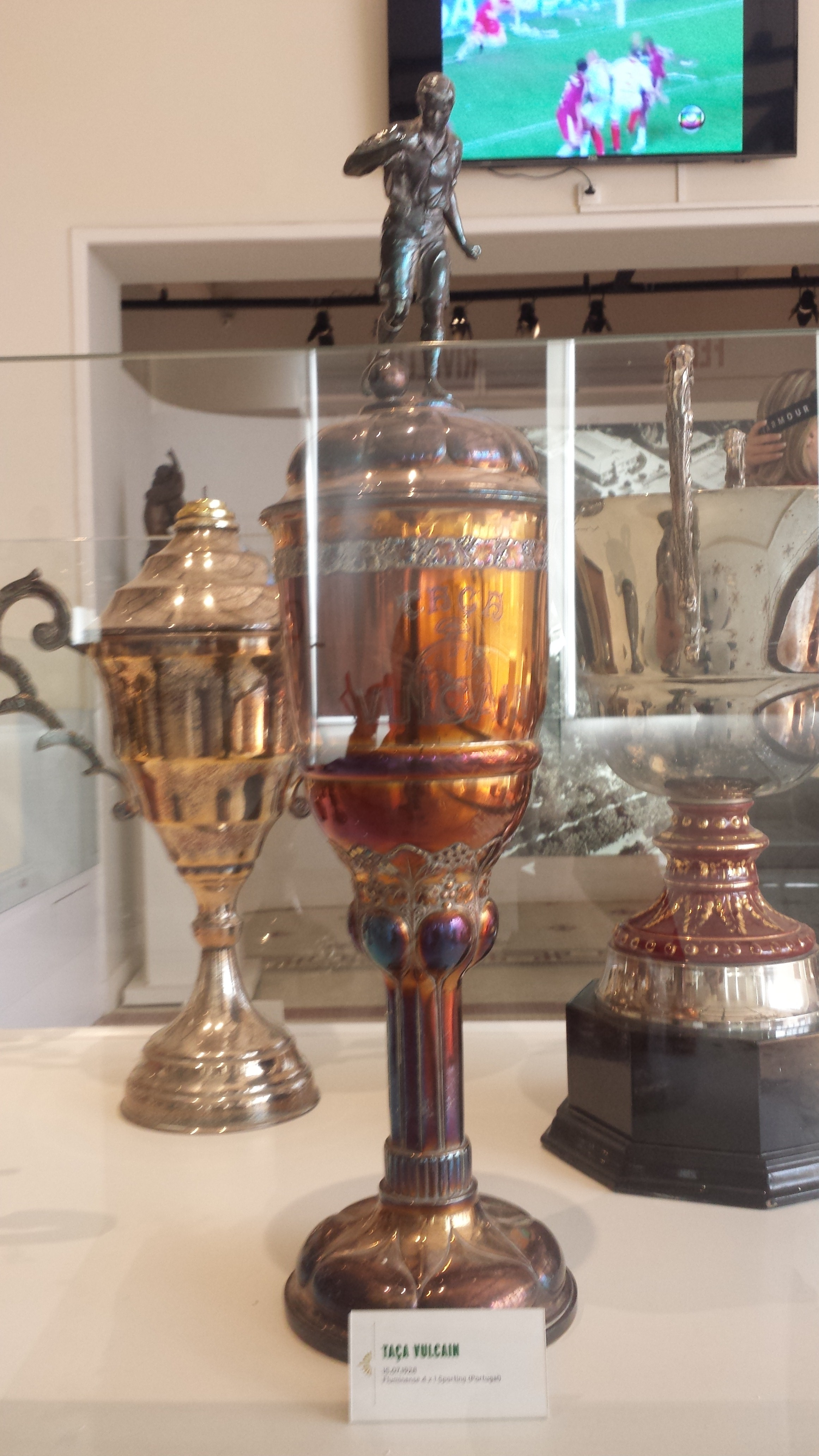
Taça Vulcain, a primeira internacional

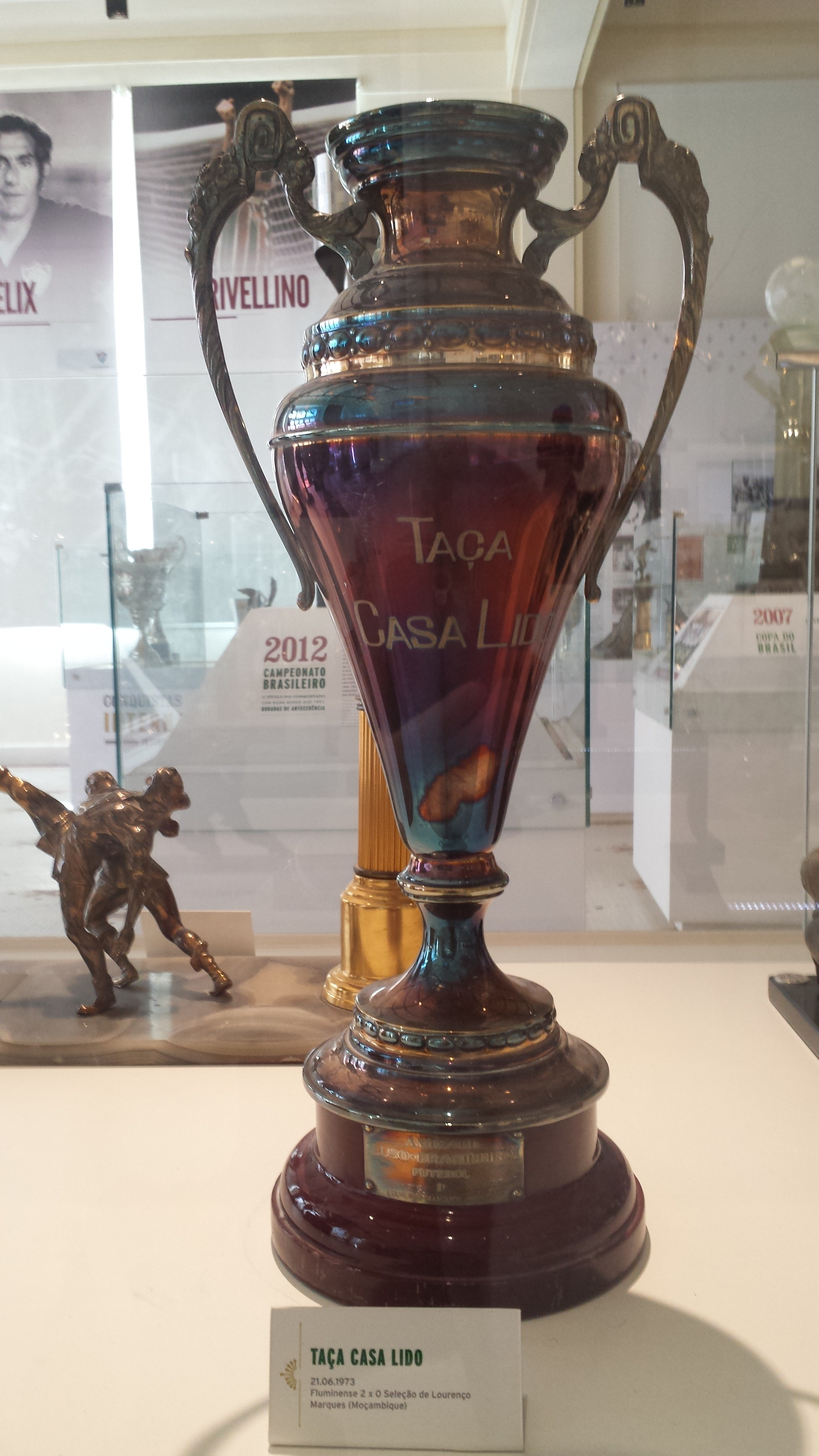
Taça Casa Lido, conquistada em Moçambique

| Taças internacionais | Taças internacionais                    | Taças internacionais | Taças internacionais                                          |
| Local                | Nome da taça                            | Ano                  | Adversário                                                    |
| -------------------- | --------------------------------------- | -------------------- | ------------------------------------------------------------- |
| Brasil               | Vulcain                                 | 1928                 | Sporting                                                      |
| Brasil               | Leal Santos                             | 1928                 | Sporting                                                      |
| Brasil               | Departamento de Imprensa Esportiva      | 1948                 | Racing                                                        |
| Peru                 | Embajada de Brasil                      | 1950                 | Sucre                                                         |
| Peru                 | Comite Nacional de Deportes             | 1950                 | Alianza                                                       |
| Peru                 | General Manuel A. Odria                 | 1950                 | Seleção de Arequipa                                           |
| Brasil               | Adriano Ramos Pinto (Copa Rio)          | 1952                 | Corinthians                                                   |
| Brasil               | Cinquentenário do Fluminense (Copa Rio) | 1952                 | Corinthians                                                   |
| Brasil               | Milone (Copa Rio)                       | 1952                 | Corinthians                                                   |
| Costa Rica           | Ramon Cool J                            | 1960                 | Deportivo Saprissa                                            |
| México               | Canal Collor                            | 1960                 | San Lorenzo                                                   |
| México               | Embotelladora de Tampico SA             | 1960                 | Deportivo Tampico                                             |
| Rússia               | FC Dínamo Moscou versus Fluminense      | 1963                 | Dínamo Moscou                                                 |
| Moçambique           | Casa Lido                               | 1973                 | Seleção de Lourenço Marques                                   |
| Angola               | Governo do Distrito de Nova Lisboa      | 1973                 | Sport Nova Lisboa e Benfica                                   |
| Angola               | Governo de Luanda Ramiro Pedrosa        | 1973                 | Sporting de Luanda                                            |
| Suriname             | Robinhood                               | 1981                 | Robinhood                                                     |
| Brasil               | João Havelange                          | 1981                 | River Plate                                                   |
| Paraguai             | Trofeo de La Amistad                    | 1984                 | Combinado Cerro Porteño-Sol de América                        |
| Angola               | Amizade dos Campeões                    | 1985                 | Petro Atlético                                                |
| França               | Sporting versus Fluminense              | 1991                 | Sporting (oferta: Cafe do Jura e Cave Cristal, Genebra-Suíça) |
| Brasil               | Centenário Fluminense FC                | 2002                 | Toluca                                                        |

### Torneios nacionais
Exceto a Região Centro Oeste, o Fluminense conquistou 10 torneios nacionais em todas as outras regiões do Brasil, em sete estados diferentes, não considerando o fato dos troféus Osmar Santos e João Saldanha terem abrangência nacional.

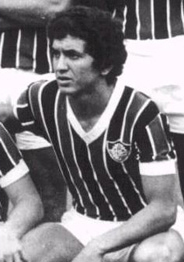
Lula, autor do gol do título no Torneio José Macedo Aguiar

| Torneios nacionais      | Torneios nacionais                              | Torneios nacionais | Torneios nacionais |
| Local                   | Competição                                      | Títulos            | Temporadas         |
| ----------------------- | ----------------------------------------------- | ------------------ | ------------------ |
| Minas Gerais            | Torneio José de Paula Júnior                    | 1                  | 1952               |
| Paraná                  | Copa das Municipalidades do Paraná              | 1                  | 1953               |
| Pará                    | Torneio Quadrangular Pará-Guanabara             | 1                  | 1966               |
| Espírito Santo (estado) | Torneio Quadrangular de Cachoeiro de Itapemirim | 1                  | 1969               |
| Bahia                   | Torneio José Macedo Aguiar                      | 1                  | 1971               |
| Rio de Janeiro          | Copa Governador Faria Lima                      | 1                  | 1977               |
| -                       | Copa Vale do Paraíba                            | 1                  | 1977               |
| Alagoas                 | Torneio de Maceió                               | 1                  | 1994               |
| Brasil                  | Troféu Osmar Santos                             | 1                  | 2010               |
| Brasil                  | Troféu João Saldanha                            | 1                  | 2011               |

 Campeão invicto.

### Taças nacionais
As 145 taças nacionais contra apenas um adversário, foram conquistadas em todas as regiões do Brasil, em pelo menos quinze estados diferentes. A diferença entre taça e troféu em suas origens está no formato, pois a taça tem um formato que lembra o copo, tendo no alto uma forma côncava. O troféu é uma recompensa por um feito, mas também teria outros formatos. Com o tempo viraram sinônimos no Brasil.
Taças conquistadas contra apenas um adversário, não incluídas taças por vice-campeonatos, terceiros lugares, em homenagens ou por participação em torneios, e mesmo placas ou estruturas de bronzes ou outros materiais conquistadas, lista possivelmente incompleta.

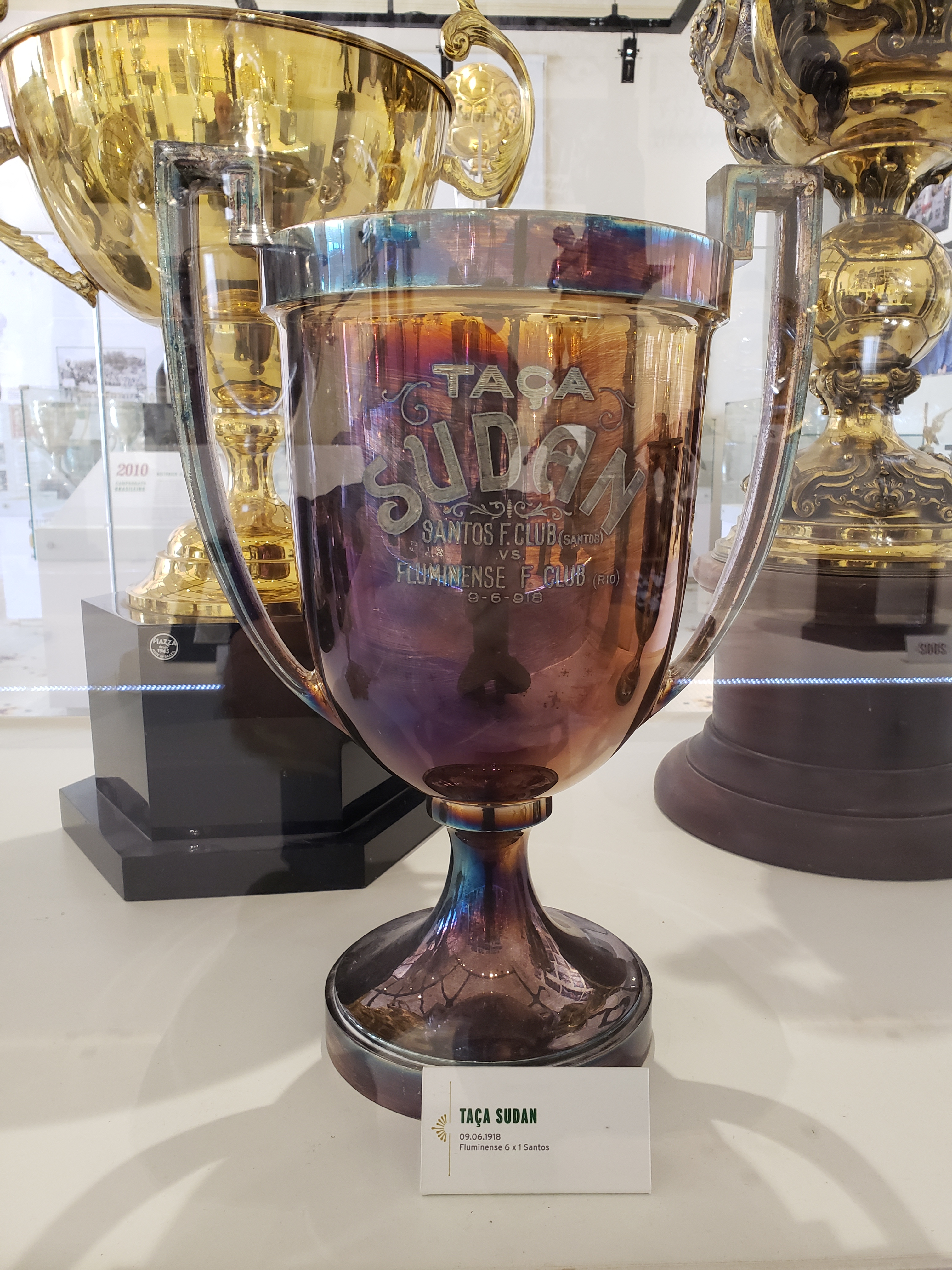
Taça Sudan 1918

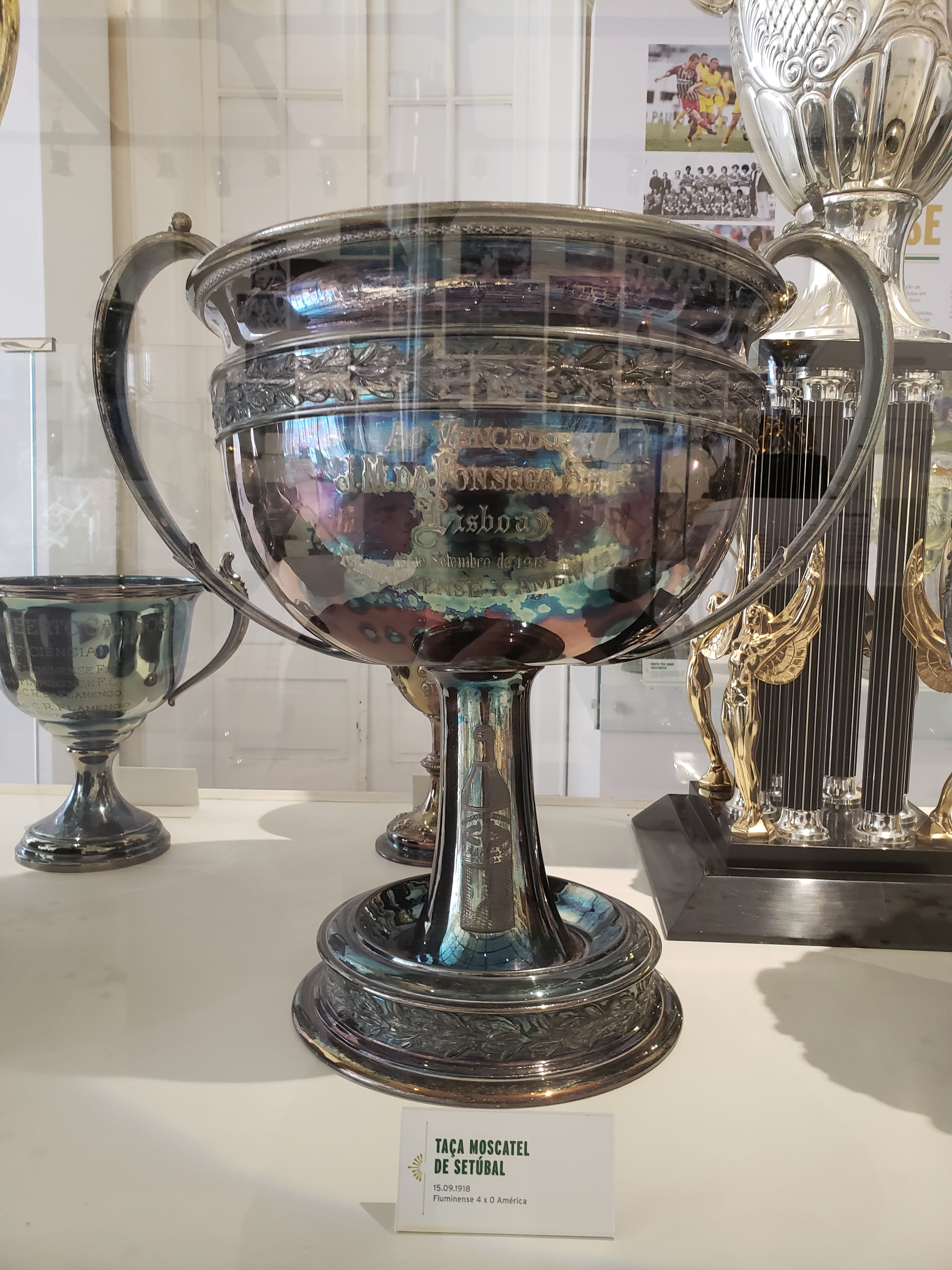
Taça Moscatel de Setúbal 1918

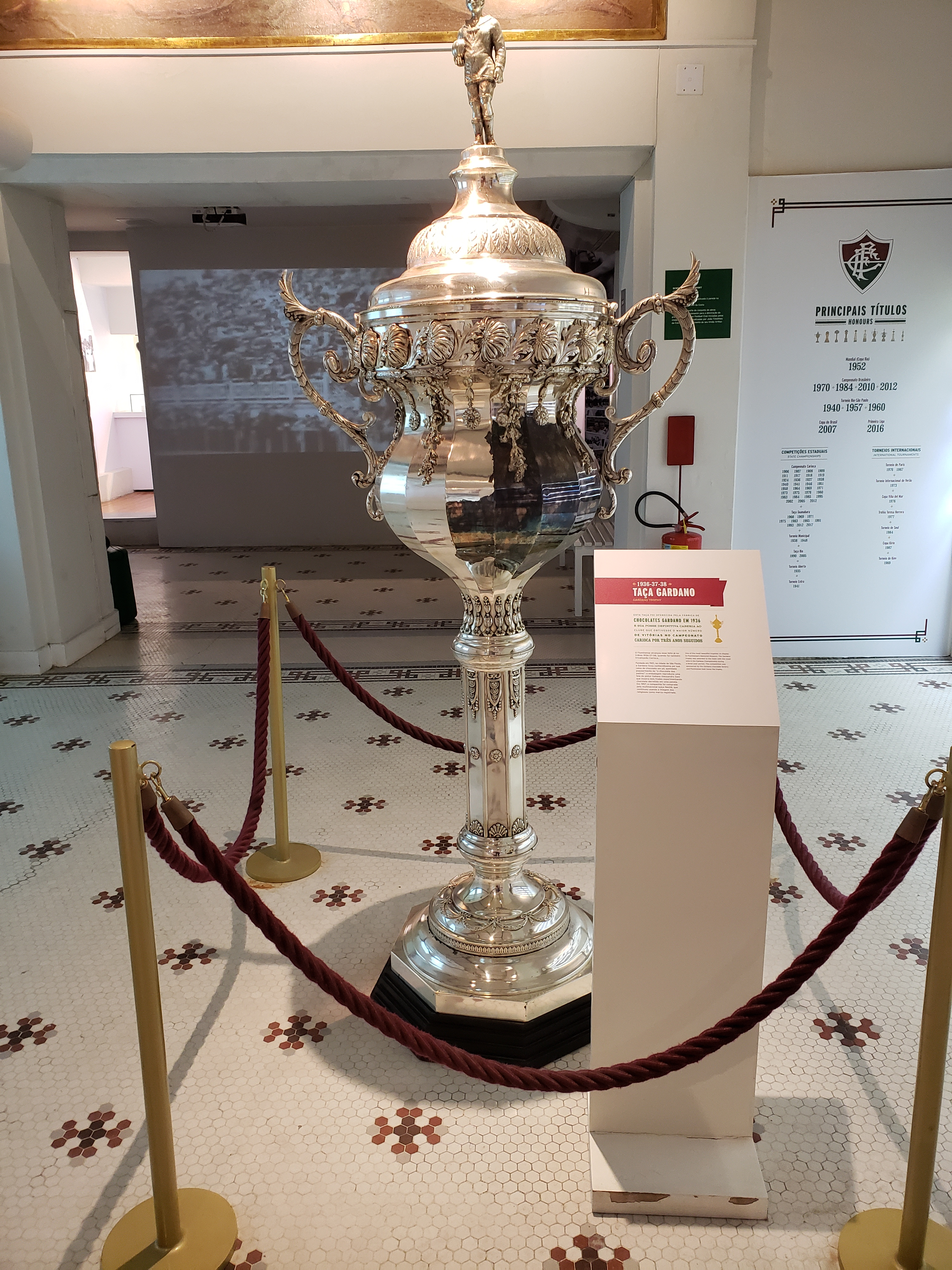
Taça Gardano disputada de 1936 a 1938

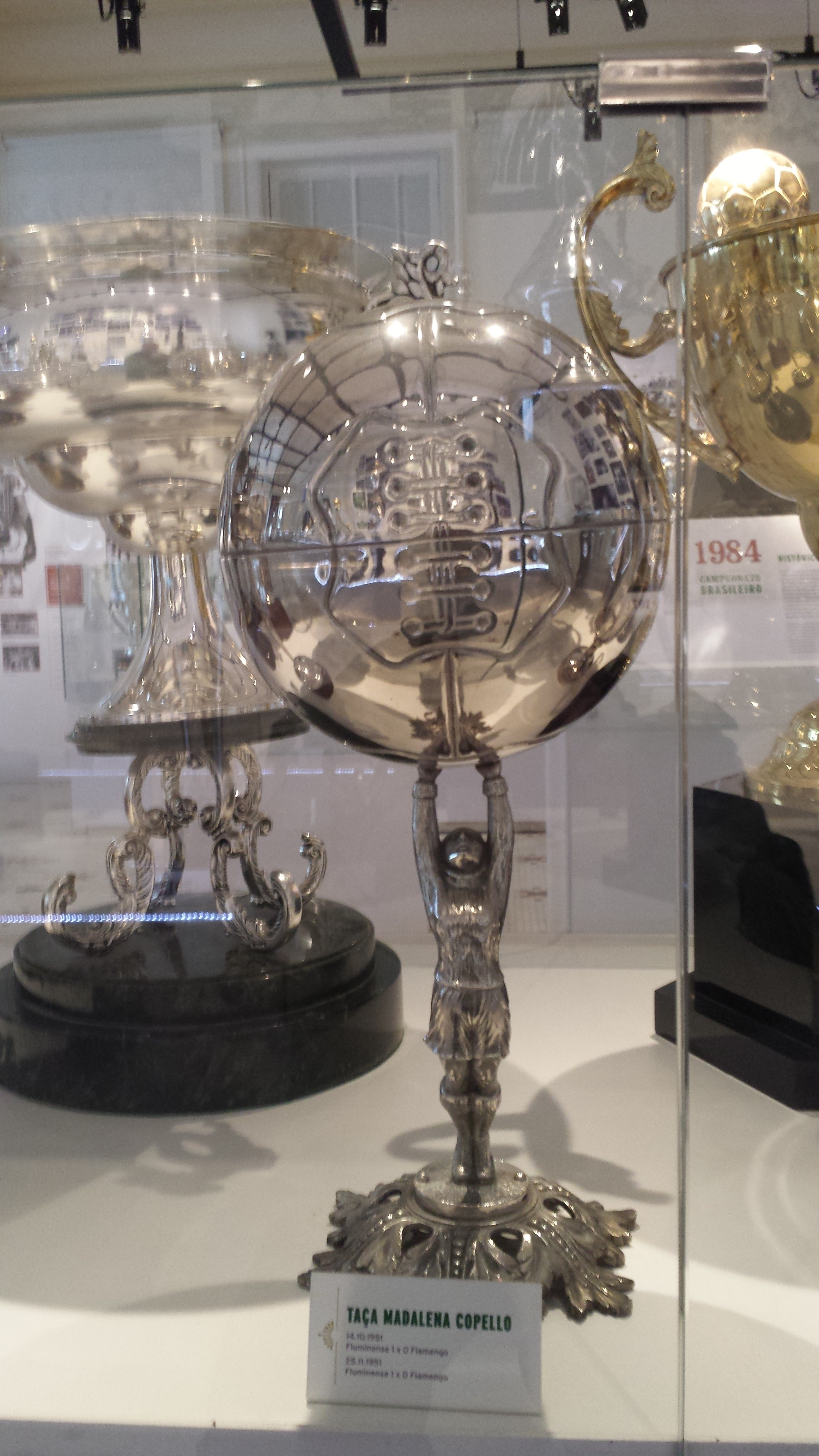
Taça Madalena Copello 1951

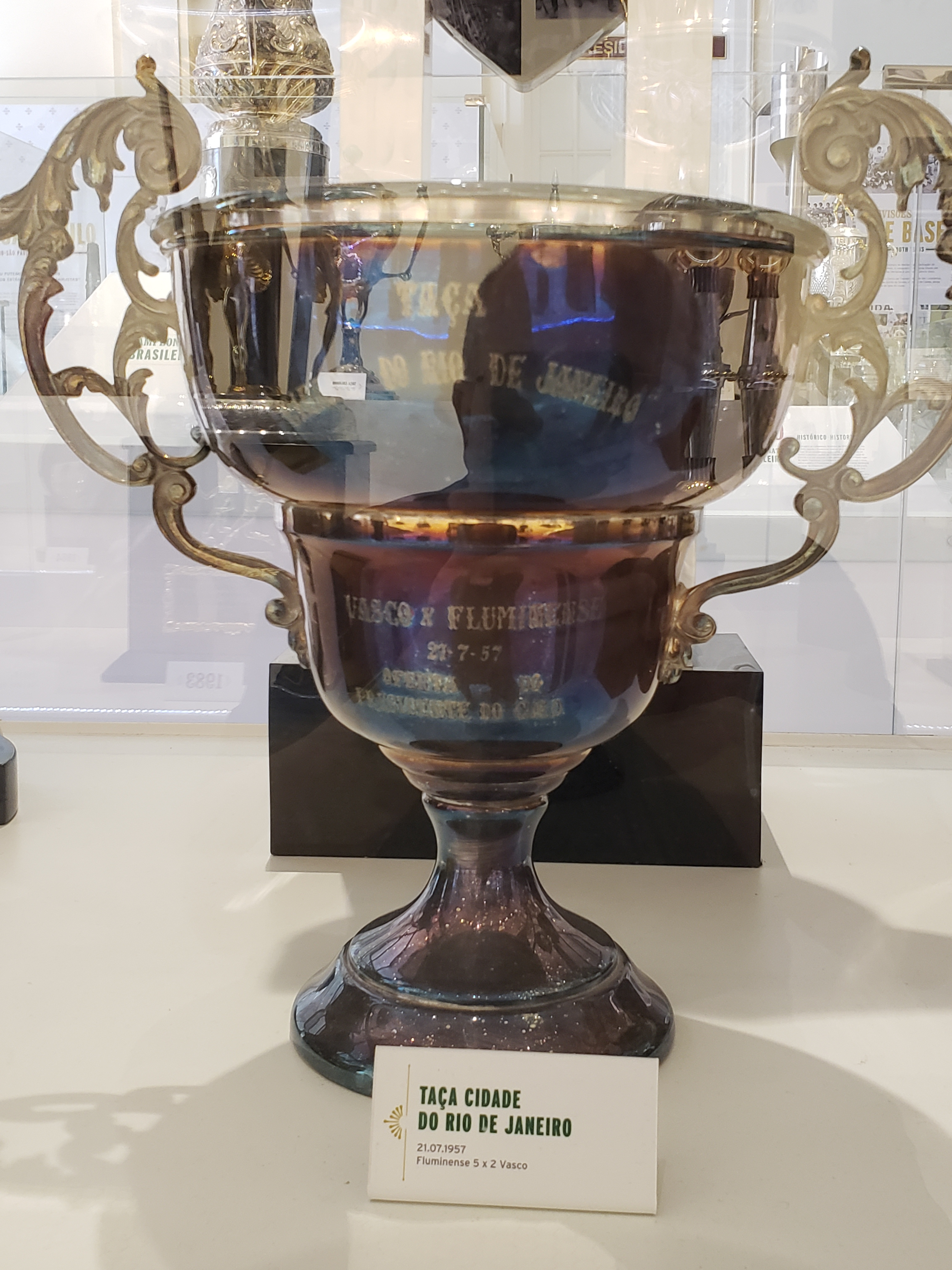
Taça Cidade do Rio de Janeiro 1957

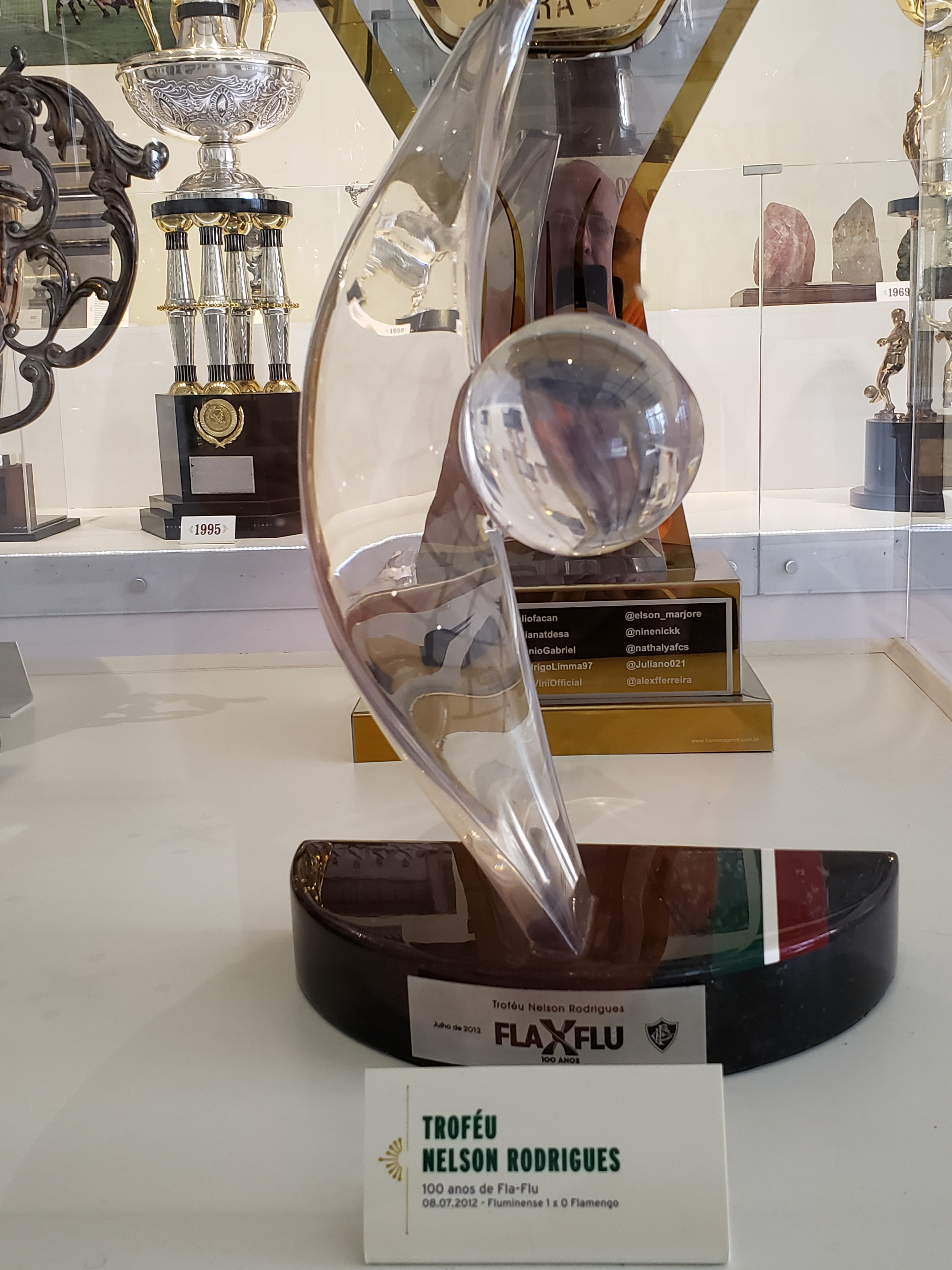
Troféu Nelson Rodrigues-100 anos de Fla-Flu 2012

| Taças nacionais           | Taças nacionais                                            | Taças nacionais | Taças nacionais                  |
| Local                     | Nome da taça                                               | Ano             | Adversário                       |
| ------------------------- | ---------------------------------------------------------- | --------------- | -------------------------------- |
| Rio de Janeiro            | Federação de Remo                                          | 1916            | Flamengo                         |
| Rio de Janeiro            | CBD                                                        | 1916            | Flamengo                         |
| Rio de Janeiro            | Botafogo                                                   | 1917            | Botafogo                         |
| Rio de Janeiro            | Boqueirão do Passeio                                       | 1917            | America                          |
| São Paulo                 | O Imparcial                                                | 1917            | Paulistano                       |
| São Paulo                 | Sudan                                                      | 1918            | Santos                           |
| São Paulo                 | Carioca                                                    | 1918            | Santos                           |
| Rio de Janeiro            | Moscatel de Setúbal                                        | 1918            | America                          |
| Rio de Janeiro            | Brazilo Liga Esperantista                                  | 1918            | Flamengo                         |
| São Paulo                 | Taça Ioduran                                               | 1919            | Paulistano                       |
| Rio de Janeiro            | Colombo                                                    | 1919            | Flamengo                         |
| Rio de Janeiro            | O Sportivo Rio Branco                                      | 1921            | Americano                        |
| Rio de Janeiro            | Oferecida pelo Americano                                   | 1921            | Americano                        |
| Rio de Janeiro            | Bangu A. C.                                                | 1921            | Bangu                            |
| Bahia                     | A. A. Bahiana versus Fluminense                            | 1923            | Associação Athletica Bahiana     |
| Brasil                    | Oscar Carrascosa                                           | 1923            | Associação Athletica Bahiana     |
| Bahia                     | Club Euterpe                                               | 1923            | Club Bahiano de Tennis           |
| Minas Gerais              | Ramiro Pedrosa                                             | 1923            | Sport-JF                         |
| Rio de Janeiro            | AMEA                                                       | 1924            | São Cristóvão                    |
| São Paulo                 | A. E. Guaratinguetá versus Fluminense                      | 1926            | Esportiva Guaratinguetá          |
| Rio de Janeiro            | Arnaldo Guinle                                             | 1927            | America                          |
| São Paulo                 | Prefeitura de Guaratinguetá                                | 1929            | Esportiva Guaratinguetá          |
| Minas Gerais              | Dom Pedro II                                               | 1929            | América Mineiro                  |
| Minas Gerais              | Torcedoras do América F. C.                                | 1929            | América Mineiro                  |
| Rio de Janeiro            | Monroe                                                     | 1929            | Vasco                            |
| Rio de Janeiro            | Char de la Victóire                                        | 1930            | America                          |
| Rio de Janeiro            | Cidade de Theresopolis                                     | 1930            | União F. Club                    |
| Rio de Janeiro            | Jorge Py                                                   | 1931            | Seleção Gaúcha                   |
| Rio de Janeiro            | Arnaldo Guinle                                             | 1935            | Flamengo                         |
| Rio de Janeiro            | Fla-Flu                                                    | 1935            | Flamengo                         |
| Rio de Janeiro            | Julio de la Mare                                           | 1936            | Flamengo                         |
| Rio de Janeiro            | Imprensa                                                   | 1936            | Flamengo                         |
| Rio de Janeiro            | Julio de Moraes                                            | 1936            | Flamengo                         |
| Rio de Janeiro            | Inacio Jorge Nogueira                                      | 1937            | Seleção de Campos dos Goytacazes |
| Minas Gerais              | Otacílio Negrão de Lima                                    | 1937            | Atlético Mineiro                 |
| São Paulo                 | Desafio Santos versus Fluminense                           | 1938            | Santos                           |
| Rio de Janeiro            | Gardano                                                    | 1938            | Flamengo                         |
| São Paulo                 | A Imperatriz                                               | 1942            | Guarani                          |
| Bahia                     | Prefeito de Salvador                                       | 1945            | Bahia                            |
| Bahia                     | Esporte Club Bahia                                         | 1945            | Bahia                            |
| Paraíba                   | Treze versus Fluminense                                    | 1946            | Treze                            |
| Bahia                     | Interventor Federal                                        | 1946            | Bahia                            |
| Rio de Janeiro            | Benemérito João Lira Filho                                 | 1947            | Vasco                            |
| Paraná                    | V.C Borba                                                  | 1947            | Atlético Paranaense              |
| Rio Grande do Sul         | Folha da Tarde                                             | 1949            | Internacional                    |
| Ceará                     | Prefeito Acrisio Moreira da Rocha                          | 1949            | Flamengo                         |
| Brasil                    | Prefeitura Municipal de Vitória                            | 1949            | Seleção Capixaba                 |
| Bahia                     | Secretário da Viação de Obras Públicas da Bahia            | 1951            | Bahia                            |
| Ceará                     | Madalena Copello                                           | 1951            | Flamengo                         |
| Minas Gerais              | Casa Molinar                                               | 1954            | Uberaba                          |
| Minas Gerais              | Presidente Afonsio Dorázio                                 | 1956            | Seleção de Araguari              |
| Rio de Janeiro            | Vice-presidente Adolfo Ribeiro Marques                     | 1957            | Combinado de Barra Mansa         |
| Rio de Janeiro            | Cidade do Rio de Janeiro                                   | 1957            | Vasco                            |
| Alagoas                   | Casa Nemo                                                  | 1959            | CSA                              |
| Alagoas                   | Icopernil                                                  | 1959            | CSA                              |
| Alagoas                   | Importadora de Peças e Assessórios São Luiz                | 1959            | CSA                              |
| Alagoas                   | Lojas Seta                                                 | 1959            | CSA                              |
| Alagoas                   | Movelaria Avenida                                          | 1959            | CSA                              |
| Rio de Janeiro            | Independência                                              | 1966            | Flamengo                         |
| Rio de Janeiro            | Jubileu de Prata                                           | 1966            | Combinado de Volta Redonda       |
| São Paulo                 | Francisco Bueno Netto (1ª edição)                          | 1968            | Palmeiras                        |
| Bahia                     | Associación de La Prensa                                   | 1969            | Bahia                            |
| Bahia                     | João Durval Carneiro                                       | 1969            | Fluminense de Feira              |
| Rio de Janeiro            | Francisco Bueno Netto (2ª edição)                          | 1969            | Palmeiras                        |
| Rio de Janeiro            | Fadel Fadel                                                | 1969            | Flamengo                         |
| Rio de Janeiro            | Brahma Esporte Clube                                       | 1969            | Flamengo                         |
| Rio de Janeiro            | Independência do Brasil                                    | 1970            | Flamengo                         |
| Rio de Janeiro            | ABRP- Associação Brasileira de Relações Públicas 1950-1970 | 1970            | Vasco                            |
| São Paulo                 | Francisco Bueno Netto (3ª edição)                          | 1970            | Palmeiras                        |
| Rio de Janeiro            | Globo                                                      | 1970            | Atlético Mineiro                 |
| Rio de Janeiro            | 27º Aniversario dos Estados Árabes                         | 1972            | Vasco                            |
| Rio de Janeiro            | O Globo                                                    | 1973            | Flamengo                         |
| Piauí                     | Governador Alberto Silva                                   | 1973            | Tiradentes                       |
| Rio de Janeiro            | Colméia                                                    | 1974            | Flamengo                         |
| Rio de Janeiro            | Presidente Médici                                          | 1974            | Flamengo                         |
| Rio de Janeiro            | João Coelho Netto "Preguinho"                              | 1975            | Corinthians                      |
| Mato Grosso               | Governador Fragelli                                        | 1975            | Seleção de Cuiabá                |
| Goiás                     | Ponto Frio Bonzão                                          | 1975            | Atlético Goianiense              |
| Amazonas                  | Federação Amazonense de Futebol                            | 1975            | Rio Negro                        |
| Goiás                     | Irapuan Costa Júnior                                       | 1976            | Goiás                            |
| Rio de Janeiro            | Antonio Gomes de Barros                                    | 1976            | CRB                              |
| Rio de Janeiro            | Estação Primeira de Mangueira                              | 1976            | Vasco                            |
| Rio de Janeiro            | Troféu Antártica-Brastel (Rádio Continental)               | 1976            | Vasco                            |
| Rio de Janeiro            | Última Hora                                                | 1976            | Vasco                            |
| Goiás                     | Deputado Helio Levy da Rocha                               | 1977            | Vila Nova                        |
| Minas Gerais              | Prefeito Mello Reis                                        | 1977            | Flamengo                         |
| Amazonas                  | Prefeito José Fernandes                                    | 1979            | Nacional                         |
| Rio de Janeiro            | Rádio Globo                                                | 1980            | Vasco                            |
| Rio de Janeiro            | CND                                                        | 1981            | Vasco                            |
| Distrito Federal (Brasil) | Independência                                              | 1982            | Taguatinga                       |
| Rio de Janeiro            | ACB - 75 anos                                              | 1982            | Bangu                            |
| Rio de Janeiro            | Organizações Globo                                         | 1983            | Corinthians                      |
| Rio de Janeiro            | Francisco Horta                                            | 1984            | Santo André                      |
| Rio de Janeiro            | Sollar Tintas                                              | 1985            | America                          |
| Santa Catarina            | 16 anos da TV Cultura                                      | 1986            | Avaí                             |
| Rio de Janeiro            | Lions Club                                                 | 1987            | Vasco                            |
| Rio de Janeiro            | Jornal O Dia - 41º aniversario do Maracanã                 | 1991            | Vasco                            |
| Rio de Janeiro            | Cidade de Resende                                          | 1992            | America                          |
| Rio de Janeiro            | Ayrton Senna                                               | 1994            | Flamengo                         |
| Rio de Janeiro            | Uberaba Refrescos                                          | 1995            | Flamengo                         |
| Rio de Janeiro            | Centenário do Flamengo                                     | 1995            | Flamengo                         |
| Santa Catarina            | Torcedor Macarrão                                          | 1997            | Criciúma                         |
| Rio de Janeiro            | Desafio Tricolor-Adidas                                    | 1998            | São Paulo                        |
| Rio Grande do Sul         | Amizade Tricolor                                           | 2000            | Grêmio                           |
| Maranhão                  | Castelão 18 Anos                                           | 2000            | Maranhão                         |
| Rio Grande do Sul         | Centenário do Sport Club Rio Grande                        | 2000            | Rio Grande                       |
| Rio de Janeiro            | Sportv                                                     | 2001            | Ponte Preta                      |
| Rio de Janeiro            | LBV                                                        | 2002            | Americano                        |
| Rio de Janeiro            | 100 anos do Rotary Club                                    | 2005            | Volta Redonda                    |
| Rio de Janeiro            | 60 anos da Rádio Tupi                                      | 2005            | Volta Redonda                    |
| Rio de Janeiro            | O Dia                                                      | 2005            | Volta Redonda                    |
| Rio de Janeiro            | Gol de Placa                                               | 2005            | Volta Redonda                    |
| Rio de Janeiro            | Nelson Rodrigues - Fla-Flu do centenário                   | 2012            | Flamengo                         |
| Rio de Janeiro            | Nova Iguaçu                                                | 2013            | Nova Iguaçu                      |
| Rio de Janeiro            | Taça Gérson e Didi                                         | 2021            | Botafogo                         |
| Rio de Janeiro            | Clovis Filho                                               | Não disponível  | Flamengo                         |
| Rio de Janeiro            | Gilberto Cardoso                                           | Não disponível  | Flamengo                         |
| Rio de Janeiro            | Gradim                                                     | Não disponível  | Vasco                            |
| Rio de Janeiro            | Federação Escoteira do Brasil                              | 1927            | Não disponível                   |
| Brasil                    | Magno Seixas                                               | 1942            | Não disponível                   |
| Brasil                    | Professor Eurico Borba                                     | 1974            | Não disponível                   |
| Rio de Janeiro            | Oscar                                                      | 1976            | Não disponível                   |
| Brasil                    | Francisco Horta                                            | 1977            | Não disponível                   |
| Brasil                    | Prefeito Celso Dalmaso                                     | 1985            | Não disponível                   |
| Brasil                    | Governo Miguel Abraão David                                | 1987            | Não disponível                   |
| Brasil                    | Genésio Vieira de Melo                                     | 1992            | Não disponível                   |
| Brasil                    | Julio Dutra                                                | 1996            | Não disponível                   |
| Brasil                    | Oswaldo Gomes                                              | Não disponível  | Não disponível                   |
| Brasil                    | Cidade de Itapetininga                                     | Não disponível  | Não disponível                   |
| Brasil                    | Cristiano Lacorte                                          | Não disponível  | Não disponível                   |
| Brasil                    | Festival de São Pedro                                      | Não disponível  | Não disponível                   |
| Brasil                    | Oswaldo Barreto Almeida                                    | Não disponível  | Não disponível                   |
| Brasil                    | José Dalfon                                                | Não disponível  | Não disponível                   |
| Brasil                    | Canor Simões Coelho                                        | Não disponível  | Não disponível                   |
| Brasil                    | Cidade de Santa Maria Madalena                             | Não disponível  | Não disponível                   |
| Brasil                    | Sport Club Juiz de Fora                                    | Não disponível  | Não disponível                   |
| Brasil                    | 71º Troféu Coca Cola                                       | Não disponível  | Não disponível                   |
| Brasil                    | Nair Mesquita                                              | Não disponível  | Não disponível                   |
| Brasil                    | 1ª Copa Cidade do Rio de Janeiro                           | Não disponível  | Não disponível                   |
| Brasil                    | Pouso Alegre                                               | Não disponível  | Não disponível                   |
| Brasil                    | Severino Dias                                              | Não disponível  | Não disponível                   |
| Brasil                    | Seleção de Itapemirim versus Fluminense                    | Não disponível  | Não disponível                   |
| Brasil                    | Festa do Divino de Paraty                                  | Não disponível  | Não disponível                   |
| Brasil                    | Instituto de Previdência Social                            | Não disponível  | Não disponível                   |
| Brasil                    | Governador Geraldo Bulhões                                 | Não disponível  | Não disponível                   |

(*) Total de Titulos: 271 (APENAS NO FUTEBOL, TÍTULOS DE CAMPEÃO DA EQUIPE PRINCIPAL)

### Categorias de base

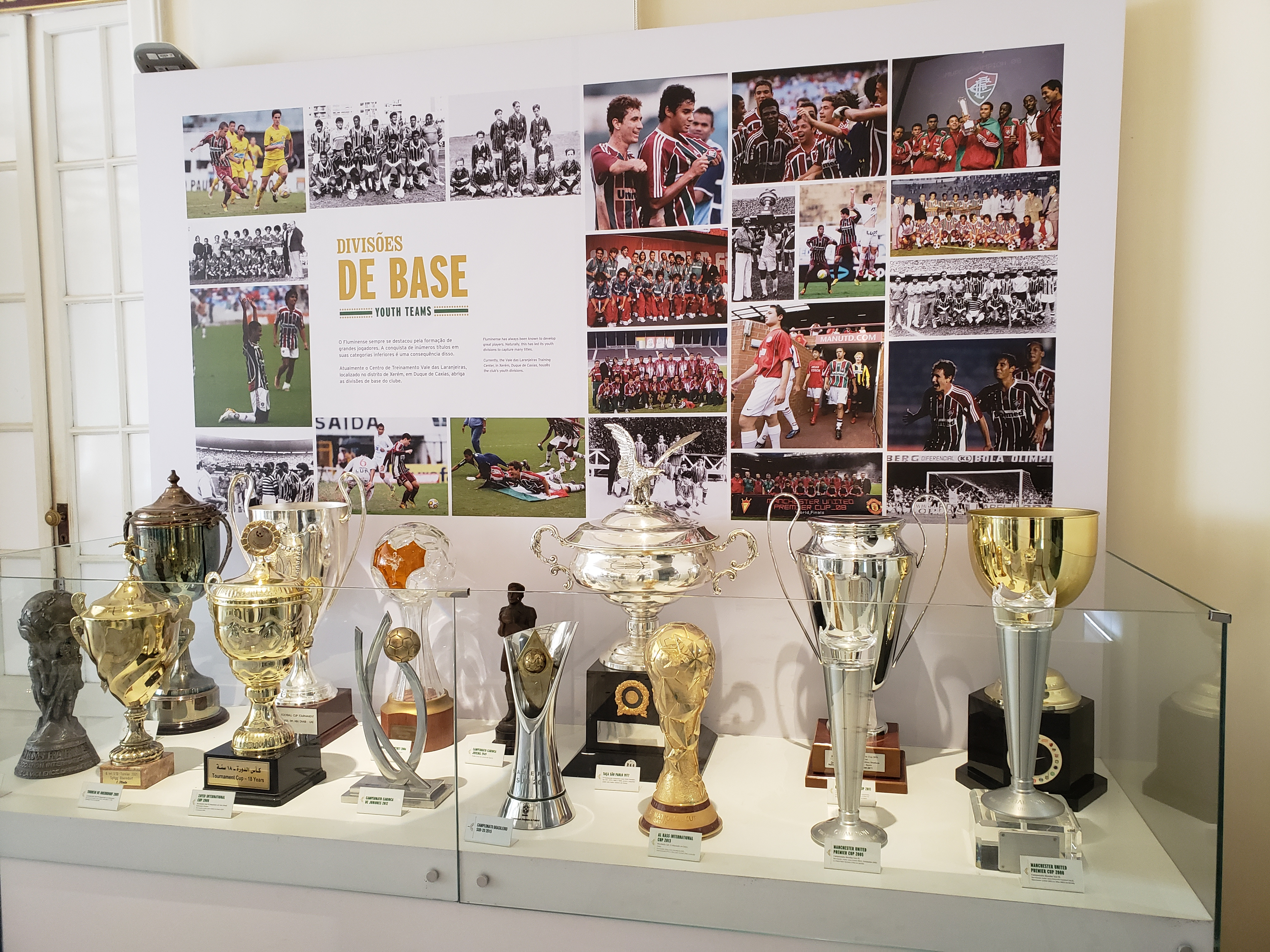
Taças destacadas nas categorias de base

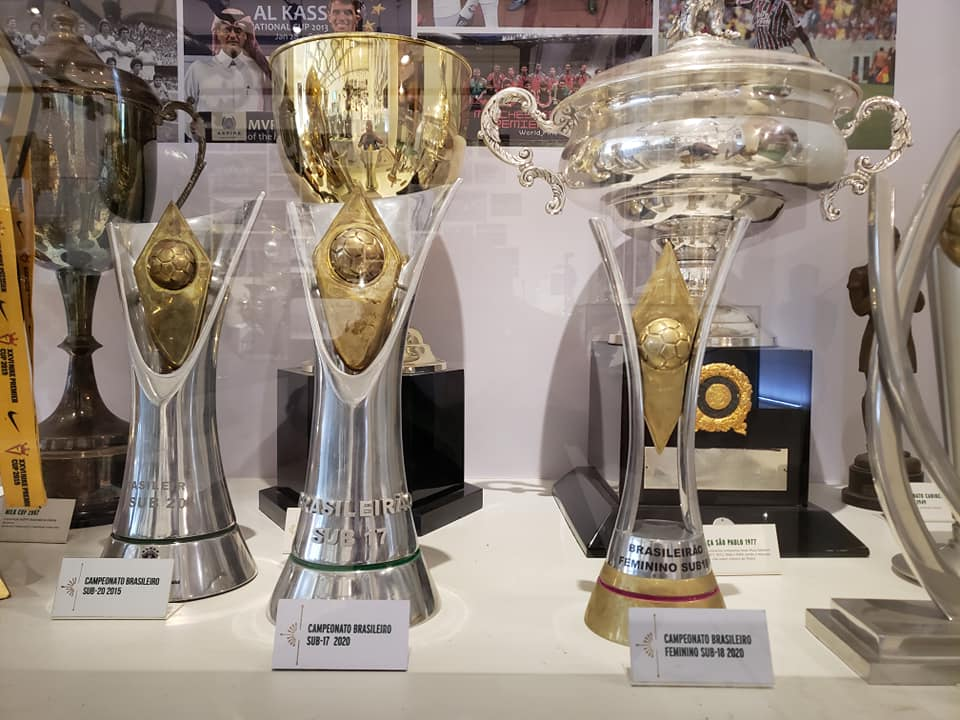
Campeonatos brasileiros conquistados pela Base

No ano de 1914 o Fluminense criou o Departamento de Futebol Infantil com trinta meninos oriundos do Sport Club Curufaity, que antes disto tinham pertencido ao Club Athletico Guanabara, e que tinham entre 7 e 12 anos, começando nesse ano o seu trabalho nas categorias de base. Em 1917 permaneceram apenas 3 garotos do time campeão infantil de primeiros quadros de 1916, por conta de terem estourado a idade limite, ano em que o infantil do Fluminense tinha 110 jogadores em todas os seus quadros. Campeões de primeiros-quadros em 1916 e do Torneio Início em 1916 e 1917, bicampeões de segundos-quadros em 1916 e 1917, tiveram as atividades interrompidas em 1918, já que o Estádio das Laranjeiras encontrava-se em construção, interditando o antigo Campo da rua Guanabara, ficando os garotos então sem campo para jogar.
Durante décadas, a formação e jogos das equipes da base ocorreram no Estádio de Laranjeiras, até porque, com a inauguração do Estádio do Maracanã em 1950, o time principal do Fluminense passou a jogar a grande maioria de seus jogos com mando de campo nesse estádio.
Em 16 de dezembro de 1995, com o nome de seu ex-presidente Sylvio Kelly dos Santos, o Fluminense inaugurou o Centro de Treinamento Vale das Laranjeiras, para formação integral dos jovens, treinamentos e jogos das equipes de Base, no Distrito de Xerém, em Duque de Caxias.
Em Xerém existe uma filosofia que privilegia o jogo bonito em todas as categorias, e que tem na formação de jogadores com excelência para a equipe profissional do Fluminense, o seu grande objetivo.

#### Amadores e aspirantes

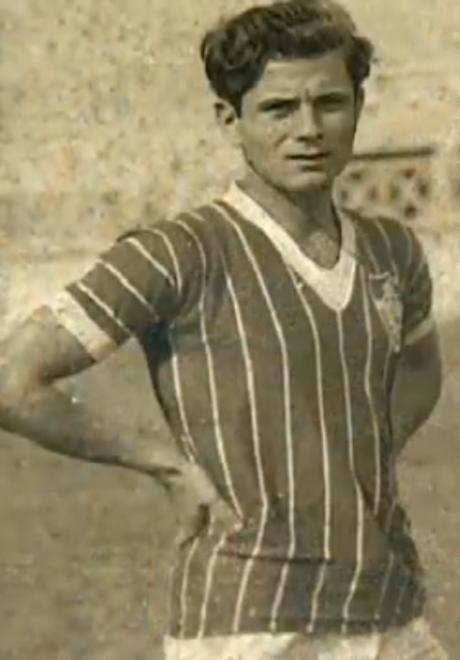
Preguinho, destaque nos Amadores

O Campeonato Carioca de Amadores era composto por jogadores que se recusavam a receber salários no início da Era Profissional do futebol brasileiro, também conhecido como "Resistência ao Profissionalismo", classificados como categorias de base, pois não eram o time principal e eventualmente poderiam ascender a ele. Em 1933 o Fluminense sagrou-se campeão invicto, com 9 vitórias e 1 empate, e em 1938 obteve 12 vitórias, 3 empates e apenas 1 derrota.
O Campeonato de Segundos Quadros surgiu juntamente com o campeonato principal em 1906, em uma época na qual não existiam substituições no futebol, como maneira de manter os jogadores reservas em atividade, com os jogos destas equipes sendo disputados geralmente nas preliminares das partidas principais. Já a categoria de aspirantes (reservas), equiparada a antiga categoria de segundos quadros, foi criada em 1941 para aproveitar jogadores então chamados de juvenis, mais tarde tendo sido mudado o nome para juniores, que estourassem o limite de idade dessa categoria. Posteriormente foi permitida a inclusão de 3 jogadores com mais de 23 anos para compor os times, idade essa que era a limite.
| Estaduais      | Estaduais                                        | Estaduais | Estaduais                                                                     |
|                | Competição                                       | Títulos   | Temporadas                                                                    |
| -------------- | ------------------------------------------------ | --------- | ----------------------------------------------------------------------------- |
| Rio de Janeiro | Campeonato Carioca de Amadores                   | 2         | 1933, 1938                                                                    |
| Rio de Janeiro | Campeonato Carioca - Aspirantes/Segundos Quadros | 13        | 1908, 1911, 1921, 1924, 1933, 1941, 1951, 1952, 1953, 1954, 1957, 1962 e 1963 |
| Rio de Janeiro | Torneio Fernando Loretti de Aspirantes           | 1         | 1947                                                                          |
| Rio de Janeiro | Torneio Início de Segundos Quadros               | 1         | 1941                                                                          |
| Rio de Janeiro | Campeão Carioca de Terceiros Quadros             | 3         | 1919, 1921 e 1923                                                             |

#### Juniores (Sub 20)
Das doze competições internacionais conquistadas pelo time sub-20, onze foram no exterior, dessas nove foram na Europa, a primeira no Torneio de Nice, França, em 1977, e duas no Oriente Médio, na prestigiosa Zayed International Tournament U-19, disputada nos Emirados Árabes Unidos e sancionada pela FIFA.
Os seis títulos nacionais do Fluminense foram nas principais competições de suas épocas, sendo que a sua primeira conquista na Copa São Paulo, em 1971, foi a primeira edição na qual participaram clubes de outros estados, e a do Campeonato Brasileiro Sub-20 de 2015 foi a primeira edição da competição promovida pela CBF.

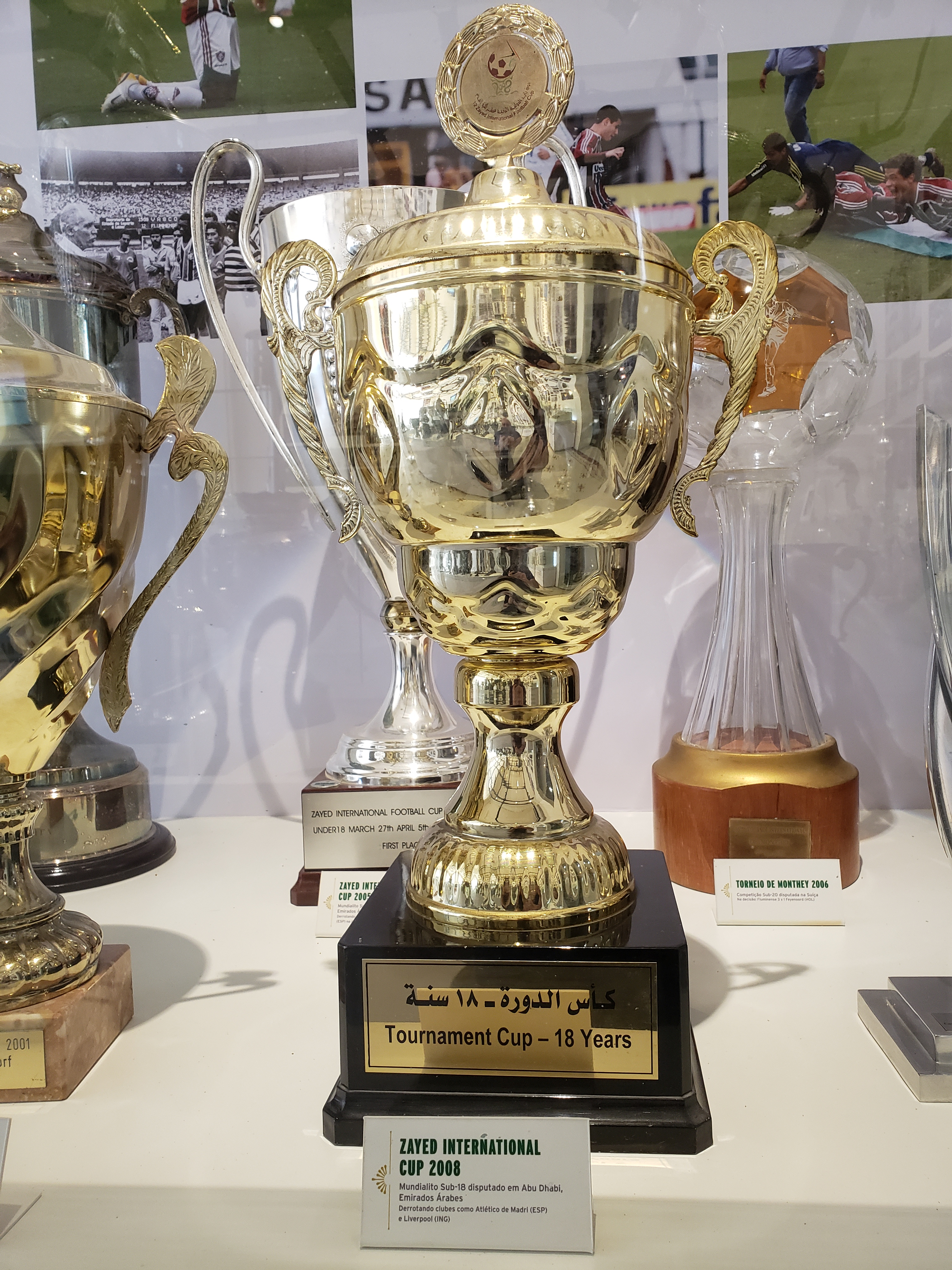
Taça da Zayed International Tournament U-19 de 2008

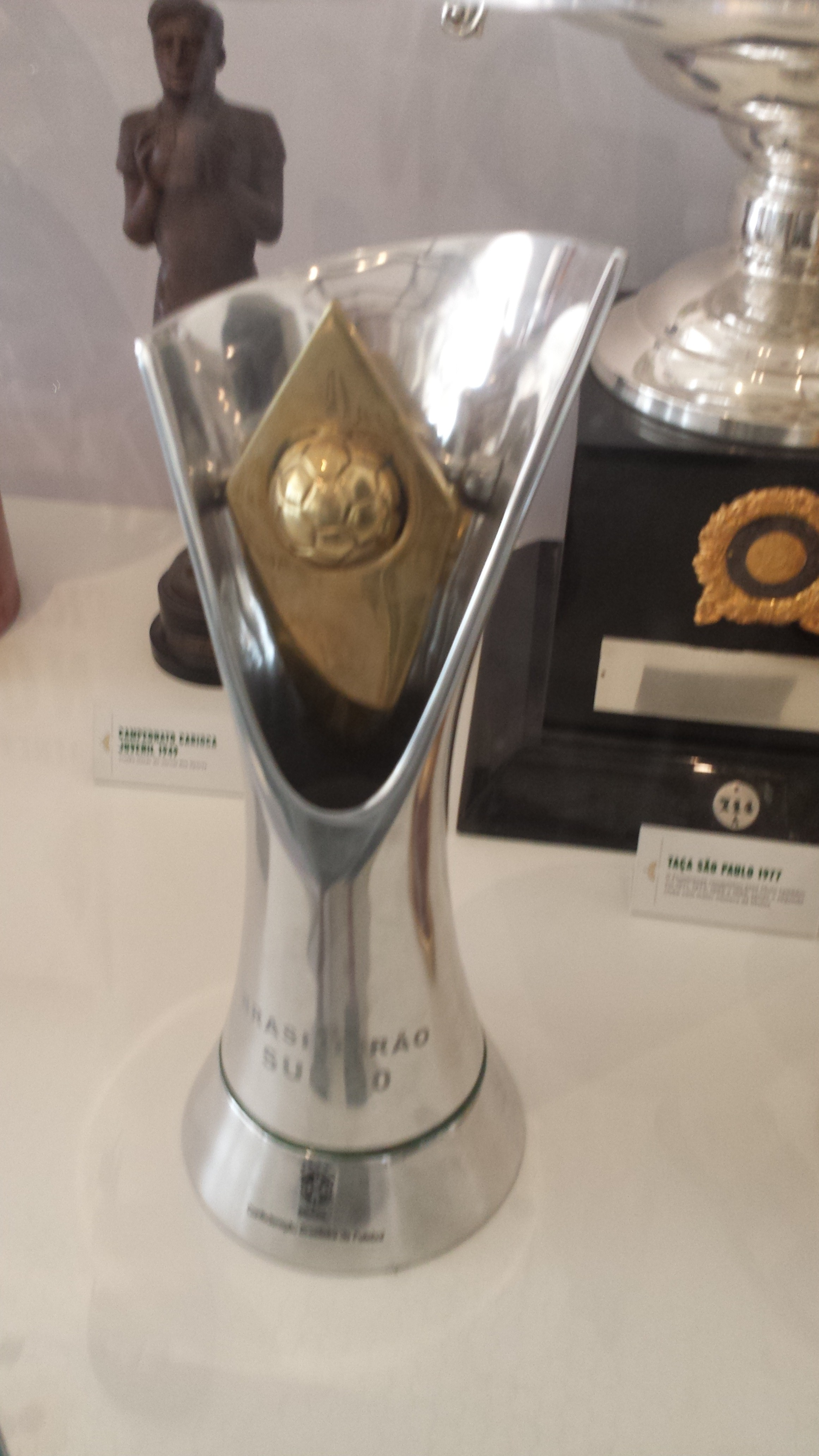
Taça do Campeonato Brasileiro Sub-20 de 2015

Principais títulos
| Internacionais          | Internacionais                      | Internacionais | Internacionais |
| Local                   | Competição                          | Títulos        | Temporadas |
| ----------------------- | ----------------------------------- | -------------- | --- |
| França                  | Torneio de Nice                     | 1              | 1977 |
| Alemanha                | Torneio de Oberndorf                | 3              | 2001, 2013 e 2014                                                                                                 |
| =Emirados Árabes Unidos | Zayed International Tournament U-19 | 2              | 2005 e 2008 |
| Suíça                   | Torneio de Monthey                  | 1              | 2006 |
| Brasil                  | Copa Vitória                        | 1              | 2007 |
| Itália                  | Copa Italo - Brasiliana             | 1              | 2013 |
| Países Baixos           | Copa Aegon Amsterdam                | 1              | 2014 |
| Países Baixos           | Torneio de Terborg                  | 1              | 2015 |
| Alemanha                | Spax-Cup                            | 1              | 2015 |
| Nacionais               |                                     |                | |
|                         | Competição                          | Títulos        | Temporadas |
| Brasil                  | Copa São Paulo de Futebol Júnior    | 5              | 1971, 1973, 1977, 1986 e 1989                                                                                     |
| Brasil                  | Campeonato Brasileiro               | 1              | 2015 |
| Estaduais               |                                     |                | |
|                         | Competição                          | Títulos        | Temporadas |
| Rio de Janeiro          | Campeonato Carioca                  | 19             | 1947, 1948, 1949, 1950, 1951, 1955, 1968, 1970, 1975, 1976, 1988, 2002, 2003, 2004, 2008, 2012, 2013, 2021 e 2022 |
| Rio de Janeiro          | Taça Guanabara                      | 6              | 2003, 2004, 2008, 2010, 2013, 2014                                                                                |
| Rio de Janeiro          | Copa Rio                            | 6              | 2003, 2004, 2006, 2012, 2018, 2023                                                                                |
| Rio de Janeiro          | Torneio Octávio Pinto Guimarães     | 3              | 1999, 2008 e 2025                                                                                                 |

 Campeão invicto.

#### Juvenil (Sub 17)
Das competições internacionais conquistadas pelo time sub-17, destacam-se a Al Kass International Cup e a Subroto Cup, disputadas no Catar e na Índia, respectivamente.
O primeiro Campeonato Brasileiro nessa categoria foi conquistado em 2020, na segunda edição da competição organizada pela CBF, quando o Fluminense derrotou o Athletico Paranaense por 2 a 1 em plena Arena da Baixada.
A Copa do Brasil Sub-17 foi disputada desde 2008 sob os auspícios da Federação de Futebol do Estado do Espírito Santo (FES), e desde 2013 sob responsabilidade da CBF, nesse ano tendo havido dois campeonatos, com o Fluminense tendo conquistado um dos campeonatos de 2013, chamado então de Copa Nacional, com a competição realizada em terras capixabas sendo a última com a presença dos grandes clubes nesse estado, e dois vices, estes em 2009 e 2018, além de ter participado de outras três semifinais. 
O Torneio Brasileiro Juvenil foi uma competição realizada em 8 cidades fluminenses envolvendo 35 clubes de 4 regiões brasileiras, só tendo ficado de fora da competição a Região Norte. A Copa Rio e a Copa Macaé foram importantes competições sediadas no Estado do Rio de Janeiro, com participações de grandes clubes brasileiros convidados para a disputa das competições.

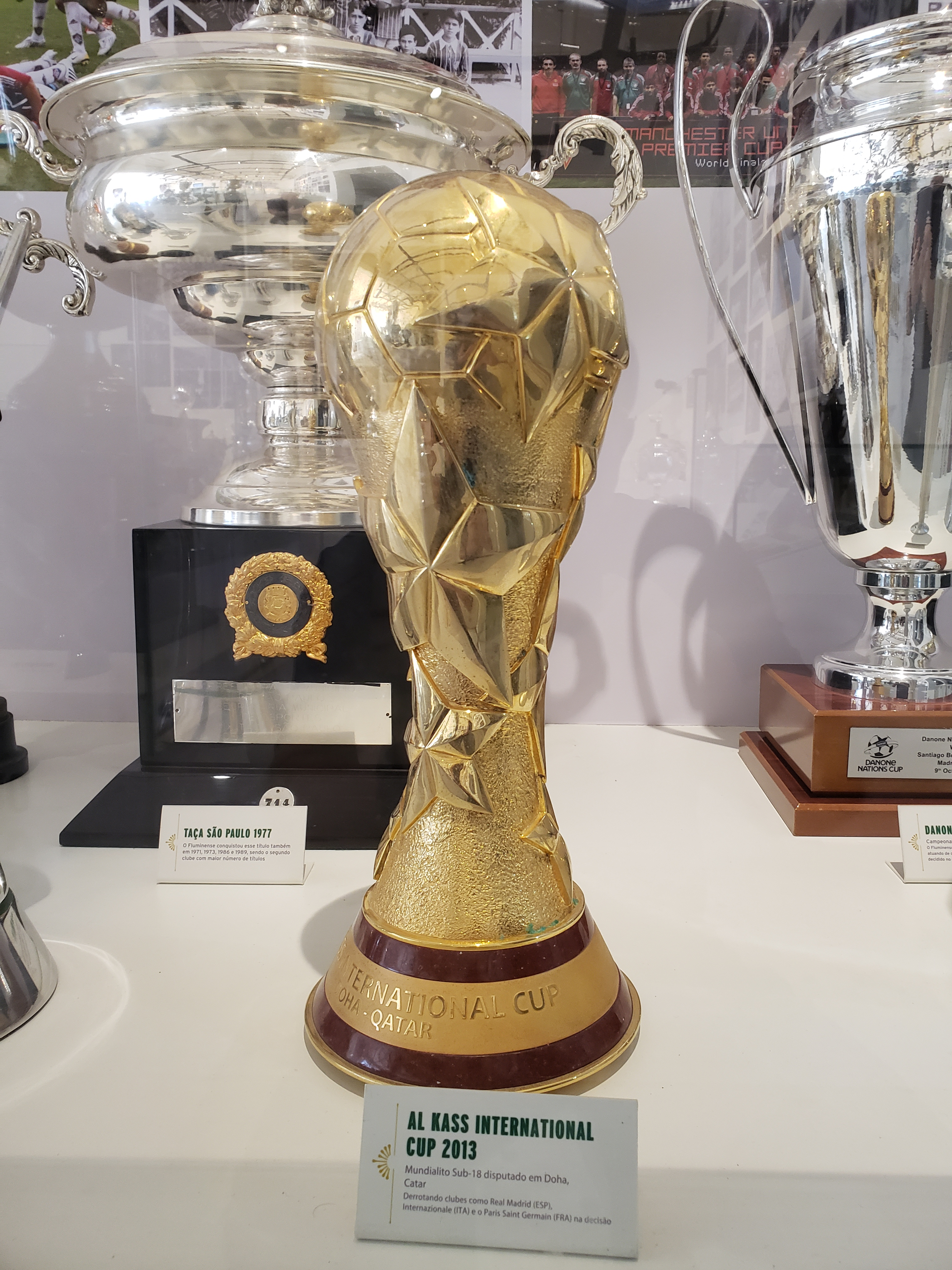
Taça da Al Kass International Cup Sub-17 de 2013

Principais títulos
| Internacionais | Internacionais                        | Internacionais | Internacionais                                                                      |
| Local          | Competição                            | Títulos        | Temporadas                                                                          |
| -------------- | ------------------------------------- | -------------- | ----------------------------------------------------------------------------------- |
| Brasil         | Copa Internacional de Santiago        | 1              | 1999                                                                                |
| Brasil         | Copa Internacional de Jataí           | 1              | 2007                                                                                |
| Brasil         | Copa Internacional de Promissão       | 1              | 2009                                                                                |
| Catar          | Al Kass International Cup             | 1              | 2013                                                                                |
| Índia          | Subroto Cup                           | 1              | 2014                                                                                |
| Paraguai       | Paraguay Cup                          | 1              | 2019                                                                                |
| Chile          | Torneio Internacional do Chile Sub-18 | 1              | 2021                                                                                |
| Chile          | Torneio Leonel Sanchez Lineros        | 1              | 2022                                                                                |
| Nacionais      |                                       |                |                                                                                     |
|                | Competição                            | Títulos        | Temporadas                                                                          |
| Brasil         | Campeonato Brasileiro                 | 2              | 2020 e 2024                                                                         |
| Brasil         | Copa Nacional                         | 1              | 2013                                                                                |
| Brasil         | Torneio Brasileiro Juvenil            | 1              | 2003                                                                                |
| Brasil         | Copa do Brasil                        | 1              | 2024                                                                                |
| Interestaduais |                                       |                |                                                                                     |
|                | Competição                            | Títulos        | Temporadas                                                                          |
| Brasil         | Copa Rio                              | 7              | 2001, 2006, 2008, 2009, 2013, 2014, 2021                                            |
| Brasil         | Copa Macaé                            | 2              | 2002 e 2003                                                                         |
| Estaduais      |                                       |                |                                                                                     |
|                | Competição                            | Títulos        | Temporadas                                                                          |
| Rio de Janeiro | Campeonato Carioca                    | 14             | 1982, 1989, 1999, 2001, 2002, 2003, 2008, 2009, 2011, 2013, 2014, 2018, 2019 e 2023 |
| Rio de Janeiro | Taça Guanabara                        | 4              | 2013, 2014, 2019 e 2021                                                             |
| Rio de Janeiro | Taça Rio                              | 3              | 2011, 2013 e 2014                                                                   |
| Rio de Janeiro | Torneio Guilherme Embry               | 3              | 2011, 2013 e 2014                                                                   |
| Rio de Janeiro | Recopa                                | 1              | 2023                                                                                |

#### Infanto-Juvenil (Sub 16)
A Milk Cup é um tradicional torneio internacional de futebol realizado anualmente desde 1983 na Irlanda do Norte.

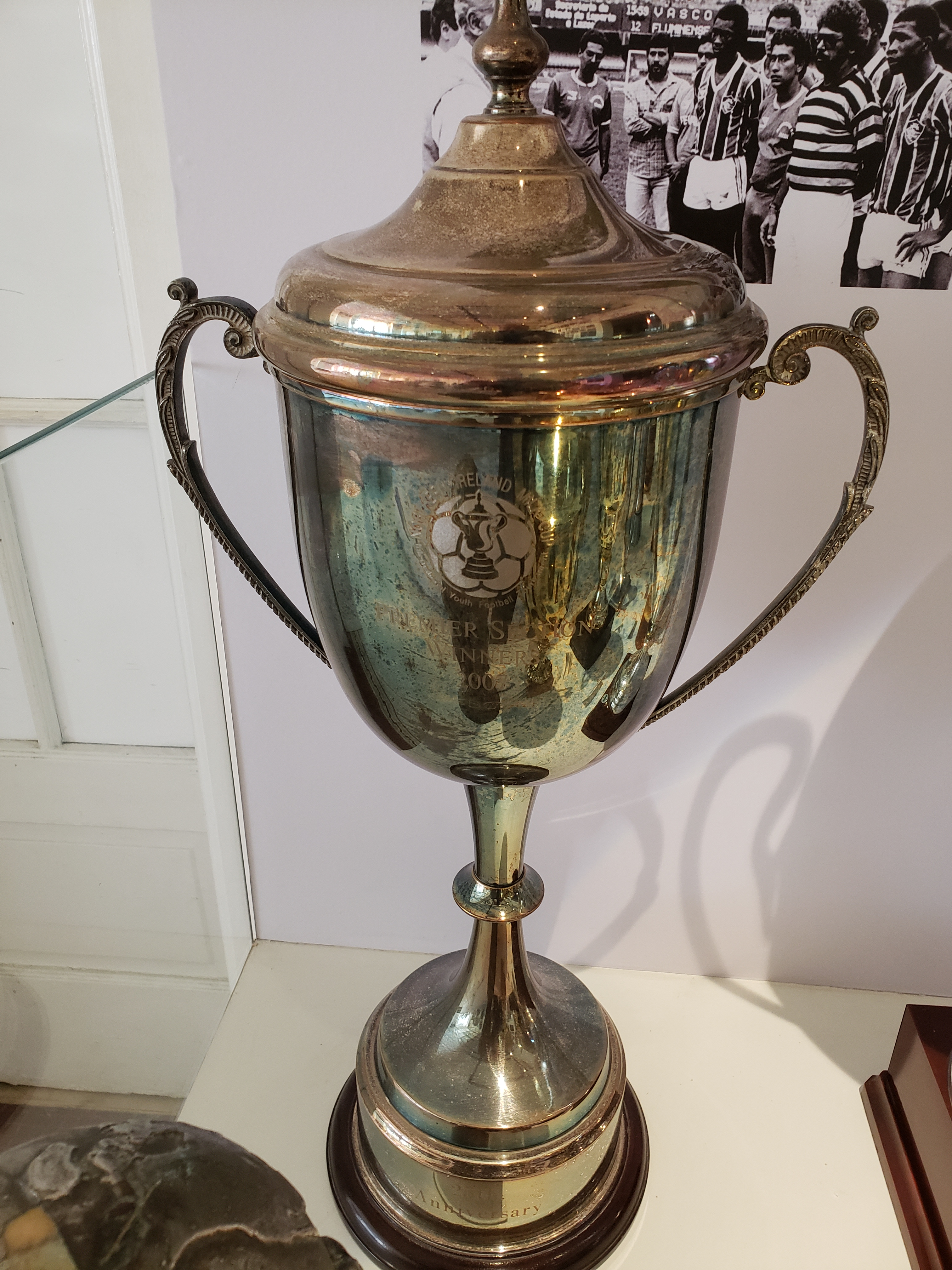
Taça da Milk Cup Sub-16 de 2007

O Torneio Guilherme Embry Sub-16 é a principal competição entre os clubes de futebol na categoria sub-16 do Estado do Rio de Janeiro, equivalente ao campeonato estadual. Até 2011 era disputada na categoria sub-15, e depois na categoria sub-17 até 2013, passando para a atual categoria no ano seguinte.
Principais títulos
| Internacionais   | Internacionais          | Internacionais | Internacionais         |
| Local            | Competição              | Títulos        | Temporadas             |
| ---------------- | ----------------------- | -------------- | ---------------------- |
| Irlanda do Norte | Milk Cup                | 1              | 2007                   |
| Brasil           | Copa Xerém              | 1              | 2019                   |
| Países Baixos    | Heemskerk Cup           | 2              | 2022, 2023             |
| Suíça            | Geneva Cup              | 1              | 2022                   |
| Itália           | Scopigno Cup            | 2              | 2022, 2023             |
| China            | Future Star Cup         | 1              | 2025                   |
| Nacionais        |                         |                |                        |
|                  | Competição              | Títulos        | Temporadas             |
| Brasil           | Taça Minas Gerais       | 1              | 2010                   |
| Brasil           | Aldeia Cup              | 1              | 2021                   |
| Estaduais        |                         |                |                        |
|                  | Competição              | Títulos        | Temporadas             |
| Rio de Janeiro   | Copa Olaria             | 1              | 2023                   |
| Rio de Janeiro   | Copa Rio                | 1              | 2023                   |
| Rio de Janeiro   | Torneio Guilherme Embry | 4              | 2016, 2019 2022 e 2024 |

#### Na categoria Sub 15, o Fluminense sagrou-se campeão mundial em duas ocasiões.

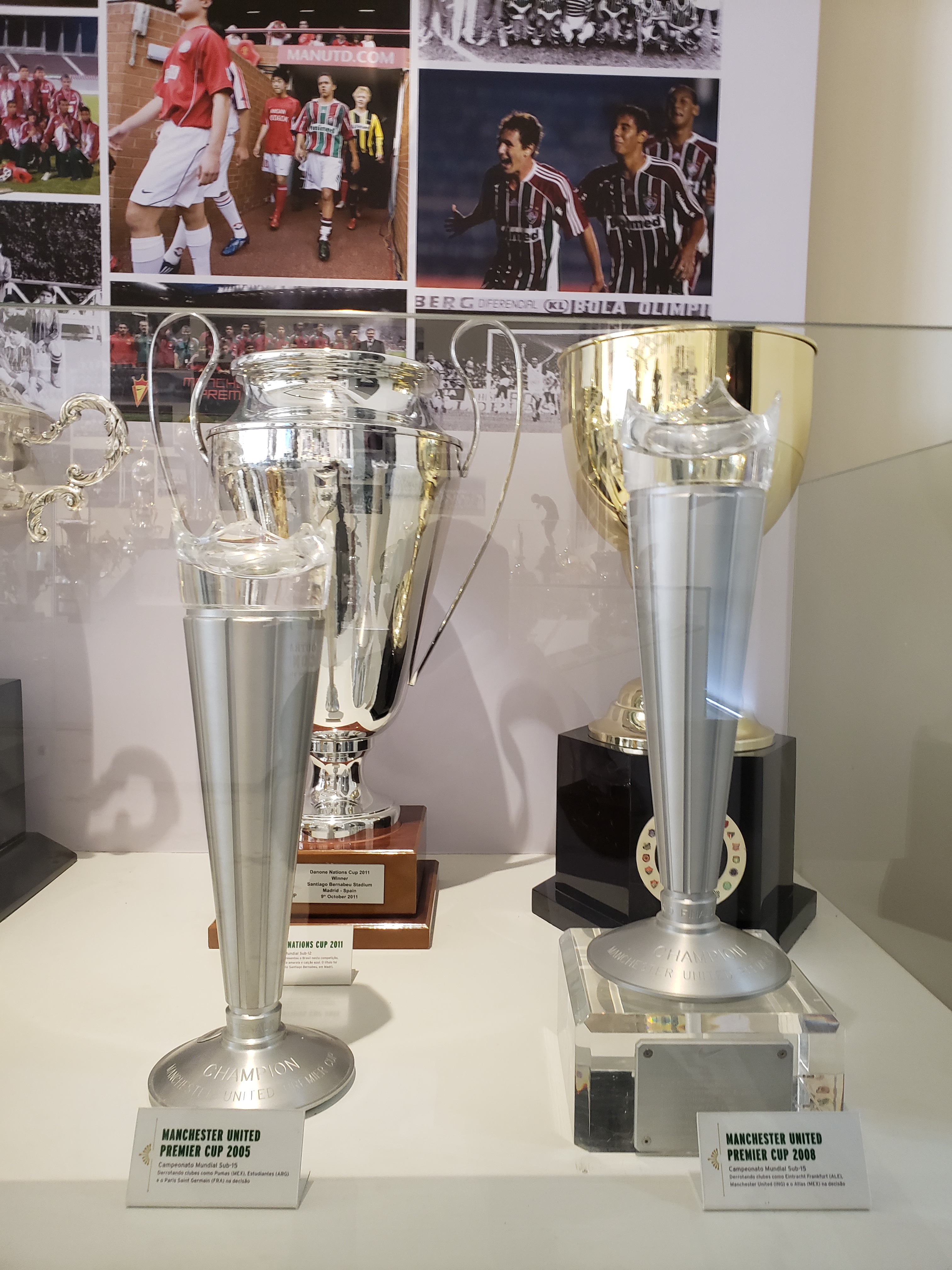
Taças do Campeonato Mundial Sub 15 de 2005 e 2008

Principais títulos
| Internacionais | Internacionais                                   | Internacionais | Internacionais                                                                                  |
| Local          | Competição                                       | Títulos        | Temporadas                                                                                      |
| -------------- | ------------------------------------------------ | -------------- | ----------------------------------------------------------------------------------------------- |
|                | Campeonato Mundial FIFA                          | 2              | 2005 e 2008                                                                                     |
| -              | Copa da Amizade Brasil-Japão                     | 4              | 2006, 2009, 2018 e 2019                                                                         |
| Brasil         | Campeonato Internacional de Jataí                | 1              | 2007                                                                                            |
| Países Baixos  | International Orange Tournament                  | 1              | 2014                                                                                            |
| Índia          | Subroto Cup                                      | 1              | 2014                                                                                            |
| Paraguai       | Paraguay Cup                                     | 2              | 2019 e 2023                                                                                     |
| Rússia         | Morozov Cup                                      | 1              | 2024                                                                                            |
| Nacionais      |                                                  |                |                                                                                                 |
| Local          | Competição                                       | Títulos        | Temporadas                                                                                      |
| Brasil         | Copa Gazetinha                                   | 1              | 2000                                                                                            |
| Brasil         | Manchester United Premier Cup - Etapa Brasileira | 3              | 2005, 2008 e 2019                                                                               |
| Brasil         | Copa Nike                                        | 1              | 2022                                                                                            |
| Interestaduais |                                                  |                |                                                                                                 |
|                | Competição                                       | Títulos        | Temporadas                                                                                      |
| Minas Gerais   | Copa Minas                                       | 3              | 2003, 2007 e 2010                                                                               |
| -              | Copa Rio-Minas                                   | 1              | 2013                                                                                            |
| Estaduais      |                                                  |                |                                                                                                 |
|                | Competição                                       | Títulos        | Temporadas                                                                                      |
| Rio de Janeiro | Campeonato Carioca                               | 16             | 1916, 1966, 1967, 1975, 1976, 2002, 2004, 2005, 2008, 2010, 2012, 2015, 2017, 2022, 2023 e 2024 |
| Rio de Janeiro | Taça Guanabara                                   | 3              | 2017, 2021 e 2023                                                                               |
| Rio de Janeiro | Taça Rio                                         | 4              | 2012, 2014, 2015 e 2017                                                                         |
| Rio de Janeiro | Copa Rio                                         | 2              | 2022, 2023                                                                                      |
| Rio de Janeiro | Torneio Guilherme Embry                          | 1              | 2011                                                                                            |
| Rio de Janeiro | Torneio Início                                   | 7              | 1916, 1917, 1957, 1970, 1971, 1973 e 2005                                                       |
| Rio de Janeiro | Campeonato Carioca de Segundos Quadros           | 2              | 1916 e 1917                                                                                     |
| Rio de Janeiro | Recopa                                           | 2              | 2002 e 2023                                                                                     |

#### Mirim (Sub 14)
A Copa Voltaço é uma competição de abrangência nacional, disputada por clubes de vários estados brasileiros.
Principais títulos
| Nacionais      | Nacionais          | Nacionais | Nacionais                     |
|                | Competição         | Títulos   | Temporadas                    |
| -------------- | ------------------ | --------- | ----------------------------- |
| Brasil         | Copa Voltaço       | 3         | 2018, 2021 e 2024             |
| Estaduais      |                    |           |                               |
| Local          | Competição         | Títulos   | Temporadas                    |
| Rio de Janeiro | Campeonato Carioca | 4         | 2006, 2015, 2017, 2018 e 2022 |
| Rio de Janeiro | Taça Guanabara     | 2         | 2017 e 2022                   |
| Rio de Janeiro | Taça Rio           | 2         | 2017 e 2018                   |
| Rio de Janeiro | Copa Rio           | 1         | 2021                          |

#### Mirim (Sub 13)
A Danone Nations Cup é considerada a maior competição mundial dessa categoria, tendo o Fluminense a conquistado em 2011.
O Torneio de Desenvolvimento da Conmebol Sub 13 de 2019, competição sob organização e reponsabilidade da CBF disputada em Criciúma (SC), teve todos os participantes sendo qualificados por critérios técnicos, com a conquista do título de campeão habilitando o Fluminense para representar o Brasil na competição sul-americana organizada pela Conmebol em 2020, tendo o Fluminense sagrado-se campeão sul-americano na disputada realizada em Assunção, Paraguai.

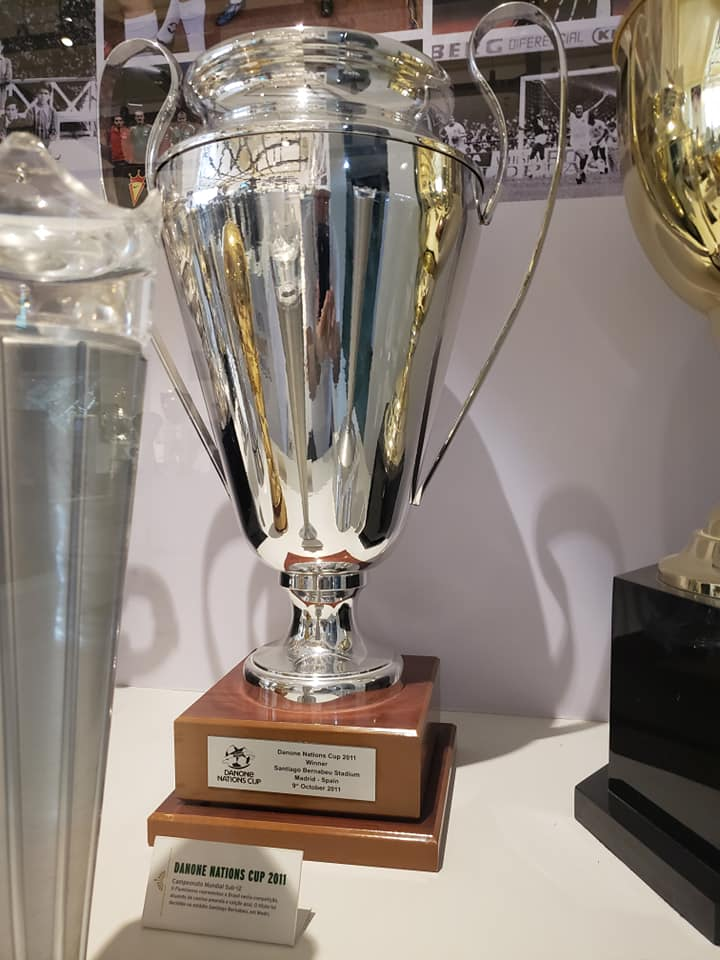
Taça da Danone Nations Cup Sub 13 de 2011

Principais títulos
| Internacionais | Internacionais                         | Internacionais | Internacionais                                              |
| Local          | Competição                             | Títulos        | Temporadas                                                  |
| -------------- | -------------------------------------- | -------------- | ----------------------------------------------------------- |
| Espanha        | Danone Nations Cup                     | 1              | 2011                                                        |
| Brasil         | GO Cup                                 | 1              | 2015                                                        |
|                | Torneio de Desenvolvimento da Conmebol | 1              | 2020                                                        |
| Nacionais      |                                        |                |                                                             |
|                | Competição                             | Títulos        | Temporadas                                                  |
| Brasil         | Copa Light                             | 2              | 2000 e 2006                                                 |
| Brasil         | Copa Voltaço                           | 1              | 2019                                                        |
| Brasil         | Torneio de Desenvolvimento da Conmebol | 1              | 2019                                                        |
| Estaduais      |                                        |                |                                                             |
|                | Competição                             | Títulos        | Temporadas                                                  |
| Rio de Janeiro | Campeonato Carioca                     | 10             | 1973, 1974, 1975, 2003, 2006, 2010, 2014, 2018, 2019 e 2021 |
| Rio de Janeiro | Taça Guanabara                         | 2              | 2018 e 2019                                                 |
| Rio de Janeiro | Taça Rio                               | 3              | 2017, 2018 e 2019                                           |
| Rio de Janeiro | Copa Rio                               | 1              | 2021                                                        |

#### Pré-Mirim (Sub 12)
A BRICS Cup é uma competição disputada por clubes de futebol de Brasil, Rússia, Índia e China, países que formam esse grupo.
Principais títulos
| Internacionais | Internacionais     | Internacionais | Internacionais          |
| Local          | Competição         | Títulos        | Temporadas              |
| -------------- | ------------------ | -------------- | ----------------------- |
| China          | BRICS Cup          | 1              | 2017                    |
| Brasil         | GO Cup             | 2              | 2017 e 2022             |
| Estaduais      |                    |                |                         |
|                | Competição         | Títulos        | Temporadas              |
| Rio de Janeiro | Campeonato Carioca | 4              | 2016, 2017, 2018 e 2019 |
| Rio de Janeiro | Taça Guanabara     | 1              | 2018                    |
| Rio de Janeiro | Taça Rio           | 1              | 2018                    |
| Rio de Janeiro | Taça Donos da Bola | 2              | 2018 e 2019             |
| Rio de Janeiro | Copa Sudeste       | 1              | 2023                    |

#### Pré-Mirim (Sub 11)
O Campeonato Carioca Sub 11 é uma competição recente, criada em 2016, com as copas Light e Rio Bonito sendo as grandes referências estaduais anteriores nessa categoria.
Principais títulos
| Nacionais      | Nacionais              | Nacionais | Nacionais                                 |
|                | Competição             | Títulos   | Temporadas                                |
| -------------- | ---------------------- | --------- | ----------------------------------------- |
| Brasil         | IberCup                | 1         | 2022                                      |
| Brasil         | LemeCup                | 1         | 2022                                      |
| Brasil         | Dani Cup               | 1         | 2022                                      |
| Estaduais      |                        |           |                                           |
|                | Competição             | Títulos   | Temporadas                                |
| Rio de Janeiro | Campeonato Carioca     | 2         | 2017, 2019                                |
| Rio de Janeiro | Copa Light             | 7         | 2001, 2003, 2005, 2006, 2008, 2012 e 2014 |
| Rio de Janeiro | Copa Rio Bonito        | 4         | 2005, 2006, 2007 e 2008                   |
| Rio de Janeiro | Copa Jornal dos Sports | 1         | 2003                                      |
| Rio de Janeiro | Taça Donos da Bola     | 2         | 2018 e 2021                               |
| Rio de Janeiro | Torneio Super 8        | 1         | 2021                                      |

## Esportesolímpicoseamadores

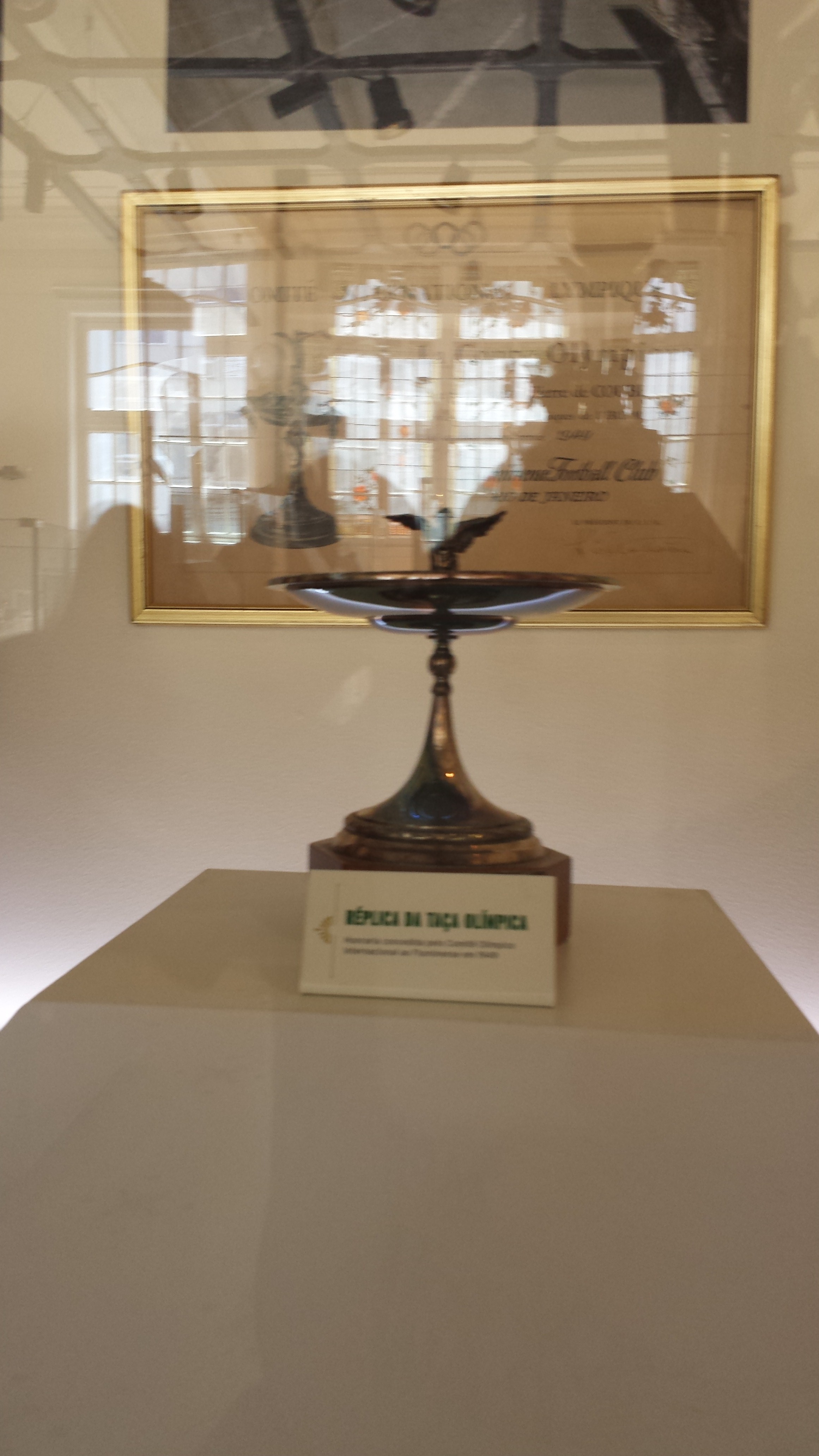
Réplica da Taça Olímpica de 1949

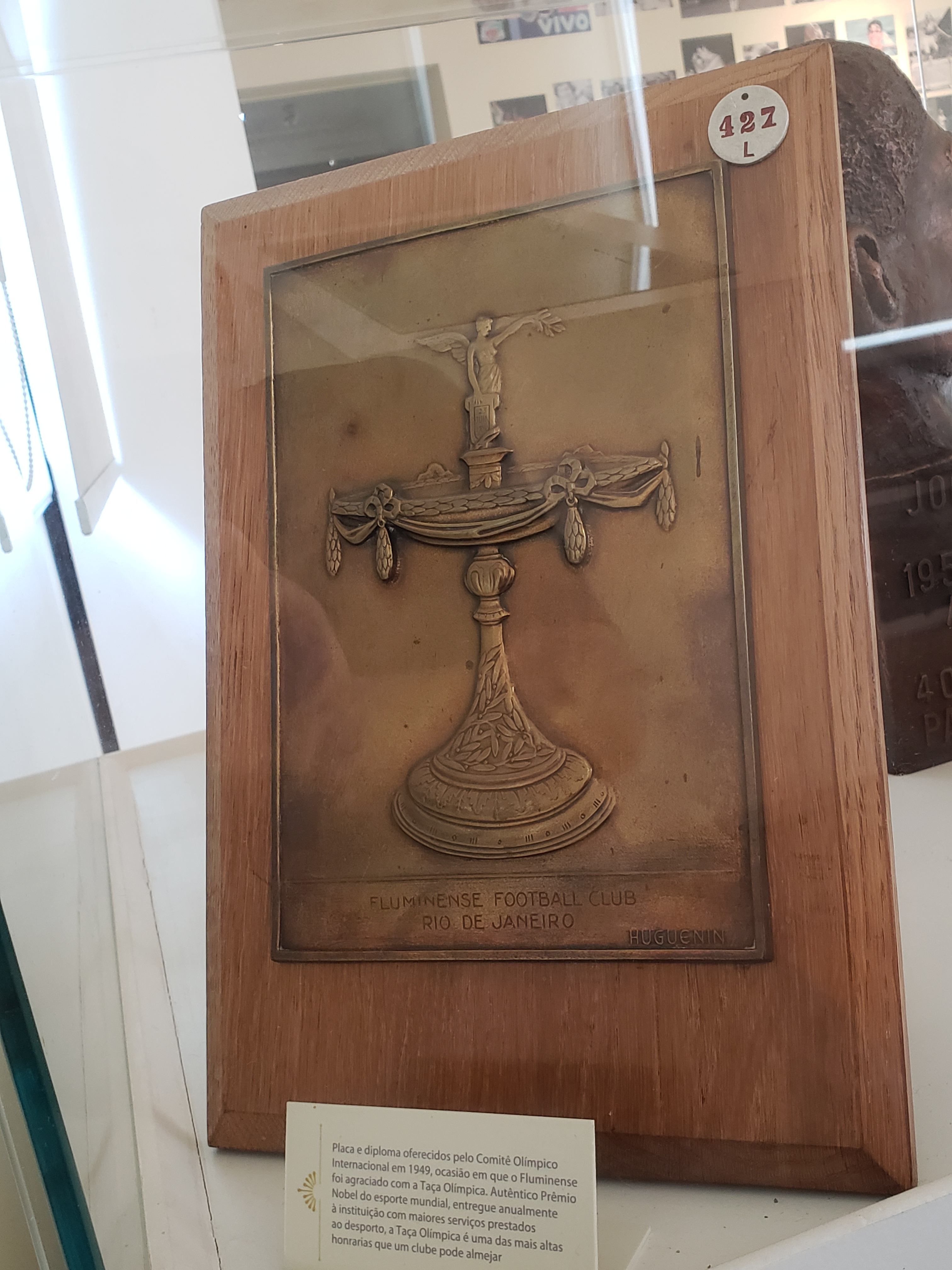
Placa oferecida pelo COI

A Taça Olímpica é o mais alto e cobiçado troféu do desporto mundial. Também chamada de "Taça de Honra", tem como finalidade reconhecer anualmente, aquele que, no juízo do Comitê Olímpico Internacional, mais fez em prol do olimpismo e do esporte. Este reconhecimento é considerado o Prêmio Nobel dos esportes. A concessão do título é feita pelo COI após rigoroso e detalhado exame dos dossiês apresentados pelos candidatos.
Para receber a honraria, o pleiteador deve ser exemplo de organização administrativa e um vitorioso nos setores esportivos, sociais, artísticos e cívicos. Um complexo de perfeição durante um ano inteiro, e escolhido como o melhor dentre os demais clubes, instituições esportivas e mesmo países do mundo, através de suas federações. O Fluminense Football Club é o único clube de futebol no continente americano e única instituição brasileira que já recebeu a Taça Olímpica.
A Taça Olímpica (Coupe Olympique) foi instituída em 1906 pelo Barão Pierre de Coubertin, o criador dos Jogos Olímpicos da era moderna e foi atribuída pela primeira vez, ainda em 1906, ao Touring Club da França.
| Honrarias | Honrarias     | Honrarias | Honrarias  |
|           | Competição    | Títulos   | Temporadas |
| --------- | ------------- | --------- | ---------- |
|           | Taça Olímpica | 1         | 1949       |

Além do futebol, esporte mais popular do país, o Fluminense tem em suas raízes outras modalidades esportivas que fizeram parte da história do clube. Diversos atletas se destacaram no decorrer dos anos e suas conquistas foram traçadas desde o início nos campos e quadras do clube das Laranjeiras, defendendo as cores do Fluminense. O clube obteve sucesso em muitas modalidades, tendo um total de 1.407 títulos do Fluminense no esporte amador e no olímpico, até 2002.

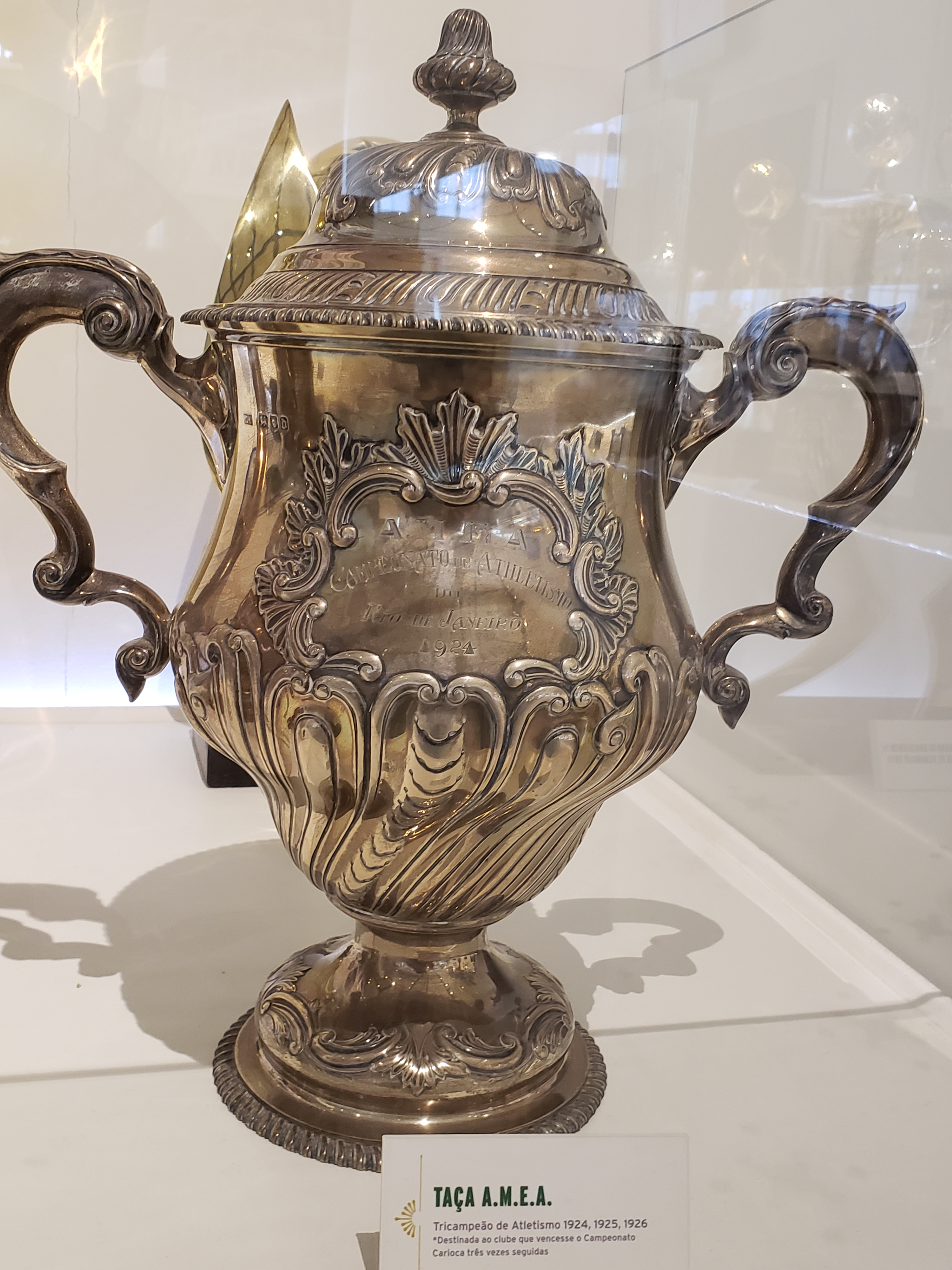
Taça AMEA de Atletismo, destinada ao clube campeão carioca de atletismo que vencesse por três anos consecutivos (1924-25-26)

O Fluminense em 21 de julho de 2011, anunciou que tinha em sua sala de troféus principal, então nomeada de Afonso Teixeira de Castro, 2.030 troféus e 1.020 taças, um total de 7.000 objetos de todas as modalidades esportivas.

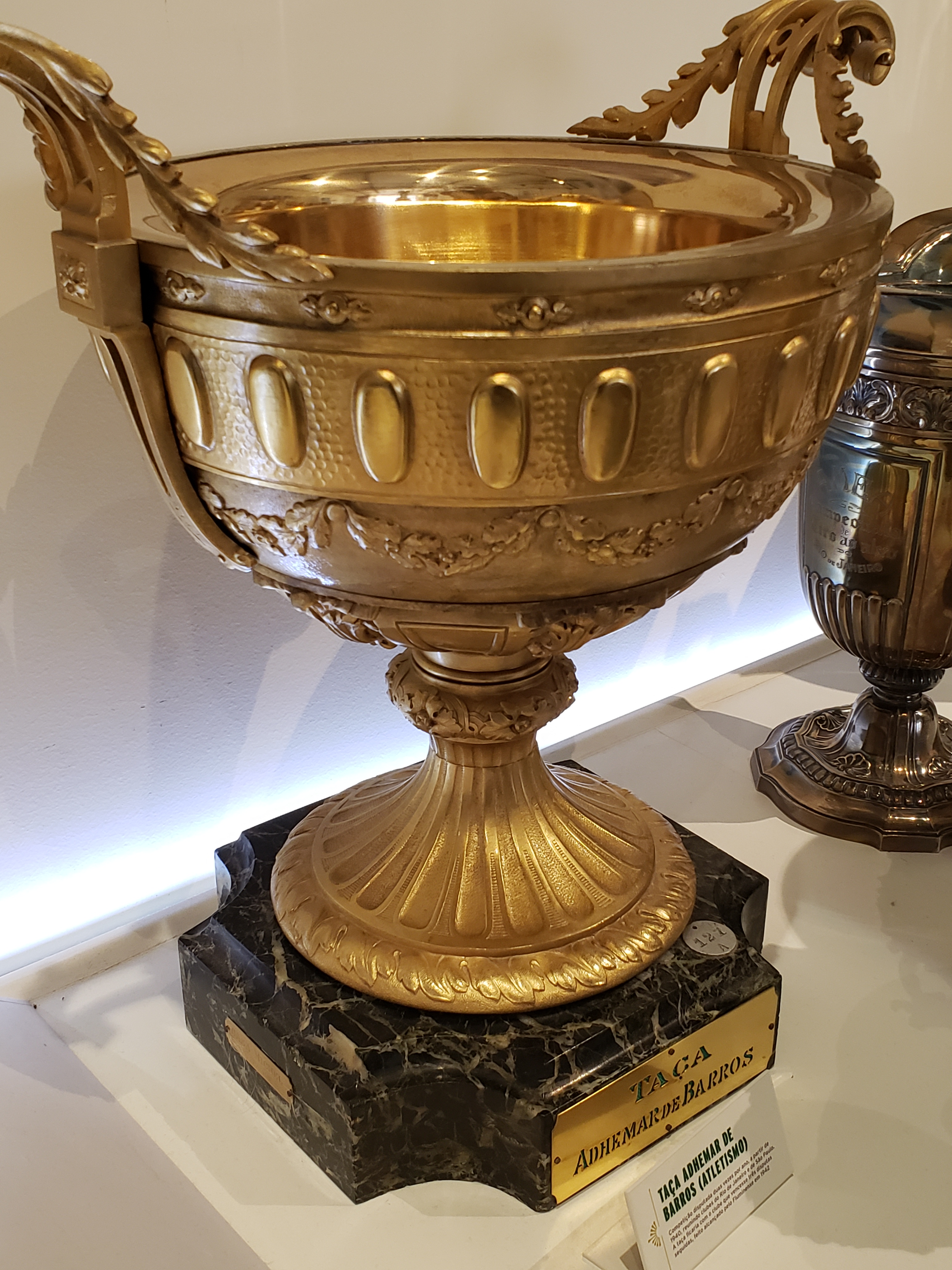
Taça Adhemar de Barros de Atletismo (Rio-SP) 1942, ao campeão por três vezes seguidas

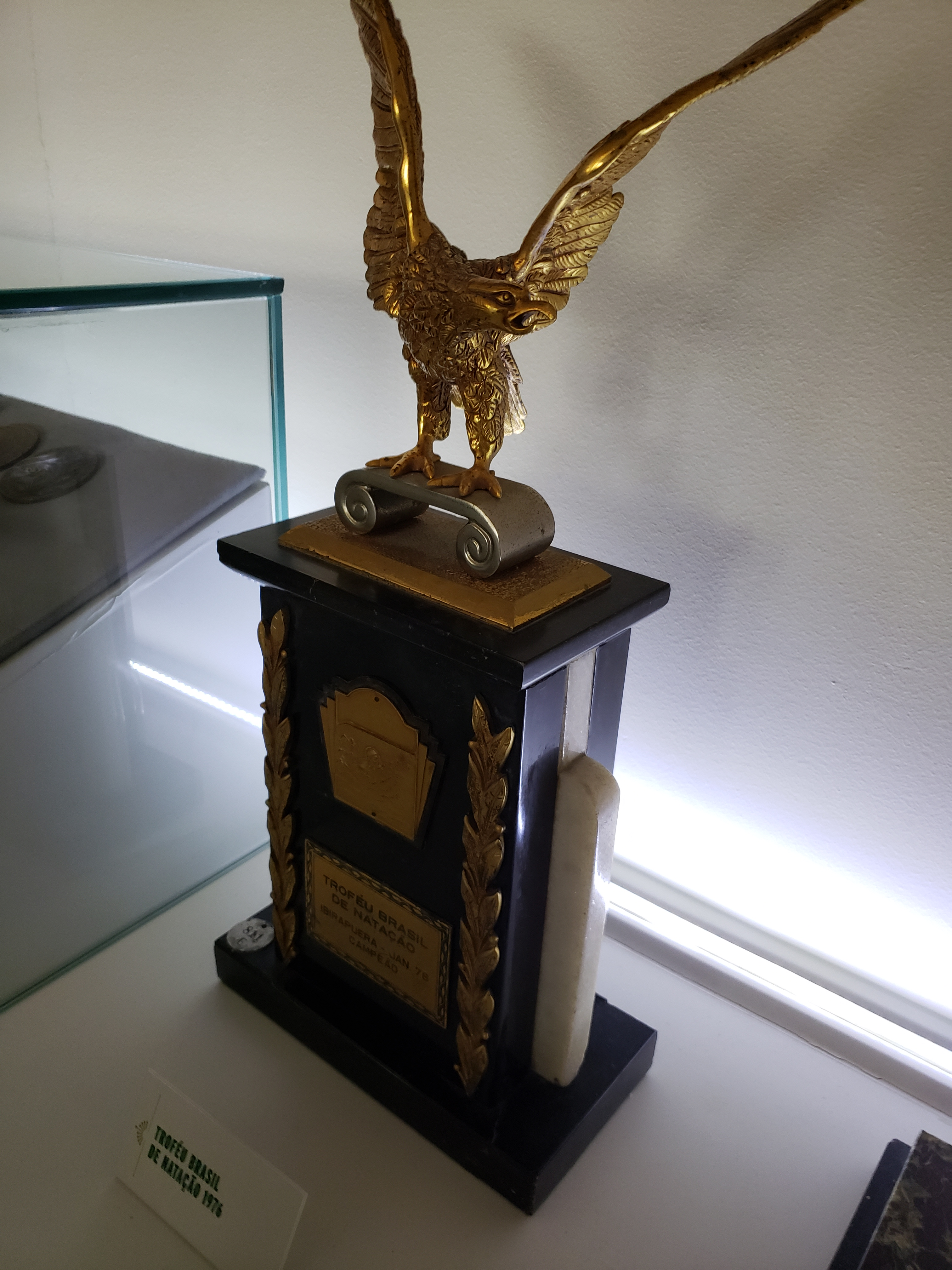
Troféu Brasil de Natação 1976

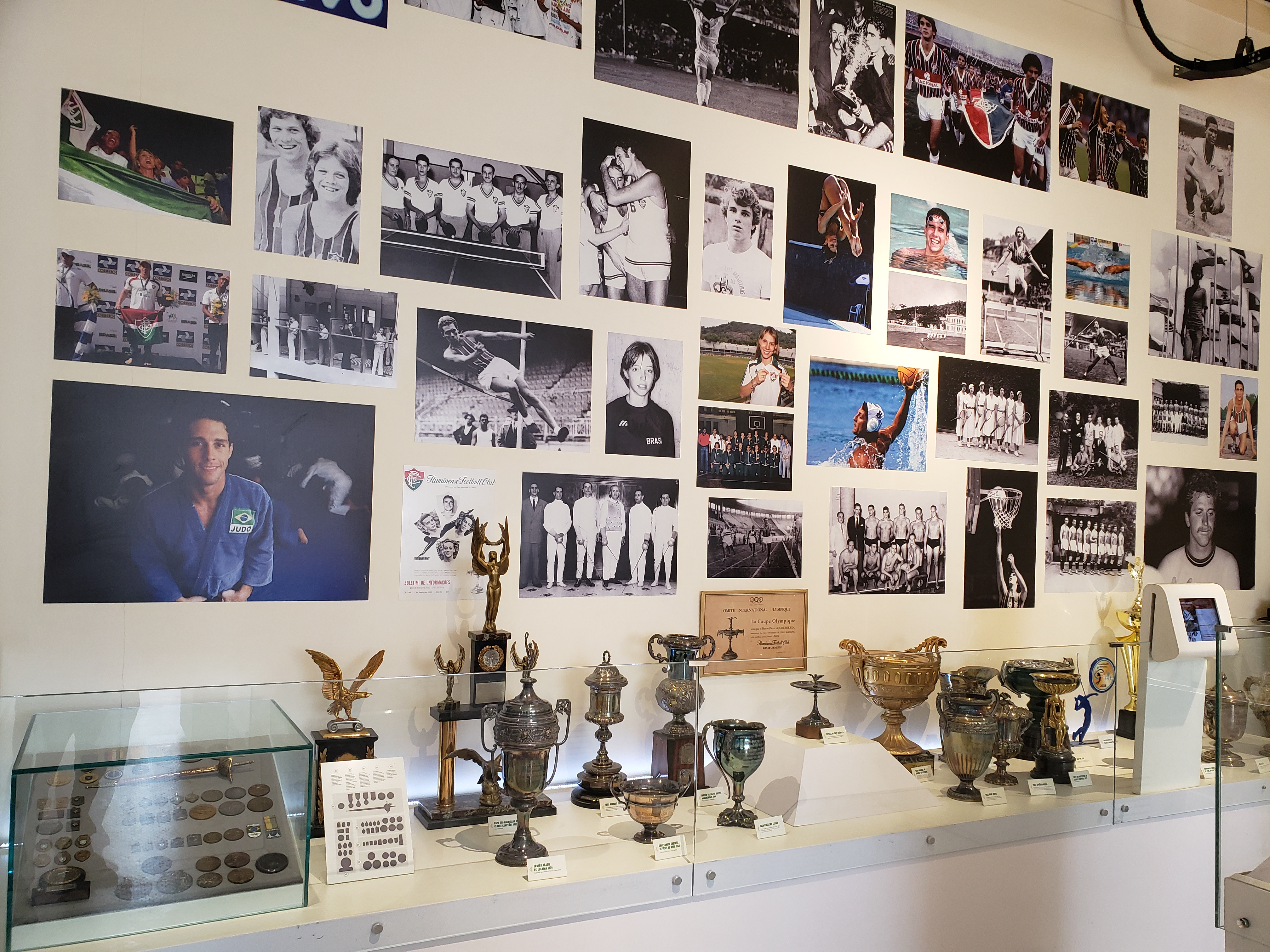
Alguns troféus destacados nos esportes olímpicos

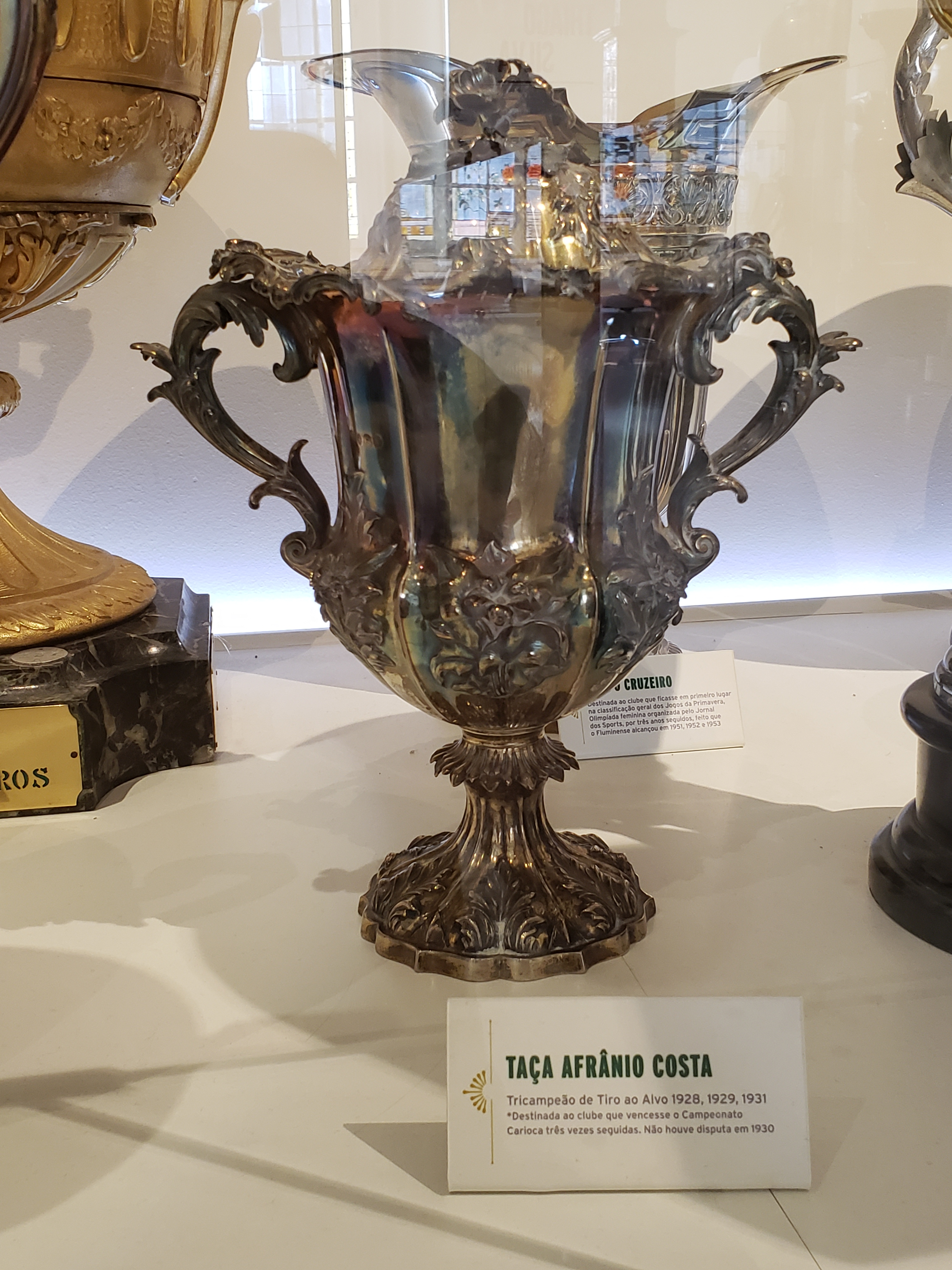
Taça Afrânio Costa de Tiro, por vencer o Carioca por três vezes seguidas (1928-29-31, não houve em 1930)

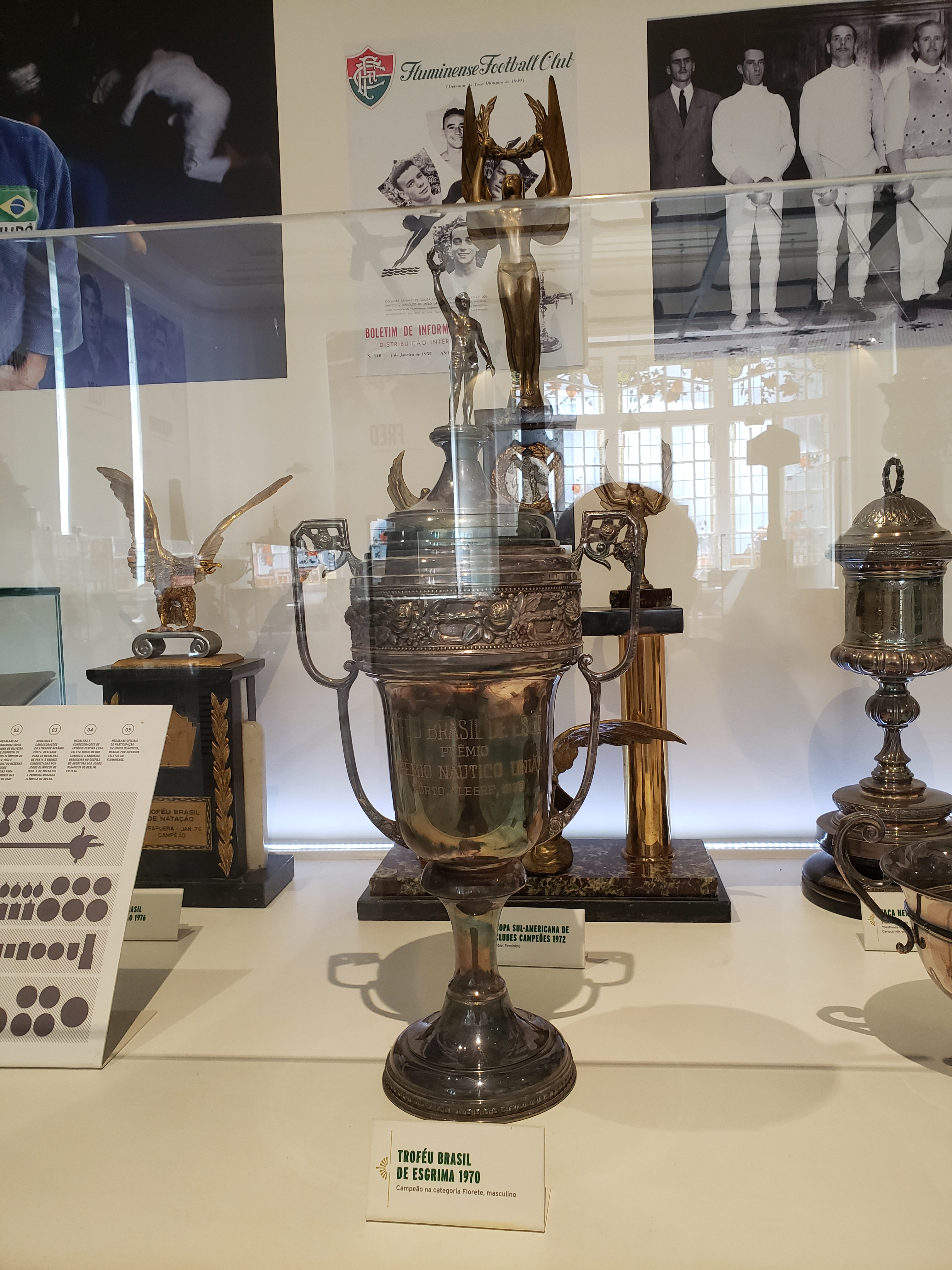
Taça Brasil de Esgrima 1970

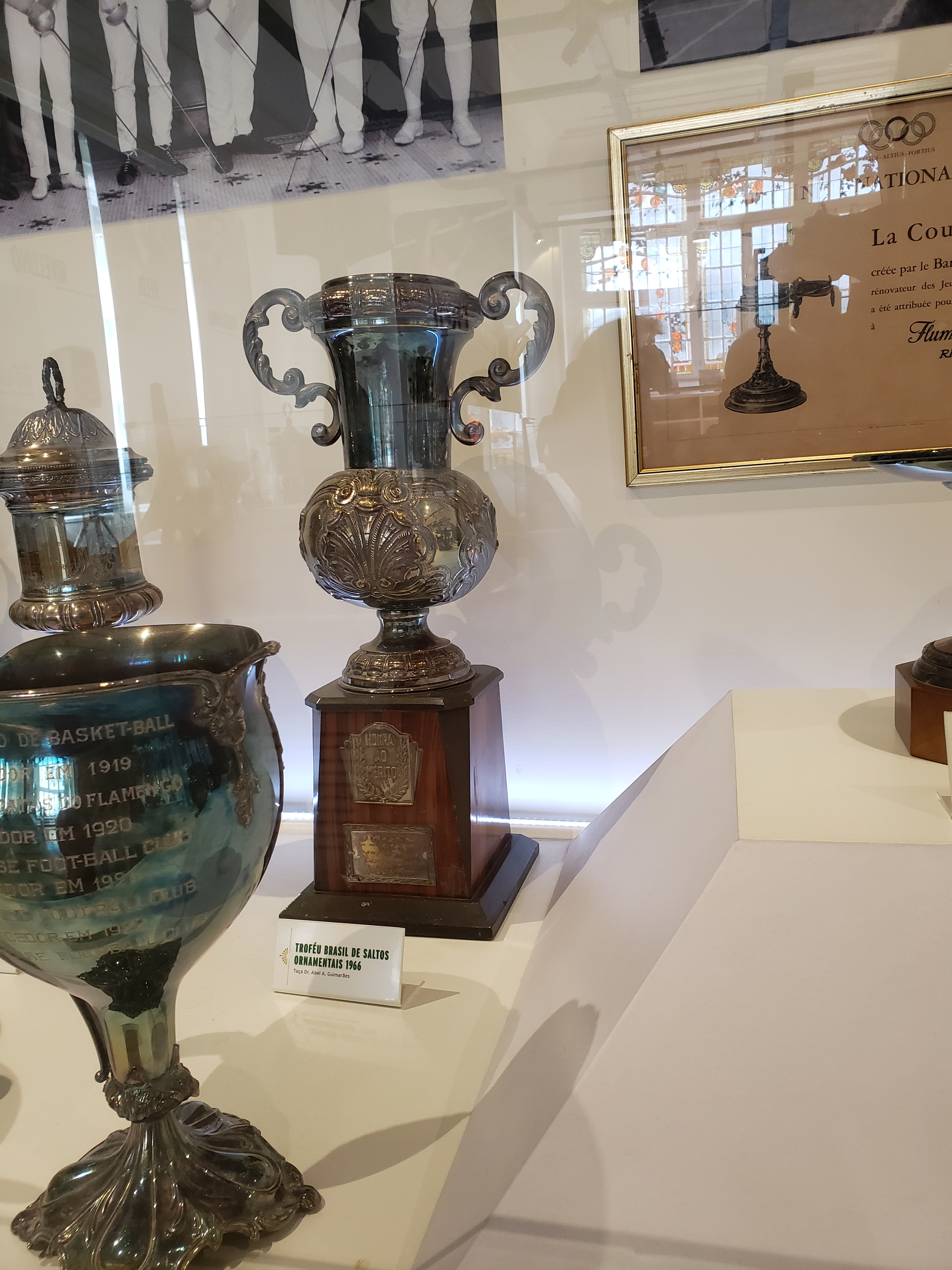
Troféu Brasil de Saltos Ornamentais 1966

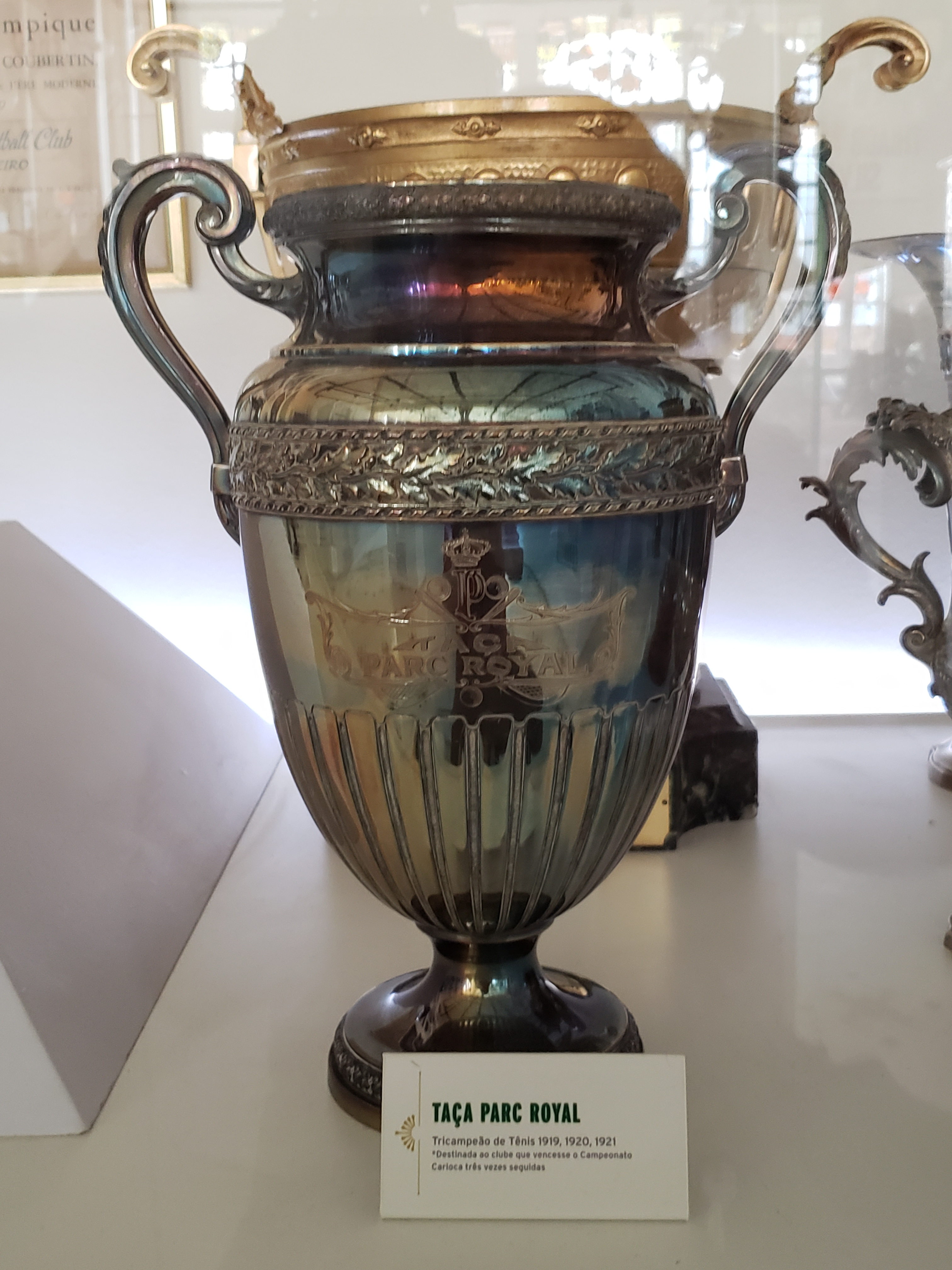
Taça Park Royal, destinada ao campeão carioca de tênis por três anos consecutivos (1919-20-21)

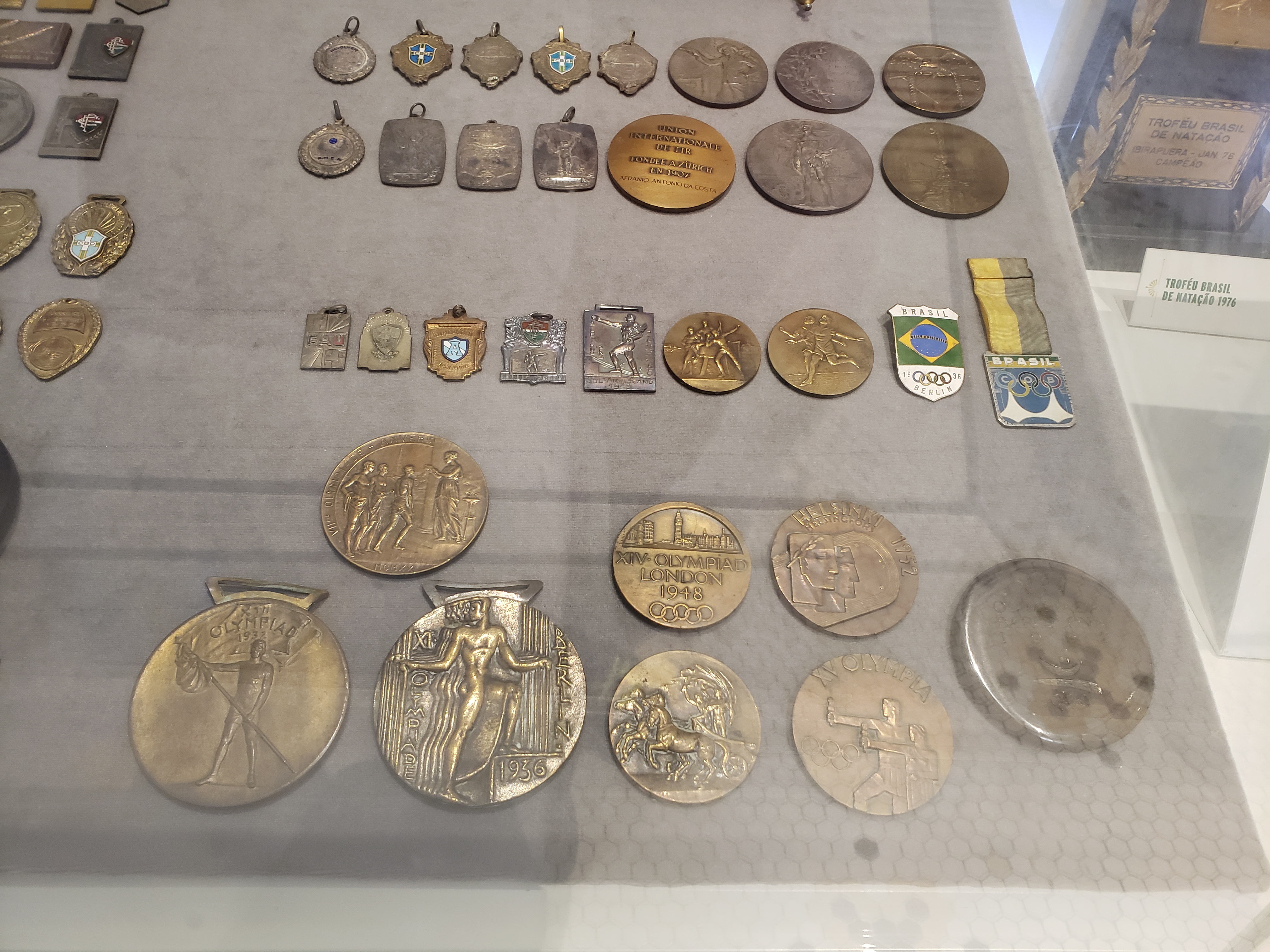
Medalhas destacadas, inclusive olímpicas

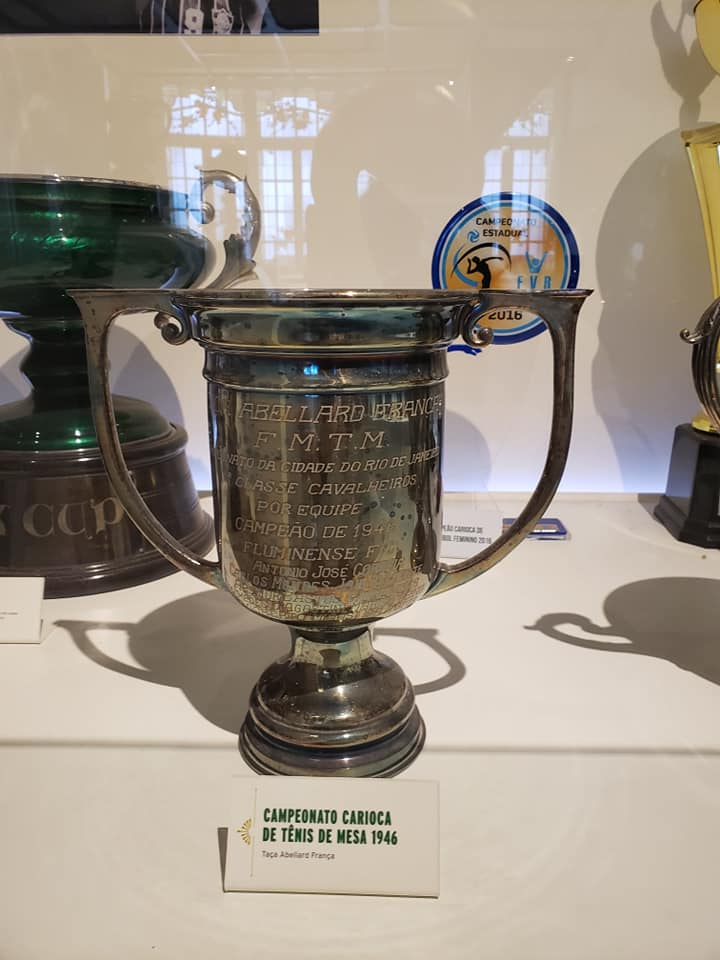
Taça do Campeonato Carioca de tênis de mesa de 1946

Menos de um mês depois de fundado, no dia 15 de agosto de 1902 o Fluminense apresentou em público a sua primeira equipe de atletismo, em homenagem à coroação do Rei Eduardo VII do Reino Unido, em competição promovida pelo Rio Cricket, na cidade de Niterói. Nesse dia, antes de sua primeira partida de futebol, que se daria em 19 de outubro, o Fluminense obteve a primeira vitória de sua História esportiva por meio do atleta Víctor Etchegaray, que venceu a prova das 100 jardas. Em 1919 conquistaria o primeiro campeonato carioca de atletismo da História, disputado no campo de jogo do Flamengo, na Rua Paysandu, sob os auspícios da LMDT-Liga Metropolitana de Desportos Terrestres.
Em 1907 o Fluminense construiu a sua primeira quadra de tênis, ampliando para três em 1909 e quatro em 1911, inaugurando em 1919 a sua quadra principal ou "estádio", com a realização do 9º Campeonato Sul-Americano, em disputa da Taça Mitre, quadra que se tornaria palco de inúmeras competições internacionais, entre elas partidas pela Copa Davis de 1972. Somente o Fluminense tinha quadras de tênis no Rio de janeiro e apenas em 1916, o Country Club inauguraria as suas quadras. No Triênio 1919-20-21, os jogadores do Fluminense disputaram 149 partidas e venceram todas, conquistando 140 campeonatos e torneios até o ano de 1952.
Sessões de patinação já se realizavam no clube às quartas feiras, das 21 às 23 horas, ainda em 1915.
Em 21 de janeiro de 1919, o clube inaugurou a sua primeira piscina, então coberta, remodelando e a reinaugurando no dia 22 de novembro de 1931.
Foi no Stand de Tiro do Fluminense, inaugurado também em 1919, que a equipe olímpica brasileira se preparou para conquistar as primeiras medalhas brasileiras em Olimpíadas, nos Jogos Olímpicos de Verão de 1920,{{carec  oportunidade na qual os atletas tricolores Guilherme Paraense e Afrânio da Costa conquistaram três medalhas – ouro (Paraense) e prata (Afrânio) individuais, e bronze por equipes.
Nesse mesmo ano de 1920, no dia 8 de fevereiro, o Fluminense iniciou as suas participações nas provas de natação com a realização de um concurso interno, filiando-se em 13 de janeiro de 1931 à Federação Brasileira das Sociedades de Remo, entidade dirigente dos esportes aquáticos nas cidades do Rio de janeiro e de Niterói nessa época.
O clube criou em 1921, a sua seção de xadrez, estimulando ainda mais a sua trajetória vitoriosa sendo campeão carioca em 1928, no primeiro campeonato realizado de acordo com as regras e concordância da Federação Brasileira de Xadrez. Em 1930 o Fluminense empatou por 3 a 3, com o Círculo Argentino de Ajedrez, equipe mais forte de xadrez da Argentina, então.
Em 1936 inaugurou a sua seção de esgrima, sagrando-se vice campeão carioca em 1938 e conquistando o primeiro título de campeão carioca já no ano seguinte.
Em 1942 o Fluminense começou a participar de competições de tênis de mesa, quando as suas equipes conquistaram o torneio comemorativo "Dia do Tênis de Mesa", promovido pela Associação Cristã de Moços, com a participação de 23 clubes, tendo se sagrado campeão carioca por 16 vezes no masculino e 4 no feminino apenas até o ano de 1968.
Entre 1902 e 1948, tendo disputado 2.180 partidas em 20 esportes coletivos, o Fluminense obteve 1.558 vitórias (71,4%), 145 empates (6,6%) e 473 derrotas (22%), segundo levantamento de seu Departamento Técnico.
Até o final de 1951, período compreendendo os seus primeiros 50 anos, o Fluminense conquistou 531 campeonatos e torneios diversos em todos os esportes praticados até então.
Até 1959, o Fluminense foi o clube carioca que mais campeonatos conquistou nas seguintes modalidades: atletismo, basquetebol, esgrima, hoquei, levantamento de pêso, tênis, tênis de mesa, natação, pólo aquático, saltos, tiro, voleibol, e xadrez, ganhando mais de 50% dos 452 campeonatos realizados até o final desse ano. Entre os muito feitos, sua seção de pólo aquático permanecia invicta desde 1952 até esse ano de 1959, com 89 partidas tendo sido disputadas, várias delas contra equipes internacionais, apresentando em seu cartel, 83 vitórias e 6 empates, e placar médio de 7 a 1 nessas partidas.
Além dos esportes que fizeram parte da estatística de Adolpho Shermann, o Fluminense praticava nesta época pelo menos mais 2 esportes, arco e flecha e
futebol de salão (futsal). Após 1960 o Fluminense praticou também, os seguintes esportes: futebol de mesa, ginástica olímpica, ginástica rítmica desportiva, handebol, hockey, patinação, patinação artística, nado sincronizado, showbol, taekwondo, além de ter sido representado em autobol, beach soccer, body boarding, futebol americano, futebol americano de praia, futebol de praia e futevôlei.
Em 2018 o Fluminense, uma potência nesse esporte, conquistou o Troféu Brasil de Saltos Ornamentais pela décima primeira vez consecutiva em sua 48ª edição. Além dessas ocasiões, o Fluminense foi campeão pelo menos em 1968, 1979, 1982, 1983, 1984, 1985, 1995 e 1996, sendo esses os títulos disponíveis nesse momento.
Em natação ostentava 116 títulos até 2002, sendo 37 deles estaduais pela equipe principal, foi cinco vezes campeão do Troféu Maria Lenk e uma do Troféu José Finkel, os dos dois principais torneios de natação no Brasil na atualidade, e em pólo aquático tem mais do que o dobro de títulos estaduais do que o segundo colocado em conquistas e é o clube que tem mais conquistas em todas as competições nacionais masculinas. A equipe de tiro foi campeã por 7 anos consecutivos entre 1952 e 1958, a equipe de esgrima tinha 133 títulos, a de tênis 145 e a de tiro 200, até 2002.
Nos Jogos Pan-Americanos de 2019, ao competir pela sexta vez consecutiva, a atleta tricolor de saltos ornamentais Juliana Veloso tornou-se a atleta brasileira com mais participações nos Jogos Pan-Americanos, ela que conquistou medalha de prata e medalha de bronze em Santo Domingo e bronze nos Jogos Pan-Americanos de 2007 no Rio de Janeiro e que já era a atleta com mais participações em olimpíadas, cinco no total, tendo sido campeã sul-americana em várias ocasiões, considerando apenas os seus títulos mais importantes.

### Esportes coletivos
Histórico resumido dos principais títulos.

#### Basquetebol
Masculino
Concorrendo pela primeira vez no Campeonato Carioca de Basquetebol em 1920, o Fluminense sagrou-se campeão vencendo o Flamengo na final em partida  disputada na quadra do Botafogo, vindo a sagrar-se octacampeão carioca entre os anos de 1920 e 1927.
Nesse ano de 1920, o Fluminense havia trazido para o Brasil o técnico de basquete norte-americano, de Ohio, Fred Brown, de uma Associação Cristã de Moços daquele país, que criou um curso formador de técnicos e implantou bases para a organização deste esporte no Brasil, tendo sido inclusive o primeiro técnico da Seleção Brasileira de Basquete e conquistado o primeiro título disputado por esta seleção, os Jogos Olímpicos Latino-Americanos, tendo o Flu contribuído na ocasião com cinco atletas.
Com relação a Supercopa Brasil, de 2011 a 2013 passou a haver a disputa de cinco torneios, classificatórios para a fase final nacional: Copa Brasil Norte, Copa Brasil Nordeste, Copa Brasil Centro-Oeste, Copa Brasil Sudeste e Copa Brasil Sul, sendo que os finalistas ganhavam o direito de disputar a temporada seguinte do Novo Basquete Brasil, desde que conseguissem atender as exigências financeiras mínimas determinadas pela Liga Nacional de Basquete, nesse ano, havendo ainda um triangular classificatório. No triangular, Tijuca e Macaé ascenderam ao NBB, e o Fluminense acabou perdendo a chance de se classificar para o NBB 2013-14. Entretanto, no início de junho, a LNB decidiu convidar o Fluminense, juntamente com o Universo/Goiânia, para disputar a sexta edição do NBB, desde que apresentassem os pré-requisitos necessários. Sem verbas e patrocínio suficientes, por conta de questões políticas e com um elenco limitado para competir no NBB, o Fluminense acabou desistindo da vaga.
| Nacionais               | Nacionais                               | Nacionais | Nacionais                                                                                           |
|                         | Competição                              | Títulos   | Temporadas                                                                                          |
| ----------------------- | --------------------------------------- | --------- | --------------------------------------------------------------------------------------------------- |
| Brasil                  | Supercopa Brasil                        | 1         | 2013                                                                                                |
| Estaduais               |                                         |           | |
|                         | Competição                              | Títulos   | Temporadas                                                                                          |
| Rio de Janeiro          | Campeonato Carioca                      | 16¹       | 1920¹, 1921¹, 1922¹, 1923¹, 1924, 1925, 1926, 1927, 1931, 1961, 1970, 1971, 1972, 1973, 1974 e 1988 |
| Rio de Janeiro          | Torneio Início                          | 7         | 1923, 1926, 1953, 1955, 1857, 1958 e 1960                                                           |
| Torneios Internacionais |                                         |           | |
|                         | Competição                              | Títulos   | Temporadas                                                                                          |
| Rio de Janeiro          | Torneio Internacional do Rio de Janeiro | 1         | 1952                                                                                                |

¹: A Federação de Basquetebol do Estado do Rio de Janeiro (FBERJ) não reconhece os títulos de 1920 a 1923, organizados pela Liga Metropolitana de Desportos Terrestres, como oficiais em seus documentos. Segundo a FBERJ, o Fluminense possui 12 títulos do Campeonato Carioca de Basquete Masculino, não explicando as razões para isso.
Feminino
Liderado por Hortência Marcari como dirigente, o Fluminense conquistou o Campeonato Brasileiro de Basquete Feminino de 1998, com o Ginásio do Tijuca Tênis Clube lotado, ginásio que tem capacidade para receber 4.000 espectadores, e mais 3.000 pessoas que não conseguiram entrar no recinto, dirigido pelo técnico Antônio Carlos Vendramini e o elenco a seguir: Jaqueline Godoy, Soraya Ribeiro, Fernanda Baish, Sílvia Luz, Pabliana Laé, Vedrana Grgin, Victoria Bullett, Marta Sobral, Cíntia Luz, Rafaella Lopes, Luciana Mendonça, Patrícia Silva, Sandra Rosa, Aline Castro e Fabianna Manfredi.
| Nacionais      | Nacionais             | Nacionais | Nacionais                           |
|                | Competição            | Títulos   | Temporadas                          |
| -------------- | --------------------- | --------- | ----------------------------------- |
| Brasil         | Campeonato Brasileiro | 1         | 1998                                |
| Estaduais      |                       |           |                                     |
|                | Competição            | Títulos   | Temporadas                          |
| Rio de Janeiro | Campeonato Carioca    | 6         | 1953, 1956, 1957, 1958, 1959 e 2005 |

#### Futsal
Campeão carioca de Futsal em 1959, competição criada em 1956 e amplamente dominada por clubes da Zona Norte do Rio de Janeiro, o Fluminense tem desempenho muito destacado nas categorias de base, campeão sub-20 em 2 ocasiões, sub-17 em 16 (carioca e estadual), sub-15 em 15 (carioca e estadual), sub-13 em 20 (carioca e estadual), sub-11 em 16 (carioca e estadual), sub-9 em 15 (carioca e estadual) e sub-7 em 9 (carioca e estadual) até o ano de 2019. O Fluminense utiliza o futsal prioritariamente como revelador de jogadores para o futebol de campo, tendo 10 profissionais e 100 jogadores da Base que passaram pelo Futsal em 2018.
| Estaduais      | Estaduais          | Estaduais | Estaduais  |
|                | Competição         | Títulos   | Temporadas |
| -------------- | ------------------ | --------- | ---------- |
| Rio de Janeiro | Campeonato Carioca | 1         | 1959       |
| Rio de Janeiro | Torneio Início     | 1         | 1961       |

#### Futebol americano
A Liga Brasileira de Futebol Americano de 2011 foi a segunda e última edição da competição nacional de futebol americano organizada pela liga homônima. No ano seguinte, a LNFA foi dissolvida para que o esporte no país fosse regido exclusivamente pela Associação de Futebol Americano do Brasil (AFAB), atual Confederação Brasileira de Futebol Americano (CBFA).
A final da competição vencida pelo Fluminense Imperadores contra o Coritiba Crocodiles no Estádio Couto Pereira foi a primeira com público relevante no futebol americano no Brasil, com aproximadamente 6.500 pessoas presentes.
| Nacionais    | Nacionais             | Nacionais | Nacionais  |
|              | Competição            | Títulos   | Temporadas |
| ------------ | --------------------- | --------- | ---------- |
| Brasil       | Campeonato Brasileiro | 1         | 2011[a]    |
| Conferências |                       |           |            |
|              | Competição            | Títulos   | Temporadas |
| Brasil       | Conferência Norte     | 1         | 2011[a]    |

Nota:
- a^  Títulos conquistados como Fluminense Imperadores.

#### Futebol de 7
Futebol de 7, nesse caso também conhecido como Futebol society ou futebol soçaite, ou simplesmente fut7, é um esporte coletivo jogado entre dois times de sete jogadores cada um e dois árbitros que se ocupam da correta aplicação das regras, adaptado do futebol. É jogado numa quadra retangular com grama sintética, com uma baliza em cada lado da quadra. O Fluminense sagrou-se campeão nacional e continental de 2014, da Liga Fut 7 e da Liga das Américas de Futebol 7. Seu jogador Henrique Wruck, foi eleito o Bola de Ouro, como o melhor jogador desta competição, assim como em janeiro de 2015 foi eleito o melhor jogador do mundo nesta categoria pela Football 7 Worldwide.
Masculino
| Continentais | Continentais               | Continentais | Continentais |
|              | Competição                 | Títulos      | Temporadas   |
| ------------ | -------------------------- | ------------ | ------------ |
|              | Liga das Américas de Fut 7 | 1            | 2014         |
| Nacionais    |                            |              |              |
|              | Competição                 | Títulos      | Temporadas   |
| Brasil       | Liga Fut 7                 | 1            | 2014         |

#### Pólo aquático
Masculino
Em 20 de janeiro de 1922 o Fluminense promoveu uma competição aquática, inciando nesse dia a sua participação no pólo aquático. O Fluminense entre 1947 e 1952 disputou 9 partidas no exterior, em Buenos Aires e em Montevidéu, ganhando todas. De 1952 a 1961 disputou 104 partidas estaduais, interestaduais e internacionais sem derrotas.
| Nacionais               | Nacionais                               | Nacionais | Nacionais |
|                         | Competição                              | Títulos   | Temporadas |
| ----------------------- | --------------------------------------- | --------- | --- |
| Brasil                  | Liga Nacional                           | 10        | 1997, 1998, 1999, 2000, 2001, 2003, 2006, 2011, 2012 e 2013 |
| Brasil                  | Taça Brasil                             | 15        | 1997, 1998, 1999, 2001, 2002, 2004, 2006, 2007, 2008, 2009, 2010, 2011, 2012, 2013 e 2014 |
| Brasil                  | Brasil Open                             | 2         | 2017 e 2018 |
| Interestaduais          |                                         |           | |
|                         | Competição                              | Títulos   | Temporadas |
| -                       | Torneio Rio-São Paulo                   | 5         | 1953, 1954, 1956, 1957 e 1961 |
| Estaduais               |                                         |           | |
|                         | Competição                              | Títulos   | Temporadas |
| Rio de Janeiro          | Campeonato Carioca                      | 33        | 1953, 1954, 1955, 1956, 1957, 1958, 1959, 1960, 1962, 1964, 1967, 1968, 1969, 1970, 1973, 1974, 1975, 1976, 1977, 1978, 1984, 1997, 1998, 1999, 2001, 2003, 2004, 2006, 2007, 2008, 2009, 2012 e 2016 |
| Torneios Internacionais |                                         |           | |
|                         | Competição                              | Títulos   | Temporadas |
| Rio de Janeiro          | Torneio Internacional do Rio de Janeiro | 1         | 1955 |
| São Paulo               | Torneio Internacional de São Paulo      | 1         | 1955 |

#### Showbol
Showbol é um esporte que reúne clubes tradicionais do futebol de campo, com equipes adaptadas a esta prática. Geralmente são formadas por jogadores aposentados do futebol de campo e que obtiveram algum sucesso na equipe principal desses clubes. Em 2014 o Fluminense sagrou-se campeão brasileiro invicto  dessa categoria.
| Nacionais    | Nacionais             | Nacionais | Nacionais      |
|              | Competição            | Títulos   | Temporadas     |
| ------------ | --------------------- | --------- | -------------- |
| Brasil       | Campeonato Brasileiro | 1         | 2014 (invicto) |
| Conferências |                       |           |                |
|              | Competição            | Títulos   | Interestaduais |
| –            | Torneio Rio-São Paulo | 1         | 2011           |
| –            | Torneio Rio-Manaus    | 1         | 2012 (invicto) |

#### Voleibol
Masculino
O Fluminense introduziu o voleibol no Rio de Janeiro em 1923, organizando o primeiro torneio (Initium) entre os clubes filiados à L.M.E.T. (Liga Metropolitana de Esportes Terrestres), sagrando-se campeão da competição. Em 1943 tornou-se o primeiro campeão carioca invicto nessa modalidade esportiva.
| Estaduais               | Estaduais                               | Estaduais | Estaduais                                                              |
|                         | Competição                              | Títulos   | Temporadas                                                             |
| ----------------------- | --------------------------------------- | --------- | ---------------------------------------------------------------------- |
| Rio de Janeiro          | Campeonato Carioca                      | 12        | 1943, 1944, 1947, 1948, 1952, 1954, 1956, 1957, 1958, 1967, 1976, 1980 |
| Rio de Janeiro          | Torneio Início                          | 10        | 1923, 1943, 1944, 1946, 1949, 1950, 1952, 1957, 1958 e 1959            |
| Torneios Internacionais |                                         |           |                                                                        |
|                         | Competição                              | Títulos   | Temporadas                                                             |
| Rio de Janeiro          | Torneio Internacional do Rio de Janeiro | 1         | 1952                                                                   |

Feminino
O Fluminense ostenta seis títulos sul-americanos no voleibol feminino, quatro deles em sequência, além de um vice-campeonato, sendo o clube com mais títulos continentais no feminino.
| Continentais            | Continentais                            | Continentais | Continentais |
|                         | Competição                              | Títulos      | Temporadas |
| ----------------------- | --------------------------------------- | ------------ | --- |
|                         | Campeonato Sul-Americano                | 6            | 1971, 1972, 1977, 1978, 1979 e 1980 |
| Nacionais               |                                         |              | |
|                         | Competição                              | Títulos      | Temporadas |
| Brasil                  | Campeonato Brasileiro                   | 2            | 1976 e 1981 |
| Estaduais               |                                         |              | |
|                         | Competição                              | Títulos      | Temporadas |
| Rio de Janeiro          | Campeonato Carioca                      | 29           | 1941, 1942, 1953, 1956, 1957, 1958, 1959, 1960, 1961, 1962, 1963, 1967, 1968, 1969, 1970, 1971, 1972, 1973, 1974, 1975, 1976, 1977, 1980, 1982, 1983, 1994, 1997, 2016 e 2024 |
| Rio de Janeiro          | Torneio Início                          | 3            | 1941, 1942 e 1951 |
| Torneios Internacionais |                                         |              | |
|                         | Competição                              | Títulos      | Temporadas |
| Rio de Janeiro          | Torneio Internacional do Rio de Janeiro | 1            | 1952 |